# Kaposvár
Kaposvár (németül: Kopisch, Ruppertsburg vagy Ruppertsberg, horvátul: Kapošvar vagy Kapušvar, szlovénul: Rupertgrad) megyei jogú város a Dél-Dunántúlon, Somogy vármegye és a Kaposvári járás székhelye, valamint a Kaposvári Egyházmegye székvárosa. A Dunántúl egyik legfontosabb gazdasági, kulturális, oktatási és sportközpontja, egyetemi város. A Kapos folyó mentén, a Somogyi-dombság területén fekszik. Körülbelül 60 000 fős lakosságával az ország tizenötödik és a Dél-Dunántúl második legnépesebb települése. Vára és kolostora középkori eredetű, de a vármegyeszékhelyen a török és osztrák támadások következtében nem sok 19. századinál idősebb épület maradt fenn.
A várost először 1009-ben említik, a legenda szerint Rómához hasonlóan hét dombra alapították. 1061-től egyházi központ szerepét töltötte be, majd a 13. században felépült a vára is, amely a török időkben egyre fontosabb szerephez jutott. 1555-ben az oszmánok ötnapos ostromban elfoglalták az erődöt és a bencés kolostort, majd a város 1686-ban szabadult fel a török megszállás alól. 1690-től az Esterházy család birtokaihoz tartozott, akik a somogyi birtokaik központjává tették, így a település gazdasági és közigazgatási szerepe egyre növekedett. 1703-ban vásárjogot kapott, 1749-ben pedig Somogy vármegye székhelyét is itt rendezték be. A megyeszékhelyre költözők jó része iparosokból és kereskedőkből állt, akik elindították Kaposvárt a polgári fejlődés útján. A kiegyezés után indult meg a város életének intenzív fejlődése, melynek eredményeképpen 1873-ban rendezett tanácsú várossá nyilvánították. A lakosság folyamatosan nőtt, felépültek a fontosabb közintézmények, megteremtődtek a vasúti és közúti közlekedés feltételei, majd elindult az ipar és a gazdaság fejlődése is. Az első világháborúig császári és királyi helyőrségi város volt.
A szomszédos települést, Kaposszentjakabot 1950-ben csatolták a megyeszékhelyhez, majd 1973-ban Toponárt, Kaposfüredet és Töröcskét is. Kaposvár 1990-ben egyike lett a megyei jogú városoknak, 1993 óta püspökségi székhely. 2000-ben az itt működő felsőoktatási intézmények összevonásával megalapították az azóta kibővített Kaposvári Egyetemet. A város a Dunántúl egyik legjelentősebb városává vált. 
Kaposvár sokszínű iparral rendelkezik, amelyben jelentős szerepet kap a mezőgazdaság, az élelmiszer-feldolgozás és a könnyűipar. A város oktatási intézményei, köztük a Kaposvári Egyetem, meghatározó szerepet töltenek be a régió képzési és kutatási tevékenységében. Kaposvárnak számos színháza, múzeuma, fesztiválja van.

## Nevének eredete
A város neve a „kapu” és a „vár” szóösszetételből származik, a mocsaras Kapos-völgyben a 13. században felépített várra emlékeztet. A település neve először 1009-ben, Szent Istvánnak a pécsi püspökség határait kijelölő alapítólevelében jelent meg.
A történelem során a város számos nyelven külön nevet kapott. Németül Kopisch, Ruppertsberg, Ruppertsburg; horvátul hivatalosan Kapošvar; szlovénül Rupertgrad; törökül Kapoşvar; szerbül pedig Капошвар, Kapošvar. Régen a lakócsai délszlávok Kapuš-nak, a hercegszántóiak Kapušar-nak, a szigetváriak Kapušvar-nak hívták.

## Fekvése
Kaposvár a Kapos folyó két partján, a Somogyi-dombság területén fekszik, csodálatos környezetben, a Zselic lankái között. Déli részén húzódik a Zselici Tájvédelmi Körzet.
A város, az ókori Rómához hasonlóan, hét dombra épült, név szerint: Kecel, Körtönye, Lonka, Iszák, Kapos, Róma és Ivánfa (de vannak, akik nem pont ugyanezt a hét dombot - a helyiek mindet hegynek nevezik - sorolják fel). Ezek ma Kaposvár déli városrészeit alkotják. A város legmagasabb pontja kb. 260 m-rel fekszik a tengerszint felett, Töröcskétől körülbelül 1 km-re délre, az úgynevezett Postakocsi-út mentén, amely egykor a legfontosabb útvonal volt Kaposvár és Szigetvár között.
A Zselicség Kaposvár felé eső részén öt vízfolyás torkollik a Kapos folyóba. A Ropolyi-erdőben eredő Berki-patak a Kecel-hegy lábánál, a Töröcskei-patak a Cser és a Donner városrészek találkozásánál ömlik a Kaposba. A Pölöskei-erdőben eredő Zselic-, vagy ahogy a helyiek hívták sokáig: Hódos-patak, míg a város keleti részén az Ivánfai- és a Nádasdi-patak is növeli a folyó vízhozamát. A város területén észak felől további négy – az előbbieknél kisebb vízhozamú – patak viszi vizét a folyóba, név szerint a Csörge-, a Füredi-, a Kisgáti-, valamint a Deseda-patak.
Kaposvár északi részén helyezkedik el a 8 kilométer hosszú Deseda-tó, a 30 hektáros arborétummal.
A Balaton 50 kilométerre, Pécs 60 kilométerre, Nagykanizsa 70 kilométerre, Szekszárd 90 kilométerre, Budapest 190 kilométerre fekszik a várostól.

## Éghajlata
Kaposvár éghajlata kontinentális, az évi középhőmérséklete 11 °C, a csapadék éves mennyisége 651 mm.
| Hónap                                                  | Jan. | Feb. | Már. | Ápr. | Máj. | Jún. | Júl. | Aug. | Szep. | Okt. | Nov. | Dec. | Év   |
| ------------------------------------------------------ | ---- | ---- | ---- | ---- | ---- | ---- | ---- | ---- | ----- | ---- | ---- | ---- | ---- |
| Átlagos max. hőmérséklet (°C)                          | 3,8  | 6,1  | 11,3 | 17,1 | 21,4 | 25,2 | 27,2 | 27,1 | 21,6  | 16,5 | 10,6 | 4,9  | 16,1 |
| Átlaghőmérséklet (°C)                                  | 0,6  | 2,1  | 6,7  | 12,2 | 16,8 | 20,7 | 22,6 | 22,3 | 17,2  | 12,2 | 7,1  | 1,9  | 11,9 |
| Átlagos min. hőmérséklet (°C)                          | −2,4 | −1,7 | 2,0  | 6,2  | 11,6 | 15,6 | 17,5 | 17,2 | 12,9  | 8,4  | 4,0  | −0,9 | 7,6  |
| Átl. csapadékmennyiség (mm)                            | 43   | 49   | 53   | 58   | 79   | 85   | 72   | 70   | 78    | 63   | 65   | 59   | 774  |
| Forrás: Climate-data.org (Hozzáférés: 2022. május 13.) |      |      |      |      |      |      |      |      |       |      |      |      |      |

## Története

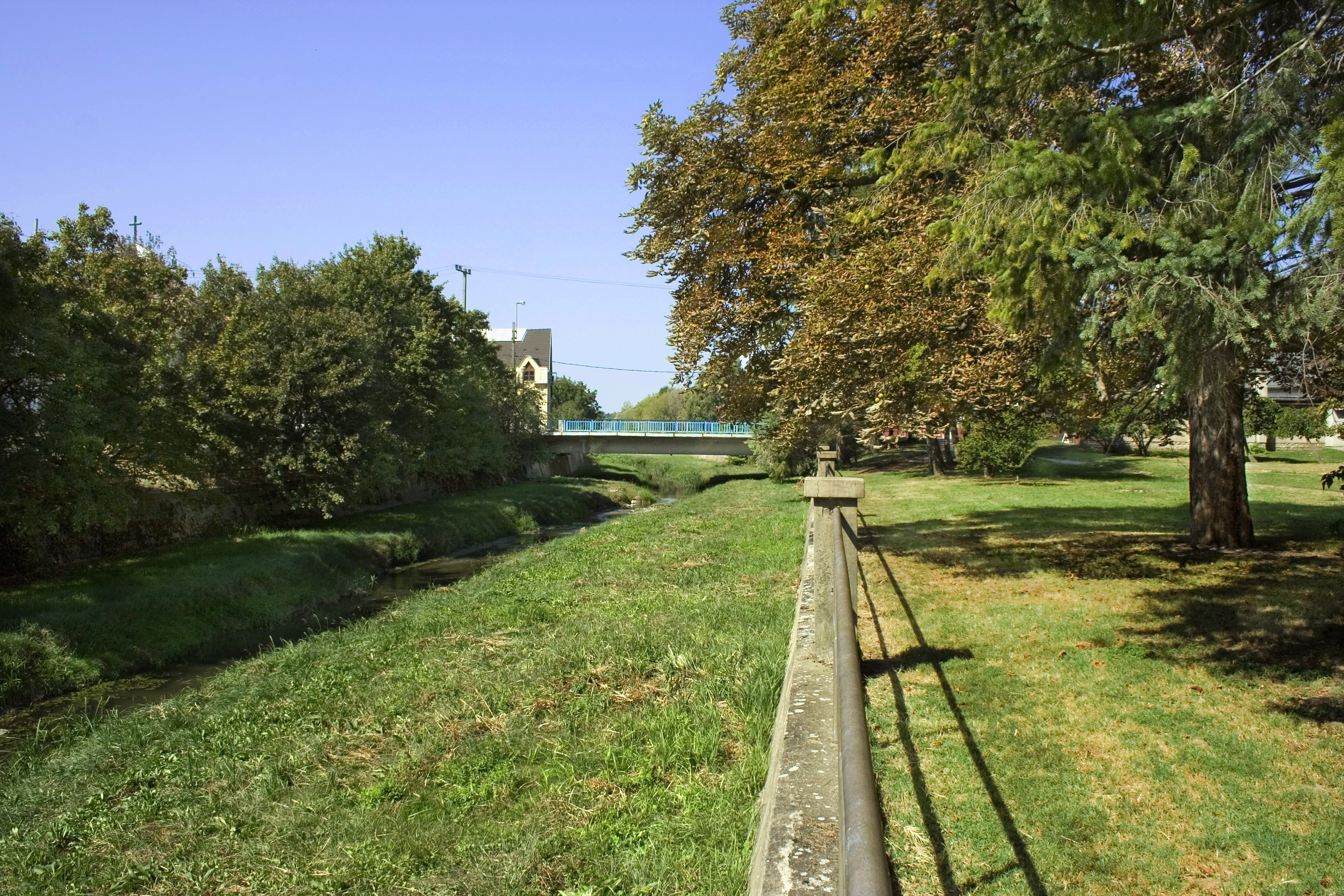
A Kapos folyó partja a városban

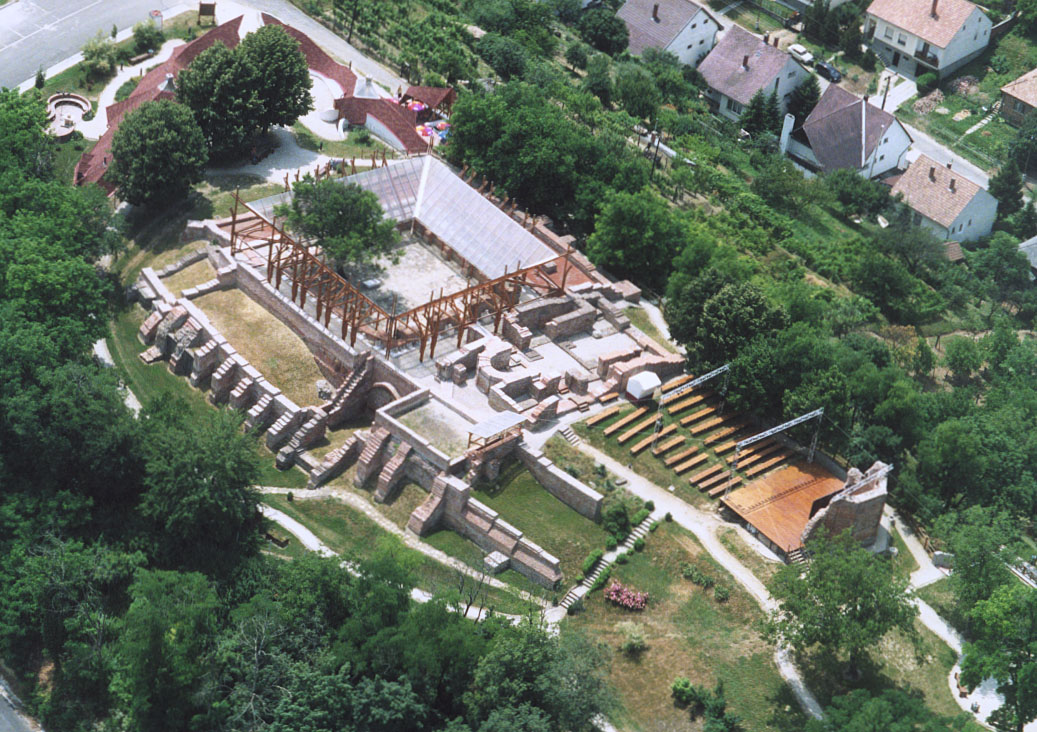
A kaposszentjakabi bencés apátság romjai

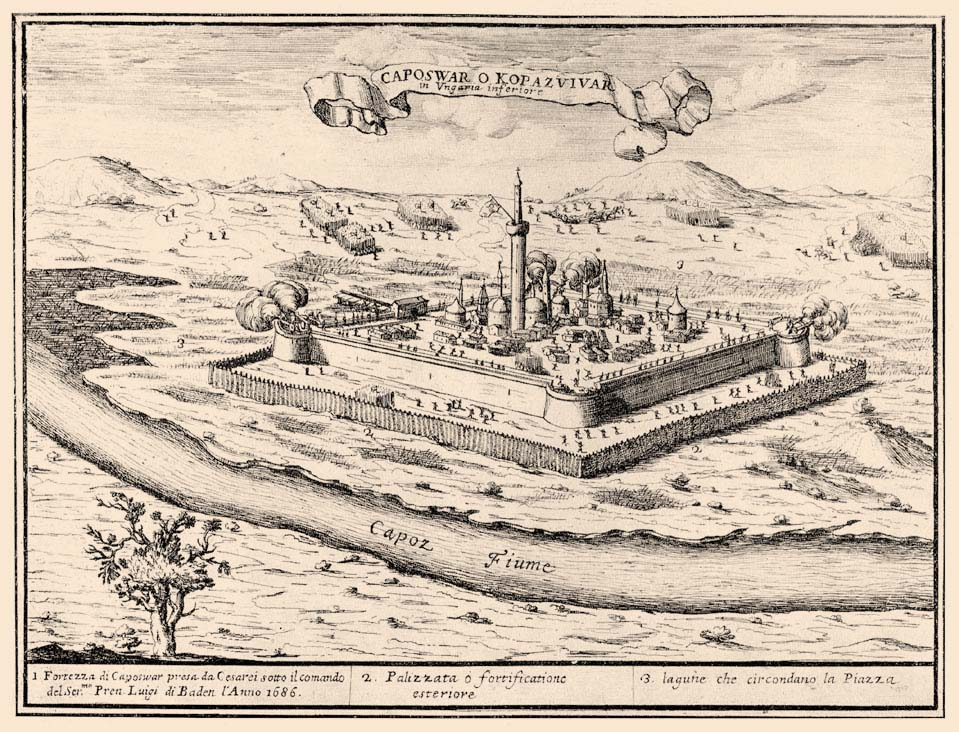
Kaposvár vára

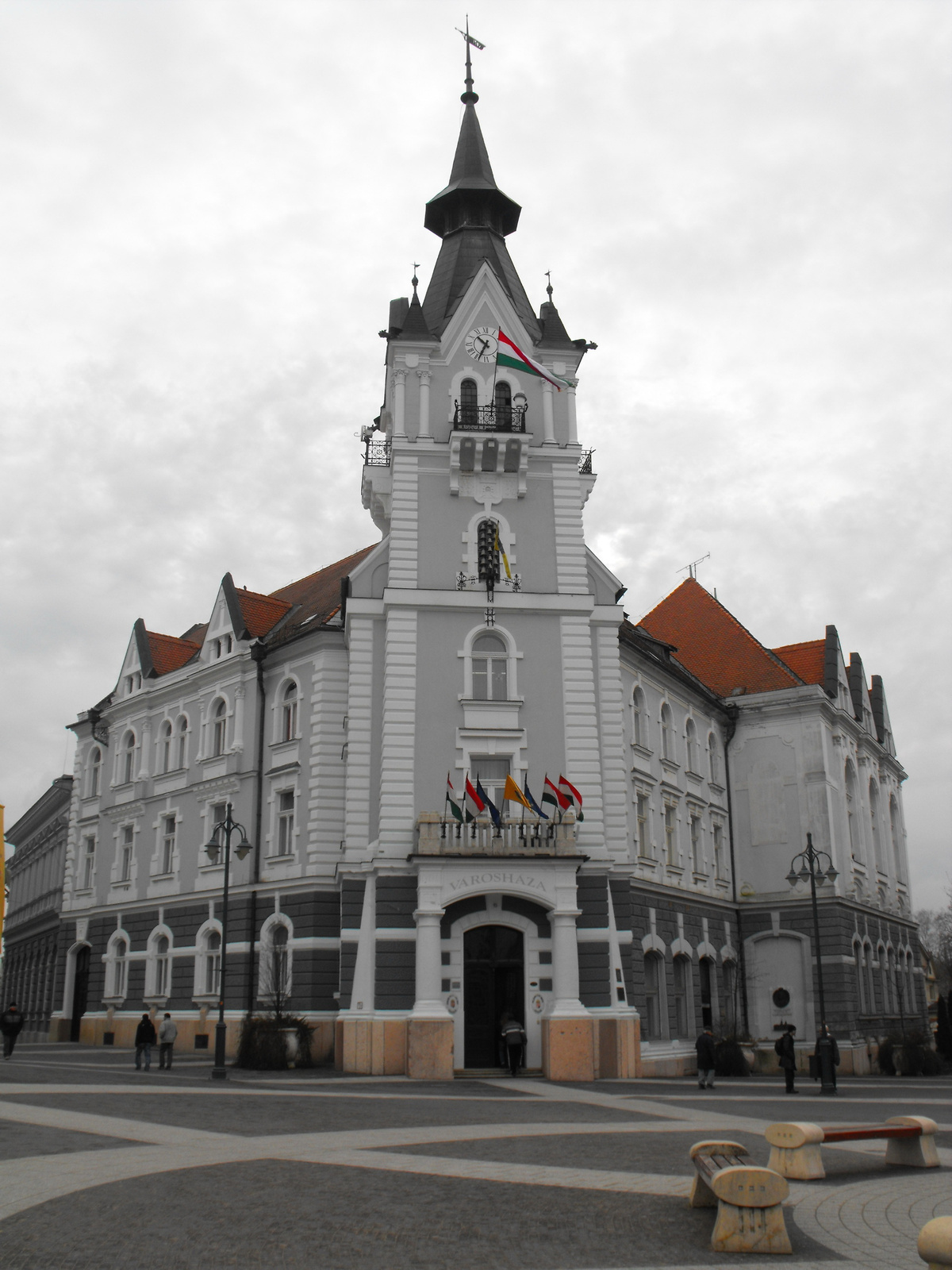
A Városháza épülete

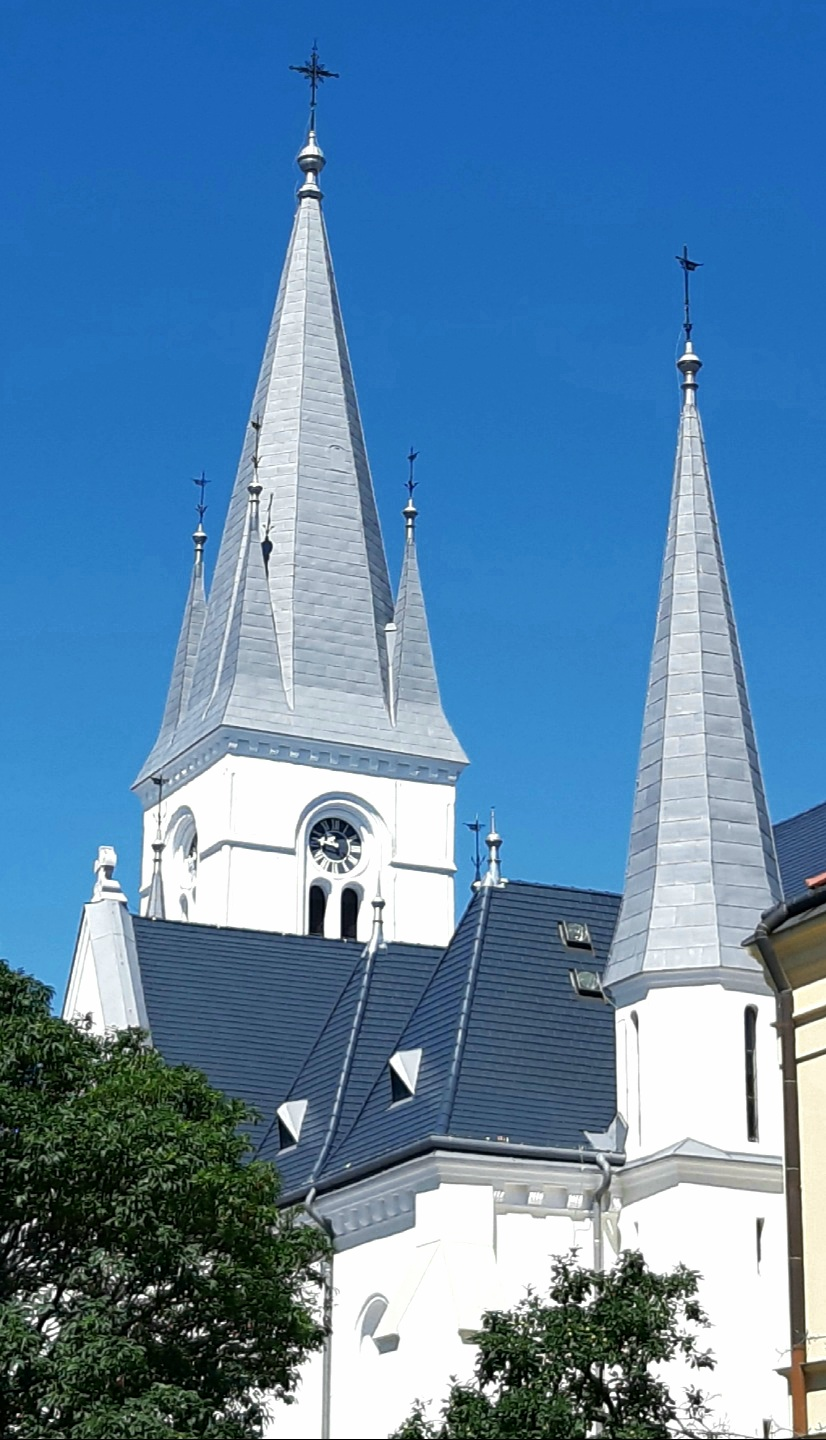
A Nagyboldogasszony-székesegyház

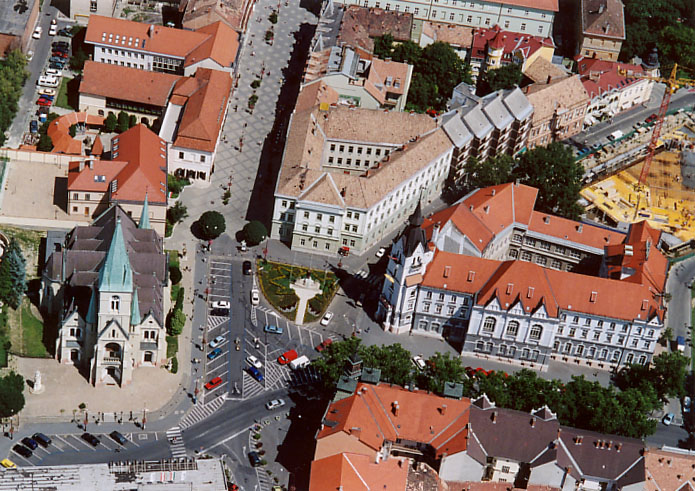
A Kossuth tér felülnézetből, még a 2003-as átépítés előtt

### Időszámításunk előtt
Kaposvárt és környékét tízmillió évvel ezelőtt a Pannon-tenger borította. A jégkorszakot követően alakult ki a térség mai domborzata. A város területe már az i. e. 5. évezred környékén lakott volt. I. e. 400 körül kelta népek telepedtek le a vidéken. A mocsaras környéket elkerülték a fontosabb ókori útvonalak, így a rómaiak és az avarok jelenléte nem volt jelentős.

### A honfoglalás után
Az I. István király által 1009-ben kiadott pécsi püspökségi alapítólevélben már szerepel a Kapos (latinul: Copus) név. 1061-ben Ottó (Atha), somogyi ispán a mai város közigazgatási határain belül, Kaposszentjakabon bencés monostort alapított, melynek felszentelésén Salamon király és Géza herceg is részt vett. Az egyházi központot később gyakran keresték fel más királyok is, a látogatások siettették a település fejlődését.

### A török időkben
A 13. században építették fel Kaposvár várát a Kapos folyó mentén. A négyzetes alaprajzú építményt a 15. században építették át földvárból kővárrá, négy bástyája a 16. században épült. A törökök terjeszkedése miatt később felértékelődött a kis erődítmény szerepe. Nehéz volt a területet megközelíteni, így a menekülők számára a vár menedéket jelentett, a törökök azonban 1555-ben ötnapi ostrom után elfoglalták. 1558-ban Kaposvár mezővárosi jogot kapott. A város 131 év után, 1686-ban szabadult fel a török uralom alól. A háborúskodások következtében a vár állapota erősen megromlott, 1702-ben rombolták le I. Lipót magyar király parancsára, megmaradt romjait 1931-ben bontották el. Ma két bástya maradványa látszik, illetve a délkeleti körbástya és a délnyugati négyszögletes saroktorony is a felszínen van.

### A város újjászületése
A várost a 18. században újjáépítették a vártól északra fekvő, magasabb területen. 1690-től az Esterházy család birtokaihoz tartozott, akik a somogyi birtokaik központjává tették, így a település gazdasági és közigazgatási szerepe egyre növekedett. 1749-ben Somogy vármegye székhelyét is itt rendezték be. A megyeszékhelyre költözők jó része iparosokból és kereskedőkből állt, akik elindították Kaposvárt a polgári fejlődés útján. A lakosság folyamatosan nőtt, felépültek a fontosabb közintézmények. Lakossága 1800-ban még alig haladta meg a 3000 lelket, addig 1900-ban már 18 218 főt vettek számba a felmérések. Az 1910-es népszámlálás már 24 124 lakosról szólt, míg az 1920-ban megtartott népszámlálás során Kaposvár lakóinak száma 29 470 fő volt. A kiegyezés után indult meg a város életének intenzív fejlődése, melynek eredményeképpen 1873-ban rendezett tanácsú várossá nyilvánították. A következő években sorra épültek fel az ország más részeivel való kapcsolattartást elősegítő vasútvonalak. A Budapest-Gyékényes-Zágráb-Fiume vasúti fővonal Kaposvár érintésével épült meg, ezzel párhuzamosan 1872-ben létrejött a Dombóvár-Zákány vasúti összeköttetés is Kaposváron keresztül haladt át. Ekkoriban kiépülő helyi vasúti vonalak, mint a fonyódi, a siófoki, barcsi, a szigetvári számára Kaposvár jelentette a végállomást, amely közlekedési szempontból jelentőssé tette a várost. Kaposvár jelentős ipari várossá fejlődött (cukorgyártás, gépgyártás, vágóhíd). 1891-ben 1443 ház állt a városban.

### 20. század
A 20. század elején Kaposvár egyike volt azon kevés magyarországi városnak, amely már rendelkezett vízvezetékkel. Aszfalt és makadám burkolatú utcáiban villannyal világítottak. 1904-ben adták át az új városháza épületét. 1911-ben nyílt meg a híres Csiky Gergely Színház, amelynek társulata az 1970-es évek elejétől a magyar színházi élet meghatározó társulata lett.
Somogy vármegyéhez még a 20. század elején is csak egyetlen város tartozott, Kaposvár, melynek rangja 1930 előtt rendezett tanácsú város volt, azután az elnevezés megváltozása miatt megyei város. 1942-ben törvényhatósági jogú városi rangot kapott, de ezt csak 1945-ben hajtották végre ténylegesen, így 1950-ig Kaposvár nem tartozott Somogy vármegyéhez. Az 1950-es megyerendezés idején a törvényhatósági jogú városi jogállás 1950. június 15-én megszűnt, Kaposvár attól kezdve Somogy megyéhez tartozott, és jogállása 1954-ig közvetlenül a megyei tanács alá rendelt város, 1954-től járási jogú város, majd 1971-től egyszerűen város lett. A megyeszékhely 1990-ben újra megyei jogú városi rangot kapott.
A két háború közti időszak elején már jelentős változások következtek be a város életében. Az első világháború után a magyar városok számára kiírt stabilizációs hitelből, az úgynevezett Speyer-kölcsönből Kaposvár városa 22 milliárd koronát igényelt, de csak 13 milliárdot folyósítottak végül, amely összegből a szennyvíztelep szűrőmedencéjét állították helyre, valamint megépülhetett a polgári fiúiskola és az akkori Eszterházy utca egyik legszebb részén a leánygimnázium. Felépült a kereskedelmi-egyesületi székház, az új és akkor korszerűnek számító városi mozi épület, és jórészt közadakozásából az új katolikus templom. A kevés számú helyi hívővel rendelkező református egyház fölépítette gyülekezeti házát, az akkoriban túlnyomórészt katolikus hitvallású lakosság rokonszenvétől támogatva. A tűzoltóság épületét kibővítették, felszereltségét pedig európai szintre emelték. A helyi köztisztasági üzemet öntözőautókkal látták el, állandó helyre költözött az Anya- és Csecsemőotthon. Az első világháború után nem sokkal épült ki a távvezetékes villamos-hálózat transzformátorépülete és elsőként kilenc transzformáló-tornya. Városi sportpálya, valamint a Kapos folyó közelében kiépített strand is létesült. Az utcákat új burkolattal látták el, számos közpark létesült, és a „Virágos Kaposvár” mozgalom kibontakozásaként nemcsak a magánházak előtt, de az utak mentén is virágos szegélyeket hoztak létre. A belügyminiszter a „Virágos Kaposvár” megteremtéséért elismerő-oklevelet adományozott a városnak (1929), amely kitüntetést dr. Vétek György polgármester vett át. A „Virágos Kaposvár” volt az egyetlen helyi hagyomány, amelyet változatlan formában vett át szocialista időszak várost irányító vezetése. A város művészeti életét az államosításokig a Berzsenyi Dániel Irodalmi és Művészeti Társulat fogta össze. A helyi vagy Somogy vármegyei művészek alkotásaiból éves rendszerességgel szerveztek kiállítást.
A polgári élet idején igen népszerű és hasznos elfoglaltságot jelentettek az ének- és dalkörök, amely szép számmal működtek a városban. Volt városi, postás, iparos, vasutas, munkás, katolikus és református egyházi énekkar. Működött városi szimfonikus zenekar, vasutas zenekar, katonai zenekar és ifjúsági zenekar.
A város területe és lakosságszáma a 20. században is folyamatosan nőtt. 1950-ben hozzácsatolták Kaposszentjakabot, 1973-ban Kaposfüredet, Toponárt és Töröcskét. Lakóinak száma megháromszorozódott, a 70-es évek végén elérte a 75 000 főt. Kaposvár 1990-ben megyei jogú város, 1993-ban római katolikus püspöki székhely lett.
A megyeszékhely a Magyar Honvédség aktív helyőrsége, ahol a MH 64. Boconádi Szabó József Logisztikai Ezred található. Korábban 1957-től a MN 9. Gépesített Lövészhadosztály parancsnoksága volt megtalálható 1987-ig, amikor létrehozták a 2. Gépesített Hadtestet. Később a hadtest a 2. Katonai Kerület Parancsnokság nevet kapta, mint béke alakulat. Az alakulat 2001-es felszámolásakor, mint magasabbegység a 2. Gépesített Hadosztály néven működött. Korábban a helyőrségben megtalálható volt az MN 54. Felderítő Zászlóalj 1976-ig. A 45. Híradó Zászlóalj, illetve a 99. Zselic Rendészeti Kommendáns Zászlóalj és ezek jogutódja a MH 45. Noszlopy Gáspár Vezetésbiztosító Zászlóalj. Utóbbi 1995-ben szűnt meg.

### Az új évezredben
Kaposvár a Dunántúl egyik legjelentősebb városa, a Dél-Dunántúl társközpontja lett. 2000. január 1-jén a korábban is itt működő Pannon Agrártudományi Egyetem és Csokonai Vitéz Mihály Tanítóképző Főiskola összevonásával megalapították a Kaposvári Egyetemet. 2003-ban dísztérré alakították át a Kossuth teret, ami a város egyik fő látványossága és 2017-ben Európa legszebb főtere lett. 2008-ban a Magyar Televízió közönségszavazásán a város elnyerte Az Év Települése díjat. 2011. június 4-én felavatták Kaposvár rovásos helynévtábláját.
Az utóbbi évtizedekben a somogyi megyeszékhely az ország egyik legdinamikusabban fejlődő településévé vált. Az elmúlt években is számos fejlesztés, beruházás történt: újjászületett a belváros, átépült a megyei kórház, középületek, közterületek, iparterületek épültek és újultak meg, új helyi járatú buszok róják a város útjait. 2017-ben átadták a felújított vasútállomás műemléképületét. Ugyancsak 2017-ben Szita Károly polgármester elindította a Németh István Programot, melynek keretében 185 milliárd forintot költ el a város fejlesztésekre.

## Címere
Kaposvár címere álló, csücskös talpú katonai pajzs, kék mezejének zöld hármashalmán kváderkövekből épült várkapu áll, felette három, lőrésekkel ellátott mellvédfallal. A kapu emelt félkör, melyben a zárkő, továbbá jobbról és balról a béllet három-három szimmetrikusan elhelyezkedő köve nagyobb. A kapuban felhúzott csapórács van. A bástyán három, azonos magasságú torony emelkedik egy-egy lőréssel és védőpártázatában három-három oromzattal. A pajzs felső élén természetes színű, enyhén jobbra forduló, vörös bélésű, aranyos szegélyű és pántozatú tornasisak helyezkedik el, nyakában aranyszalagon, aranymedállal. Az arany sisakkorona ötágú, rubinokkal, smaragdokkal és gyönggyel ékesített. A sisakdísz ismétli a címerpajzs kapubástyáját. A foszlányok jobbról kék és arany, balról vörös és ezüstszínűek.

## Népesség
Kaposvár lakónépessége 2011. január 1-jén 66 245 fő volt, ami Somogy megye össznépességének 21%-át tette ki. A város Somogy vármegye legsűrűbben lakott települése, abban az évben az egy km²-en lakók száma átlagosan 583,2 fő volt. A népesség korösszetétele kedvezőtlen. A 2011-es év elején a 19 évesnél fiatalabbak népességen belüli súlya 21%, a 60 éven felülieké 25% volt. A nemek aránya kedvezőtlen, ugyanis 1000 férfira 1194 nő jut. 2017-ben a férfiaknál 71,7, a nőknél 78,7 év volt a születéskor várható átlagos élettartam.
A népszámlálás adatai alapján a város lakónépességének 5%-a, mintegy 3406 személy vallotta magát valamely kisebbséghez tartozónak. Közülük cigány, német és horvát nemzetiséginek vallották magukat a legtöbben. A magukat vallási közösséghez tartozónak valló kaposváriak túlnyomó többsége római katolikusnak tartja magát. Emellett jelentős egyház még a városban a református és az evangélikus.
A 20. század második felétől Kaposvár lakossága viharos gyorsasággal növekedett. A legtöbben 1980-ban éltek a megyeszékhelyen, 72 377-en, azóta egészen napjainkig csökken a város népessége, ma már kevesebben élnek Kaposváron, mint 1980-ban.

### Etnikai összetétel
A 2001-es népszámlálás adatok szerint a város lakossága 68 697 fő volt, ebből a válaszadók száma 67 188 fő volt, 65 032 fő magyarnak, míg 1178 fő cigánynak vallotta magát, azonban meg kell jegyezni, hogy a magyarországi cigányok (romák) aránya a népszámlálásokban szereplőnél lényegesen magasabb. 515 fő német, 170 fő horvát és 48 fő lengyel etnikumnak vallotta magát.
A 2011-es népszámlálás adatok szerint a város lakossága 66 245 fő volt, ebből a válaszadók száma 60 082 fő volt, 56 676 fő magyarnak vallotta magát. Az adatokból az derül ki, hogy a magukat magyarnak vallók száma jelentősen csökkent tíz év alatt, ennek fő oka, hogy többen nem válaszoltak. Az elmúlt tíz év alatt a nemzetiségiek közül legjelentősebben a cigányok (1434 fő), a németek (755 fő) és az oroszok (71 fő) száma nőtt Kaposváron. A román (83 fő) nemzetiségűek száma megkétszereződött. A magukat horvátoknak vallók száma (141 fő) kismértékben csökkent az elmúlt tíz év alatt. A vármegyén belül Kaposváron él a legtöbb magát németnek, orosznak, románnak és lengyelnek valló nemzetiségi.

### Vallási összetétel
Kaposvár lakóinak vallási összetétele 2011-ben
A 2001-es népszámlálási adatok alapján Kaposváron a lakosság közel háromnegyede (74,7%) kötődött valamelyik vallási felekezethez. A legnagyobb vallás a városban a kereszténység, melynek legelterjedtebb formája a katolicizmus (64,3%). A katolikus egyházon belül a római katolikusok száma 43 946, míg a görögkatolikusoké 205 fő volt. A városban népes protestáns közösségek is éltek, főleg reformátusok (5010 fő) és evangélikusok (1441 fő). Az ortodox kereszténység inkább az országban élő egyes nemzeti kisebbségek (oroszok, románok, szerbek, bolgárok, görögök) felekezetének számít, számuk elenyésző volt az egész városi lakosságához képest (23 fő). Szerte a városban számos egyéb kisebb keresztény egyházi közösség működött. A zsidó vallási közösséghez tartózók száma 49 fő volt. Jelentősnek mérték azoknak a számát, akik vallási hovatartozásukat illetően nem kívántak válaszolni (9,7%). Felekezeten kívülinek a város lakosságának 15%-a vallotta magát.
A 2011-es népszámlálás adatai alapján a lakosságnak már csak alig több mint fele (53,4%) kötődött valamelyik vallási felekezethez. A két népszámlálás között eltelt tíz év alatt a felekezethez való tartozás jelentősen csökkent, ennek egyik oka, hogy sokan nem válaszoltak. A legnagyobb vallás továbbra is a kereszténység, azon belül a katolicizmus (44,9%) volt, de a tíz év alatt a katolikus valláshoz tartozók száma majd negyedével esett vissza. A katolikus egyházon belül a római katolikusok száma 29 590, míg a görögkatolikusoké 115 fő volt. A protestáns közösségek létszáma is visszaesett: reformátusnak már csak 3603, evangélikusnak mindössze 1006 fő vallotta magát. Az ortodox keresztények száma viszont 31 főre emelkedett. A kisebb keresztény egyházi közösségek továbbra is működtek. A zsidó vallási közösséghez tartózók száma 47 főre csökkent. Összességében elmondható, hogy az eltelt tíz év során az ortodox valláson kívül minden más egyházi felekezetekhez tartozók száma jelentősen csökkent. Azok aránya viszont, akik vallási hovatartozásukat illetően nem kívántak válaszolni (28,5%), tíz év alatt megháromszorozódott. Felekezeten kívülinek a város lakosságának már 18,1%-a vallotta magát.

## Közigazgatás

### Országgyűlési képviselők
A régi választójogi törvény, az 1989. évi XXXIV. törvény hatálya alatt a város két választókerülethez tartozott. Jelenleg a 2011. évi CCIII. törvény értelmében az új Somogy vármegyei 1. sz. országgyűlési egyéni választókerület székhelye.
| Név                    |  | Párt   | Terminus  | Választókerület                                              |
| ---------------------- |  | ------ | --------- | ------------------------------------------------------------ |
| Király Béla            |  | SZDSZ  | 1990–1994 | Régi Somogy megyei 1. sz. választókerület                    |
| dr. Csákabonyi Balázs  |  | MSZP   | 1994–1998 | Régi Somogy megyei 1. sz. választókerület                    |
| dr. Lamperth Mónika    |  | MSZP   | 1998–2010 | Régi Somogy megyei 1. sz. választókerület                    |
| dr. Heintz Tamás       |  | Fidesz | 2010–2014 | Régi Somogy megyei 1. sz. választókerület                    |
| dr. Tarján Lászlóné    |  | FKgP   | 1990–1994 | Régi Somogy megyei 2. sz. választókerület                    |
| Pásztohy András        |  | MSZP   | 1994–1998 | Régi Somogy megyei 2. sz. választókerület                    |
| dr. Szabó József Andor |  | Fidesz | 1998–2006 | Régi Somogy megyei 2. sz. választókerület                    |
| dr. Kolber István      |  | MSZP   | 2006–2010 | Régi Somogy megyei 2. sz. választókerület                    |
| Gelencsér Attila       |  | Fidesz | 2010–2014 | Régi Somogy megyei 2. sz. választókerület                    |
| Gelencsér Attila       |  | Fidesz | 2014–     | Somogy vármegyei 1. sz. országgyűlési egyéni választókerület |

### Önkormányzat
- Polgármester: Szita Károly (Fidesz-KDNP)
- Alpolgármesterek: Borhi Zsombor (Fidesz-KDNP), Dér Tamás (Fidesz-KDNP), Dr. Pintér Rómeó (Fidesz-KDNP)
- Jegyző: Dr. Csillag Gábor

#### Polgármesterei a rendszerváltás óta
| Terminus  | Név            | Jelölő szervezet(ek)                                  |
| --------- | -------------- | ----------------------------------------------------- |
| 1990–1994 | Szabados Péter | MDF                                                   |
| 1994–1998 | Szita Károly   | Fidesz                                                |
| 1998–2002 | Szita Károly   | Fidesz                                                |
| 2002–2006 | Szita Károly   | Fidesz-MDF-MKDSZ-Kisgazda Polgári Egyesület-Fidelitas |
| 2006–2010 | Szita Károly   | Fidesz-KDNP                                           |
| 2010–2014 | Szita Károly   | Fidesz-KDNP                                           |
| 2014–2019 | Szita Károly   | Fidesz-KDNP                                           |
| 2019–2024 | Szita Károly   | Fidesz-KDNP                                           |
| 2024–     | Szita Károly   | Fidesz-KDNP                                           |

Megjegyzés: Szita Károlyt az egyes választási években esetenként más közéleti szervezetek is támogatták a Fidesz mellett.

### A 2024-es önkormányzati választás eredménye
- A polgármester-választás eredménye[47]

| Jelölt neve               | Jelölő szervezet(ek) | Jelölő szervezet(ek)          | Szavazatok száma | Szavazatok aránya |
| ------------------------- | -------------------- | ----------------------------- | ---------------- | ----------------- |
| Szita Károly              |                      | Fidesz – KDNP                 | 13 803           | 52,10%            |
| Pintér Attila             |                      | DK – Jobbik – MSZP – Momentum | 5856             | 22,10%            |
| Horváth Ákos Ervin        |                      | Új Polgármestert Kaposvárnak  | 3189             | 12,04%            |
| Dr. Nadrai Norbert József |                      | Szőlősgazdák                  | 2008             | 7,58%             |
| Borondics Barnabás        |                      | Mi Hazánk                     | 1636             | 6,18%             |
| Összesen                  |                      |                               | 26 492           | 100%              |

- A képviselőtestület-választás eredménye[48]

| Párt | Párt                          | Mandátumok | Képviselő-testület | Képviselő-testület | Képviselő-testület | Képviselő-testület | Képviselő-testület | Képviselő-testület | Képviselő-testület | Képviselő-testület | Képviselő-testület | Képviselő-testület | Képviselő-testület | Képviselő-testület | Képviselő-testület |
| ---- | ----------------------------- | ---------- | ------------------ | ------------------ | ------------------ | ------------------ | ------------------ | ------------------ | ------------------ | ------------------ | ------------------ | ------------------ | ------------------ | ------------------ | ------------------ |
|      | Fidesz – KDNP                 | 13         | P                  |                    |                    |                    |                    |                    |                    |                    |                    |                    |                    |                    |                    |
|      | DK – Jobbik – MSZP – Momentum | 2          |                    |                    |                    |                    |                    |                    |                    |                    |                    |                    |                    |                    |                    |
|      | Új Polgármestert Kaposvárnak  | 1          |                    |                    |                    |                    |                    |                    |                    |                    |                    |                    |                    |                    |                    |
|      | Mi Hazánk                     | 1          |                    |                    |                    |                    |                    |                    |                    |                    |                    |                    |                    |                    |                    |

## Városrészek

Kaposvár és környéke

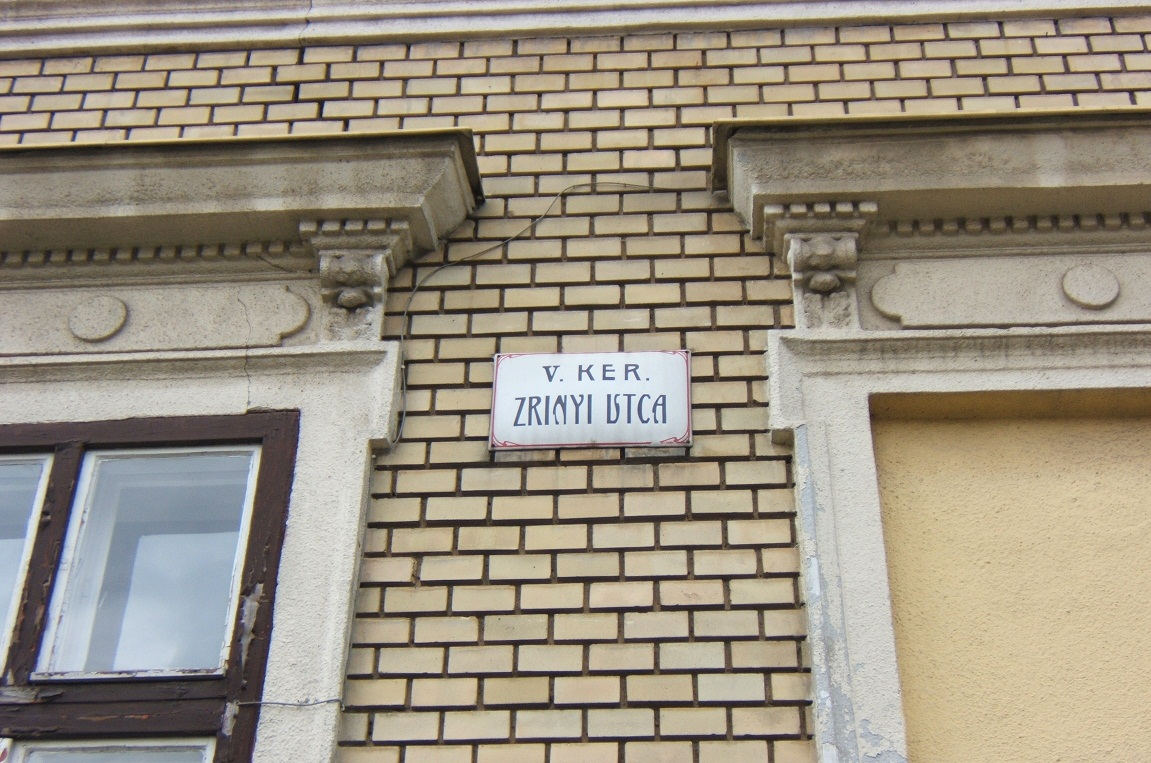
Régi, kerületes utcanévtábla

Korábban a várost kerületekre osztották, de ez a felosztás megszűnt – azonban a régebbi utcanévtáblák a mai napig emlékeztetnek rá. A városrészek nagy vonalakban követik a régi felosztást, kivéve az újabb területeket. Több városrészben részönkormányzat is segíti a városi közigazgatás és adminisztráció működését.
A vármegyeszékhely kereskedelmi, idegenforgalmi, oktatási és államigazgatási központja a Belváros, amelynek vonzáskörzete a városon és a vármegyén túlnyúlik. A szocializmus évtizedeiben a városközponttól északnyugatra eső területeken jelentős lakótelepek épültek (itt található például a Dunántúl legnagyobb lakóépülete, a 330 lakásos Sávház), ezen a részen él a város lakosságának harmada. A városközpontban és a lakótelepeken rengeteg zöldterület található (fasorok, parkok, virágágyások). Kaposvár – akárcsak az ókori Róma – hét dombra épült, ezek ma a megyeszékhely déli városrészeit alkotják, ahol elegáns villanegyedek, családi házas és kertvárosias övezetek alakultak ki. A város déli részein a Zselic lankái húzódnak.
Kaposvár területe az elmúlt évszázadok alatt folyamatosan nőtt, így elérte a környező települések határát. 1950-ben hozzácsatolták Kaposszentjakabot (keletről), 1970-ben Kaposfüredet és Toponárt (északról), valamint 1973-ban Töröcskét (délről). Ezek ma is családi házas övezetek. Toponár és Kaposfüred között, a város északi részén húzódik a kaposváriak kedvelt pihenőhelye, a 8 km hosszú Deseda tó.

## Közlekedés

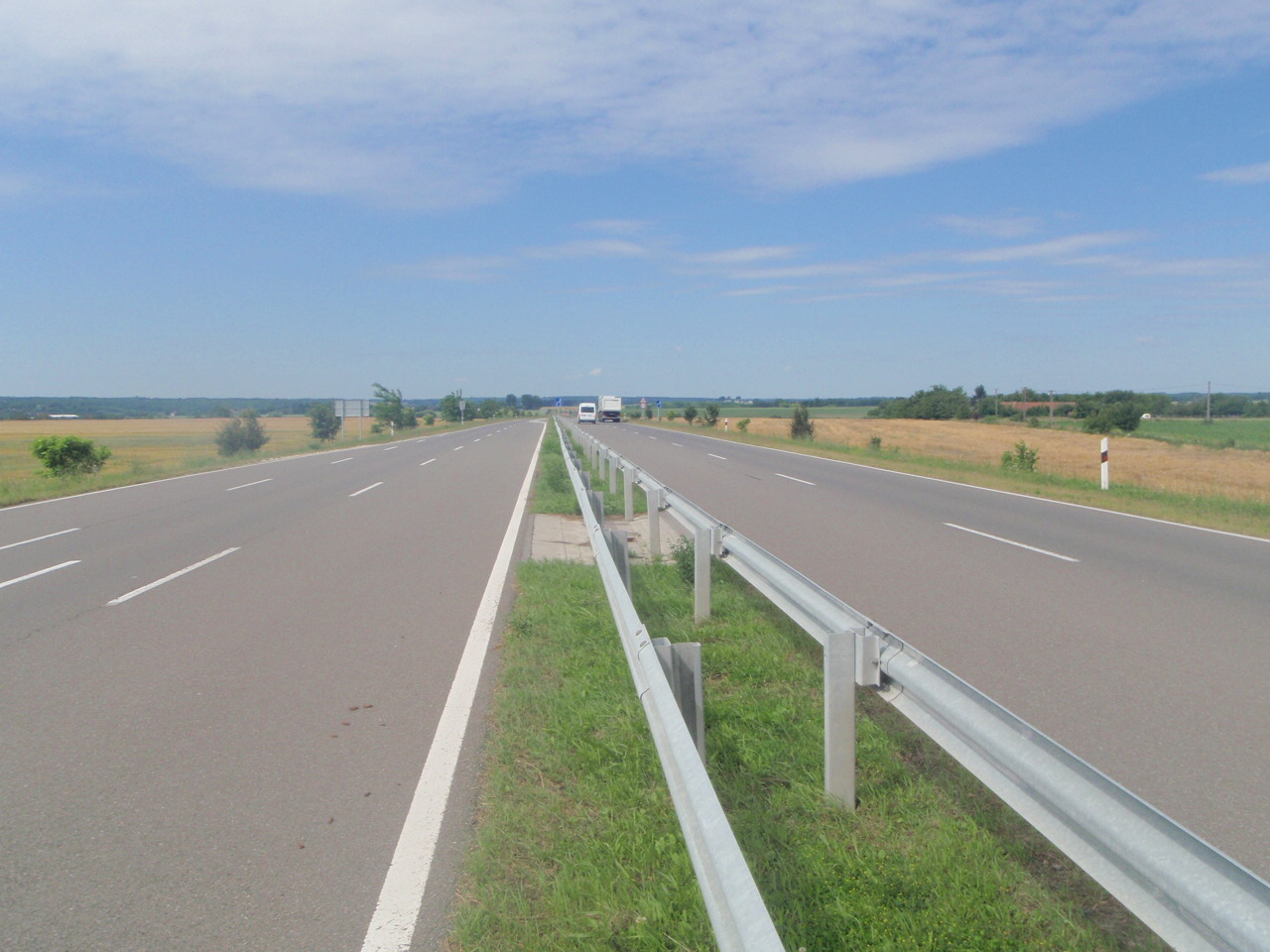
A várost, valamint Kaposújlakot és Kaposmérőt elkerülő autóút, jelenleg a 61-es főút része, a jövőben az M9-es autóút egy szakasza

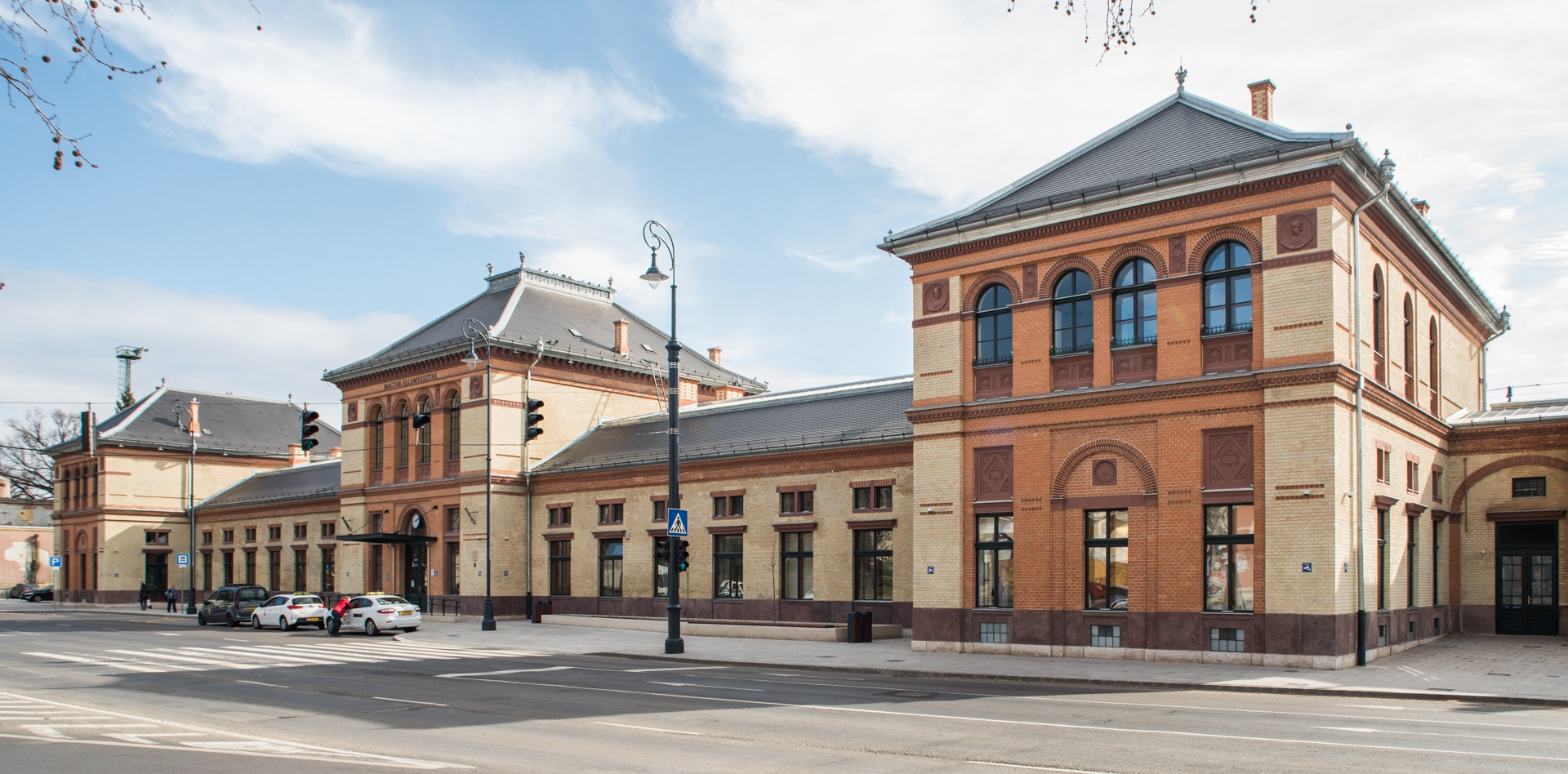
A vasútállomás a Belvárosban

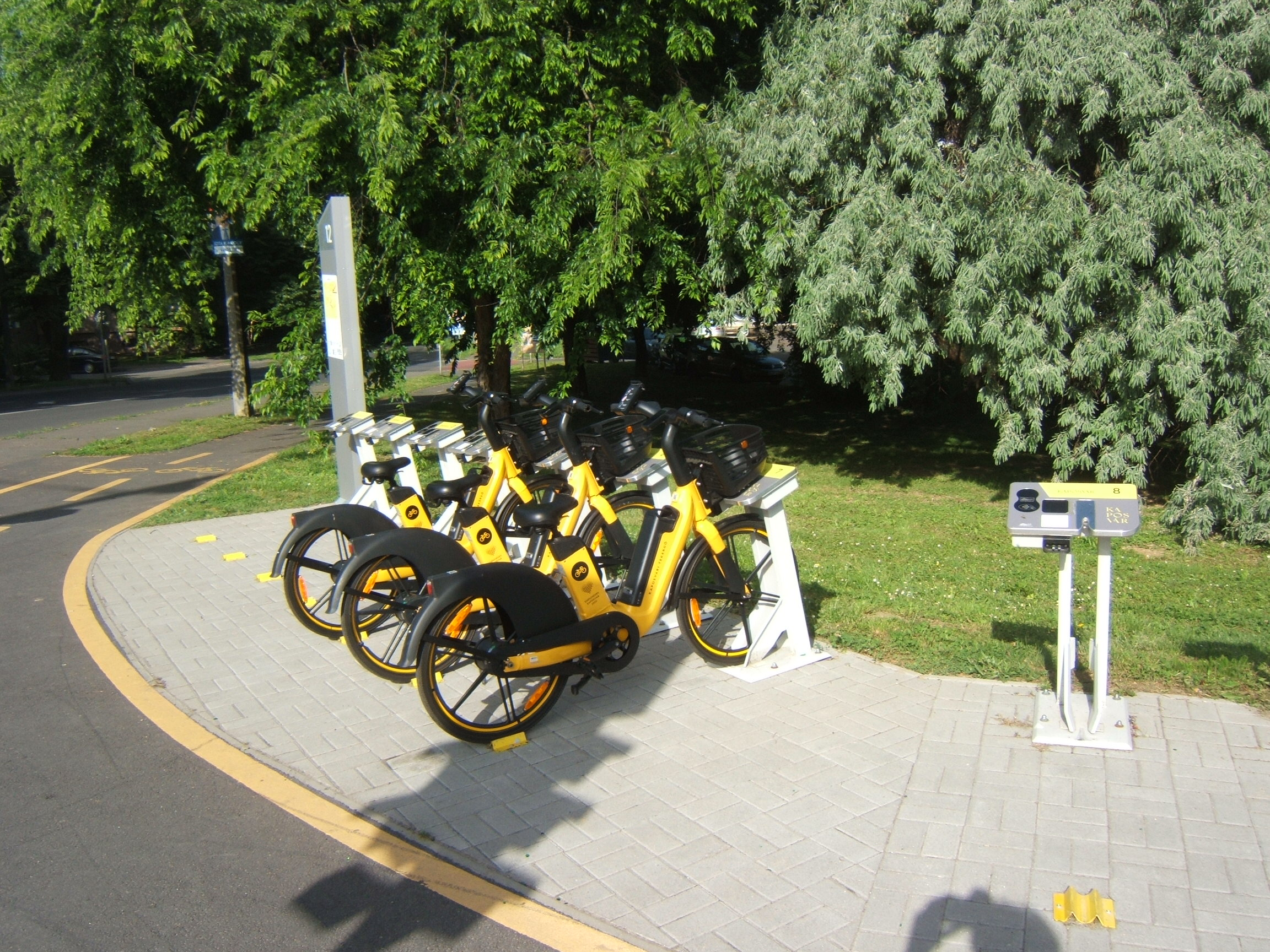
A Kaposvári Tekergő egyik állomása

### Közúthálózat
Kaposvár Somogy vármegye központjaként az országos és megyei jelentőségű utak gyűjtőpontja. Budapestről közúton két irányból érhető el: az M7-esen és Balatonszemestől a 67-es főúton; illetve az M6-oson és Dunaföldvártól a 61-es főúton. Pécs a 66-os főúton, Nagykanizsa és Dombóvár a 61-es főúton, a Balaton és Szigetvár pedig a 67-es főúton közelíthető meg. A városnak közvetlen közúti összeköttetése van Barccsal, Fonyóddal (6701-es út) és Szántóddal (6505-ös út) is. A 61-es főút északról elkerüli a várost, valamint Kaposújlakot és Kaposmérőt is, így mindhárom települést keletről és nyugatról a 610-es főúton lehet elérni. Kaposvárról a somogyi és a dunántúli településekre, az ország megyeszékhelyeire és a fővárosba menetrend szerinti autóbuszjáratokkal is eljuthatunk.
2017-ben megkezdődött a 67-es főút Kaposvár és a Balaton közti szakaszának négysávos gyorsforgalmi úttá való alakítása, a tervek szerint pedig később a Szombathelyt Szegeddel összekötő M9-es autóút is érinteni fogja a várost. Kaposfüred városrészt már most is elkerüli a 67-es főút, a régi nyomvonal ma a 65 146-os számozást viseli. 2020 körül mellékúttá sorolták vissza, 6548-as útszámmal a régebbi Kaposfüred–Somogyaszaló-szakaszt is.
A város közigazgatási területét néhány további alsóbbrendű, de országos közútként számozódó útvonal is érinti. Ilyen például a Kaposfüred-Juta közti 6709-es út.

### Vasúthálózat
Kaposvár a fővárosból a Budapest–Dombóvár–Pécs-vasútvonalon, majd Dombóvártól a Dombóvár–Gyékényes-vasútvonalon érhető el. A két város között közvetlen InterCity járatok is közlekednek (Rippl-Rónai, Somogy, Kresz Géza). Gyékényes és Nagykanizsa irányába, illetve Dombóvárra gyakori a vonatközlekedés, innen lehet eljutni vasúton Pécsre is, pénteken és hétvégente pedig napi egy pár InterRégió vonattal is közvetlenül el lehet érni Pécset. A Balaton a Kaposvár–Siófok-vasútvonalon és a Kaposvár–Fonyód-vasútvonalon közelíthető meg. Kaposvárról a 20. század elején hat irányba indultak vonatok, azonban a Kaposvár–Barcs-vasútvonal és a Kaposvár–Szigetvár-vasútvonal 1970-es évek végén történt megszüntetésével mára négy irány maradt.
A városhoz hat vasútállomás és vasúti megállóhely tartozik. Kaposvár főpályaudvara a belvárosi vasútállomás, amely a helyi autóbusz-állomáshoz és a távolsági autóbusz-pályaudvarhoz közel helyezkedik el. A város különböző részein kisebb megállók találhatók: Kaposszentjakabon (régen Kaposvár-Közvágóhíd), Tüskeváron (Kapostüskevár, korábbi nevén Kaposvári Textilművek), Répáspusztán, Toponáron és Kaposfüreden.
A jelentős vasúti teherforgalom kiszolgálására külön teherpályaudvar épült a Keleti városrészben, az ipari parkok mellett.

### Helyi tömegközlekedés
Kaposvár tömegközlekedését a Kaposvári Közlekedési Zrt. bonyolítja le 29 autóbuszvonalon, naponta átlagban 42 000 fő utazását biztosítva. A városban az 1920-as években indult meg az autóbusz-közlekedés. A település autóbusz-hálózata könnyen áttekinthető, sugaras rendszerű. A megyeszékhely központjából (Petőfi tér) gyakorlatilag átszállás nélkül bármelyik városrész jól megközelíthető autóbusszal, viszont a szélső városrészek közötti közlekedés a város központján keresztül, átszállással történik. 2015 egyik nagy eseménye volt, hogy az országban elsőként a város összes buszát újra cserélték. Az új, gázzal üzemelő, alacsony padlós járművek bordó színéről szavazással döntöttek a város lakói. A járművek többségén egy-egy, a városhoz köthető híres ember nagy méretű képe van (pl. Rippl-Rónai József, Nagy Imre).

### Közbringarendszer
2015 októberében indult el a városban a Kaposvári Tekergő nevű kerékpármegosztó rendszer, kezdetben 4 állomáson (három a város belsejében, egy a Deseda mellett) 26 kerékpár és 6 roller volt bérelhető. A rendszer bevezetésekor Magyarországon egyedülálló volt, ugyanis itt alkalmaztak először elektromos rásegítésű kerékpárokat. 2024-től a rendszer 18 állomásosra bővült, a kerékpárok száma 170-re nőtt.

### Légiközlekedés
Kaposvártól öt kilométerre található a Kaposújlaki repülőtér, amelynek egy 620 m-es betonozott és egy 1200 m-es füves leszállópályája van, amiket manapság leginkább sport célokra használnak. A repülőtérről városnéző repülőket is indítanak.

## Gazdaság
| Év   | Munkanélküli (fő) | Munkanélküli (%) |
| ---- | ----------------- | ---------------- |
| 2001 | 2 155             | 5,03%            |
| 2002 | 2 135             | 4,81%            |
| 2003 | 2 065             | 4,63%            |
| 2004 | 2 268             | 5,12%            |
| 2005 | 3 000             | 6,80%            |
| 2006 | 2 833             | 6,42%            |
| 2007 | 2 974             | 6,67%            |
| 2008 | 3 297             | 7,43%            |
| 2009 | 3 330             | 7,47%            |
| 2010 | 3 955             | 8,93%            |
| 2011 | 4 282             | 9,74%            |
| 2012 | 4 284             | 9,87%            |
| 2013 | 4 401             | 10,25%           |
| 2014 | 2 627             | 5,81%            |
| 2015 | 2 679             | 6,01%            |
| 2016 | 2 059             | 4,62%            |
| 2017 | 1 700             | 3,93%            |
| 2018 | 1 445             | 3,4%             |

Kaposvár ipara és gazdasága a 19. században indult fejlődésnek, majd a két világháború közti időszakban kibővült, és egyfajta átalakuláson esett át az országhatár megváltozása miatti piaci zsugorodás következtében. Az ipar és kereskedelem változása, növekedése nagymértékben kihatott a város fejlődésére. A lakosság nagyarányú számbeli gyarapodása a város területi bővülése mind az ipar és kereskedelem első világháborút követő változásaival állt összefüggésben.
A hagyományos, már korábban meglévő iparágak mellett a nehézipart olyan cégek képviselték, mint az 1905-ben létesített Első Kaposvári Vasöntöde, Gép- és Pénzszekrénygyár és Kútfúró Vállalat, amely elsősorban mezőgazdasági gépek, valamint malomipari berendezésekre és eszközökre specializálódott. Alkalmazottainak száma 100-150 fő volt, amely létszám az első világháború után kezdetben visszaesést mutatott. A gyár közvetlen a Kapos-csatorna mellett működött 4800 négyszögöl területen.
Épületek vasmunkáit, kovácsoltvas szerkezeteket állított elő, az 1903-ban alapított Rózsa Ignác Lakatosárugyára, amely olyan helyi nagy munkákban vett részt, mint a Somogy-megyei és Gazdasági Pénzintézetek megépülő palotája, vagy a Korona, majd a Turul Szálloda, vagy a felépülő polgári iskolák vasmunkái.
Kaposvár iparának másik meghatározó ága az élelmiszeripar. A város egyik legnagyobb üzeme a Mezőgazdasági Ipari Részvénytársaság (MIR) cukorgyára volt. A gyár 1894-től üzemelt, elsősorban Észak-Olaszország porcukor, cukor ellátására alapozva a gyártást. A cukorgyár megtelepedése elindítójává vált a Pécsi utcai városrész fejlődésének. Az első világháború alatt és után átállította kereskedelmét, és elsősorban a Balkán országaiba, valamint Angliába exportálta termékeit. A gyár 1929-es rekonstrukciójával az ország akkor 13 cukorgyára közül a nagyságát tekintve a negyedik helyen állt. Termelési adatait tekintve a Dunántúl legjelentősebb mezőgazdasági üzeme volt, amely a környék cukorrépa feldolgozására rendezkedett be, ezáltal nemcsak a város, hanem a megye egyik legtöbb termelőt és dolgozót foglalkoztató üzemévé fejlődött. A MIR cukorgyár a termelésének kapacitásait 1935-ben a Helios elnevezésű konzervüzemmel bővítette, amely elsősorban paradicsomkonzerv előállítására szakosodott. 1936-ban még csak napi 3-4 vagon paradicsom feldolgozására rendezkedett be, de termelését 1943-ban már napi 100 mázsára tudta fokozni.
A Dél-Dunántúl egyik ismert sörgyára az Első Kaposvári Sörgyár Rt. volt, amely még 1908-ban alakult magánvállalkozásként. A számos fejlődési lépcsőfokot elérő, termelésében folyamatosan fejlődő vállalkozás 1920-ban alakult át részvénytársasággá, amelynek elnöki tisztségét a nagybirtokos gróf Széchényi Ferenc látta el. A sörgyár egyik legnépszerűbb terméke az Őserő nevet viselő világos-sörkülönlegesség és a Nótás nevet viselő barna sör volt, de kedvelt volt a Somogyi Virtus barna-sör és a Kupa Vezér elnevezésű világos sör is. 1921-ben az évi termelése 12 000 hektoliter volt. A sörgyártás mellett naponta 60 mázsa jeget is előállítottak, a város jégszükségletét teljesen ellátva. A sörgyár termelése 1927-től visszaesett, 1930-ban a sörgyár tönkrement, üzemeit felszámolták.
Tervek születtek már jóval korábban, de csak az első világháború alatt épült fel a Kaposvári Hazai Malomipari Rt. gyárépülete 1916-ban. A termelést 1917-ben kezdték meg, és prémium minőségű malomipari termékeivel csakhamar ismertté lett országszerte, különösen amikor a balatonfüredi élelmiszeripari kiállításon dicsérő oklevelet kapott a kitűnő termékeire a röviden csak Hazai Malomként emlegetett cég. Termelésének felfutása a két háború közötti időszakban következett be.
A mezőgazdasági termeléshez kapcsolódó nevezetes vegyipari cége volt Kaposvárnak az országos hírnevet is szerző Haidekker Pál gőz-szappangyára, amelyet 1851-ben alapított a tulajdonos, és amely a helyi sertésfeldolgozásra nagy hatással bírt, később is, amikor 1909-ben új épületbe költözve gőz- és elektromos gépekkel felszerelve megsokszorozta a termelését. A cég 1922-ben alakult részvénytársasággá. Leghíresebb, országosan is ismert terméke volt akkoriban a Holló szappan, amelyet külföldre is exportáltak főképp az első világháború előtt.
1904-ben megalakult a Kaposvári Kereskedők Egyesülete, amely egyesület taglétszáma a város fejlődésével párhuzamosan folyamatosan gyarapodott, és 1927-re már több mint 660 főre nőtt a tagsága. A hagyományos élelmiszer, malomipari árusító boltok mellett szőrmeáruház, virágüzletek, régiségkereskedők, könyv, papírkereskedések, műszaki és elektronikai üzlet, több bútoráruház, gépkocsi-szalon... stb. működött.
A második világháború után, a szocializmus időszakában további gyárak települtek a városba. A rendszerváltás után az üzemek egy része leépült, bezárt vagy tulajdonost váltott, azonban Kaposvár ipari központi jellege megmaradt, mert az elmúlt évtizedekben újabb gyárak, üzemek épültek a megyeszékhely területén. Jelenleg a városban működő országos, illetve nemzetközi jelentőségű gyárak: Kaposvári cukorgyár (az ország egyetlen cukorgyára Kaposvárott működik!), Kométa, Videoton, Kaposvári Villamossági Gyár, Metyx, Fino Tejüzem, Purina, Cabero, stb. Az ipari területek többsége a Keleti városrészben és Tüskeváron található.

## Oktatás

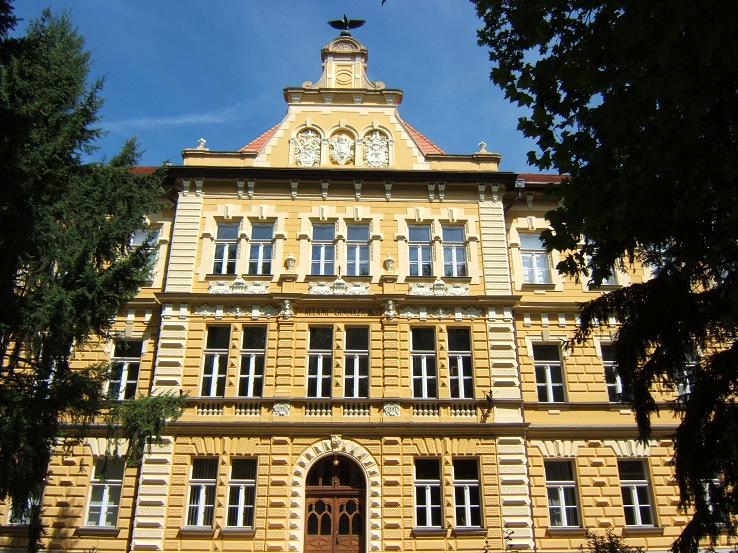
A Táncsics Mihály Gimnázium főépülete

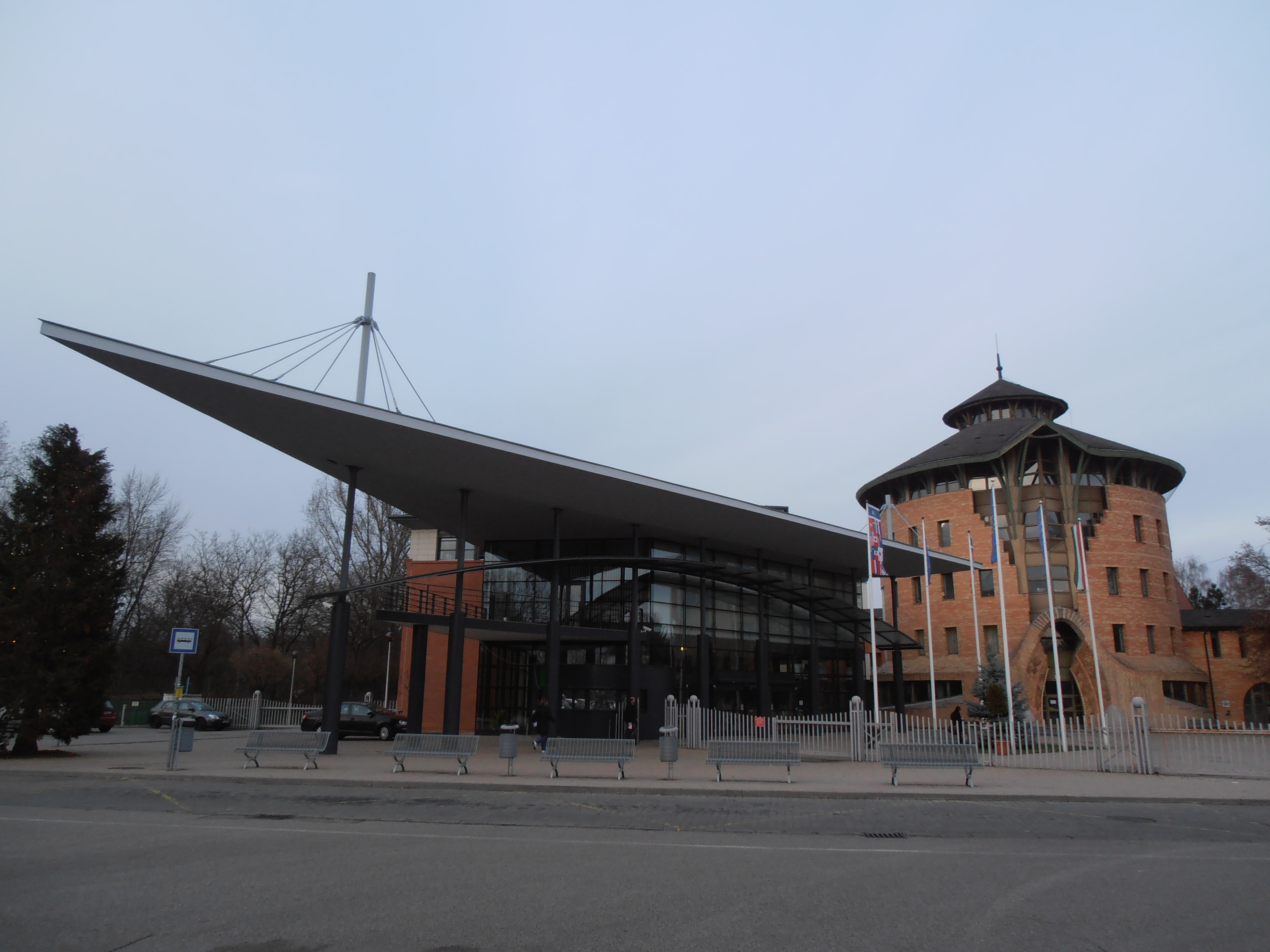
A Magyar Agrár- és Élettudományi Egyetem kaposvári főépülete

### Közoktatás
Kaposvár iskolaváros. A vármegyeszékhelyen 5 bölcsőde, 25 óvoda, 20 általános iskola és ugyanennyi középfokú oktatási intézmény működik, ezekben 20 000 diák tanul. Az állami és önkormányzati oktatási intézmények mellett megtalálhatók a magán, alapítványi és egyházi fenntartásúak is, akárcsak a művészeti, sport- és nyelviskolák.
A város legnagyobb általános iskolája a Kodály Zoltán Központi Általános Iskola, legnagyobb középiskolái a Táncsics Mihály Gimnázium, a Munkácsy Mihály Gimnázium, az Eötvös Loránd Műszaki Szakközépiskola, Szakiskola és Kollégium, valamint a Széchenyi István Kereskedelmi és Vendéglátóipari Szakképző Iskola. A középiskolások lakhelyigényének kielégítésére épült Magyarország egyik legmodernebb kollégiuma Kaposvárott, a Klebelsberg Középiskolai Kollégium.

### Felsőoktatás
Kaposvár egyetemi város. A 20. század közepe óta működnek felsőoktatási intézmények a megyeszékhelyen. 2000. január 1-jén az itt működő Pannon Agrártudományi Egyetem és Csokonai Vitéz Mihály Tanítóképző Főiskola összevonásával megalapították az azóta kibővített Kaposvári Egyetemet, amely az ország egyik legmodernebb felsőoktatási intézménye lett. 2021. február-jén beolvadt a Magyar Agrár- és Élettudományi Egyetembe. Ezenkívül a Pécsi Tudományegyetem Egészségtudományi Kara is üzemeltet képzési központot a városban.

## Kulturális élet

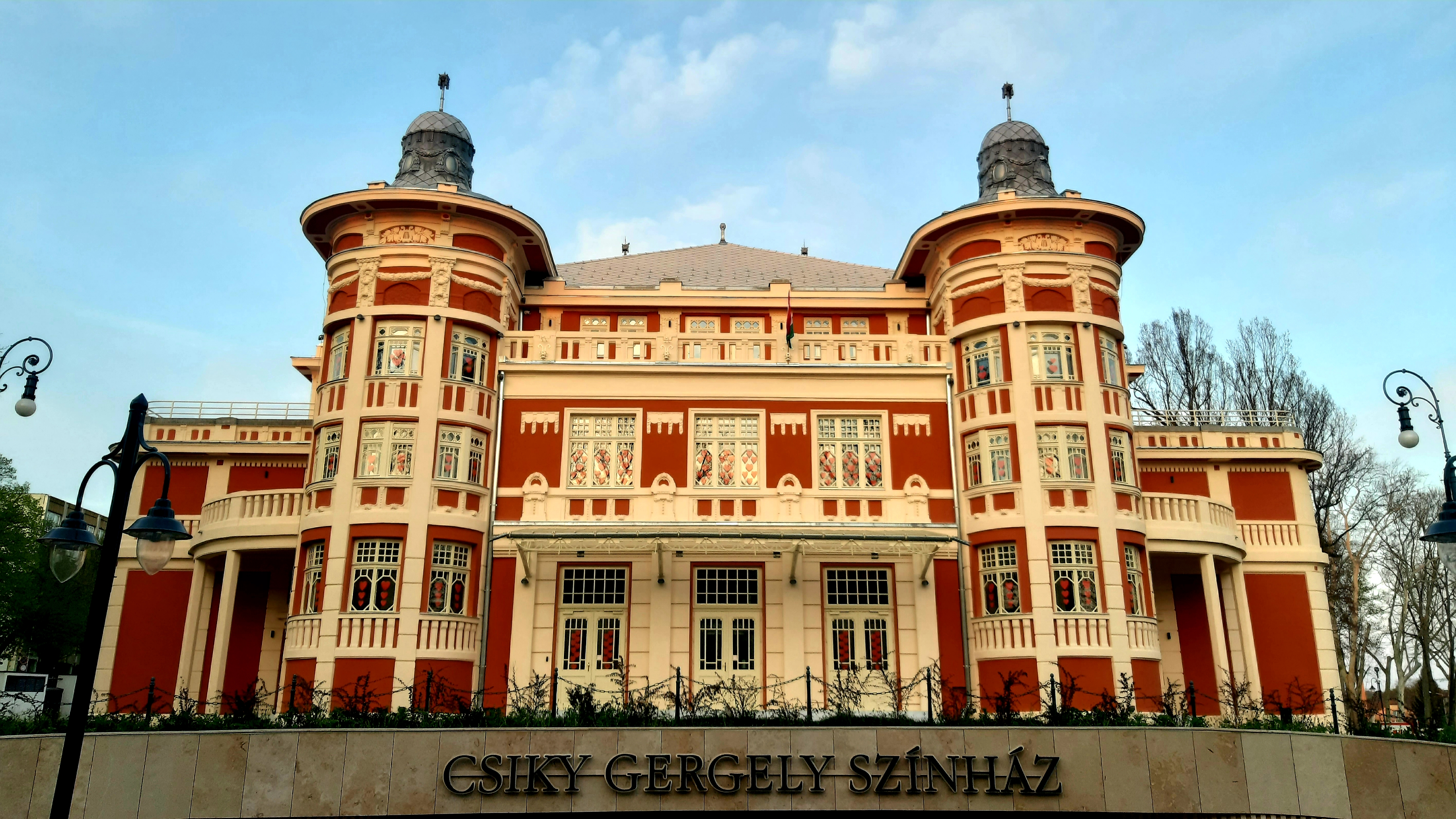
A Csiky Gergely Színház

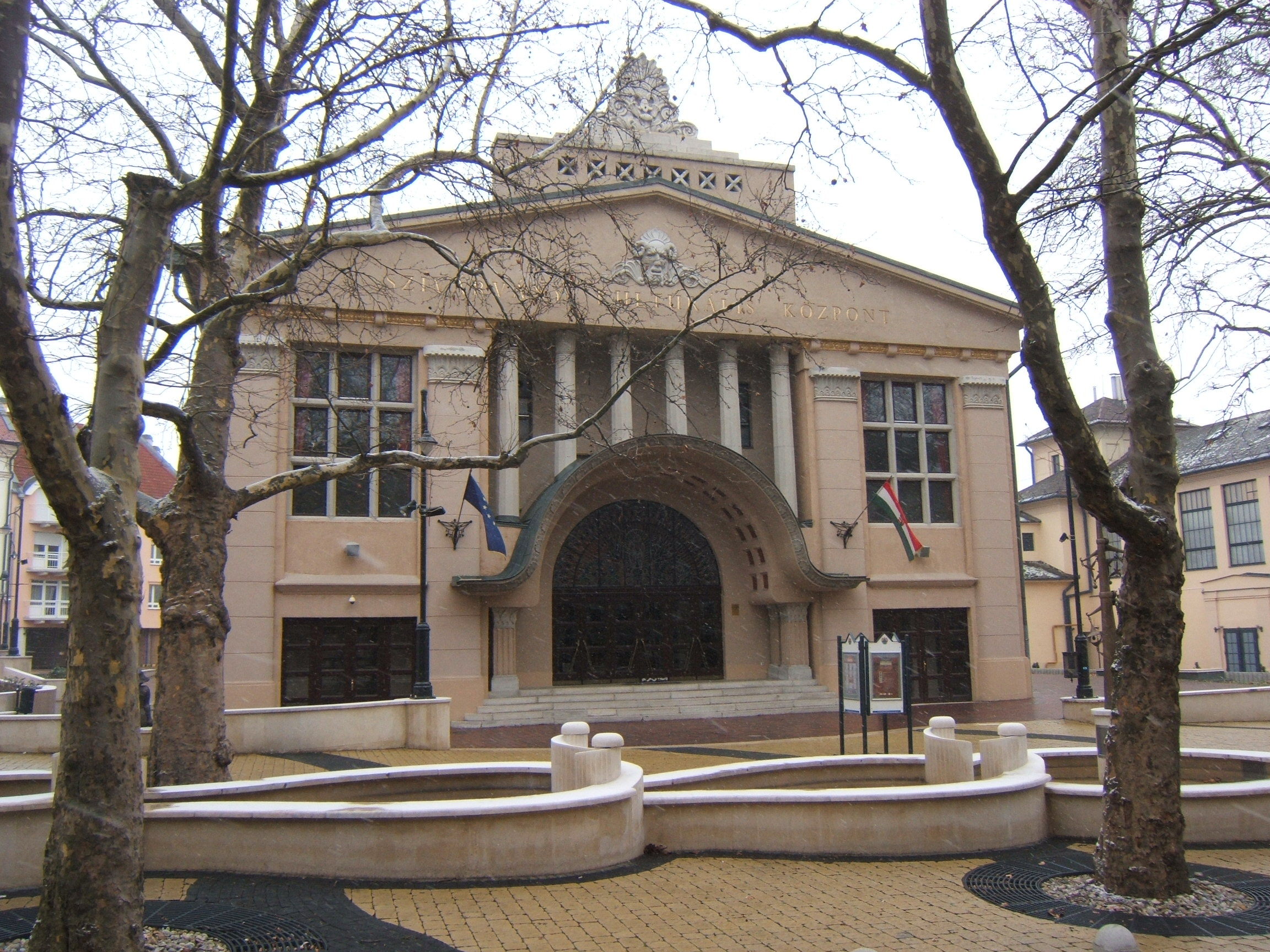
A Szivárvány Kultúrpalota

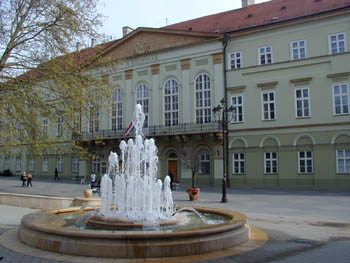
A Vármegyeháza és a Rippl-Rónai Múzeum

Kaposvárott élénk kulturális élet zajlik. Itt működik az ország egyik legnevesebb színháza, a Csiky Gergely Színház, amelyben évtizedek óta nemzetközileg elismert alkotómunka folyik. A város művészeti és néptáncegyüttesei országhatáron túl is ismertek. Kaposvár minden évben rangos kulturális rendezvényeknek ad otthont: Csokonai Vitéz Mihály Dorottya című vígeposzának eseményeit dolgozza fel a februári farsangi felvonulás. A márciusi Kaposvári Tavaszi Fesztivál magas művészi színvonalú zenei, színházi előadásokkal és képzőművészeti kiállításokkal várja az érdeklődőket. Minden májusban megrendezik a Rippl-Rónai Fesztivált (korábban: Festők Városa Hangulatfesztivál) – Kaposvár a festők városa: Rippl-Rónai József, Vaszary János és Galimberti Sándor szülővárosa, ezenkívül a városhoz köthető Kunffy Lajos, Zichy Mihály, Bernáth Aurél és Szász Endre is. A kaposszentjakabi bencés apátság romjainál minden nyáron megrendezésre kerül a Szentjakabi Nyári Esték elnevezésű rendezvénysorozat. A Nemzetközi Ifjúsági Sportfesztivál során az egész világról érkeznek focicsapatok a megyeszékhelyre. A Kaposfest zenei és művészeti fesztivál (korábbi nevén Kaposvári Nemzetközi Kamarazenei Fesztivál) pár év alatt európai hírűvé vált. A kínálatot színesítik a regionális, országos és nemzetközi tudományos konferenciák, találkozók, vásárok, bajnokságok és a lovas világversenyek is. Nagy múltú rendezvény volt az elmúlt évtizedekben a külföldi és magyar kiállítók százait, üzletemberek és látogatók ezreit vonzó Kaposvári Nemzetközi Tavaszi Vásár, az Alpoktól az Adriáig Nemzetközi Kiállítás és Vásár, valamint a Kapos Expo is.

### Kulturális intézmények, egyesületek
- Csiky Gergely Színház
- Roxínház Kaposvár
- Takáts Gyula Vármegyei Hatókörű Városi Könyvtár
- Petőfi Sándor Emlékkönyvtár
- BábSzínTér (bábszínház)
- Déryné Vándorszíntársulat
- Somogy Táncegyüttes (a Somogy Megyei Népi Együttes jogutódja)
- Kaposvári Szimfonikus Zenekar
- Liszt Ferenc Zeneiskola
- Kaposvári Egyetem Rippl-Rónai Művészeti Kar
- Kaposvári Egyetem Kulturális Központ (Németh Antal Kulturális Központ)
- Füred Rock Szín Kör (FRSZK)
- Szivárvány Kultúrpalota (Szivárvány Kulturális Központ)
- Együd Árpád Kulturális Központ
- Kaposváron alakult meg 1989-ben az országossá vált Kós Károly Egyesülés[59]

### Múzeumok, kiállítások
- Rippl-Rónai Múzeum

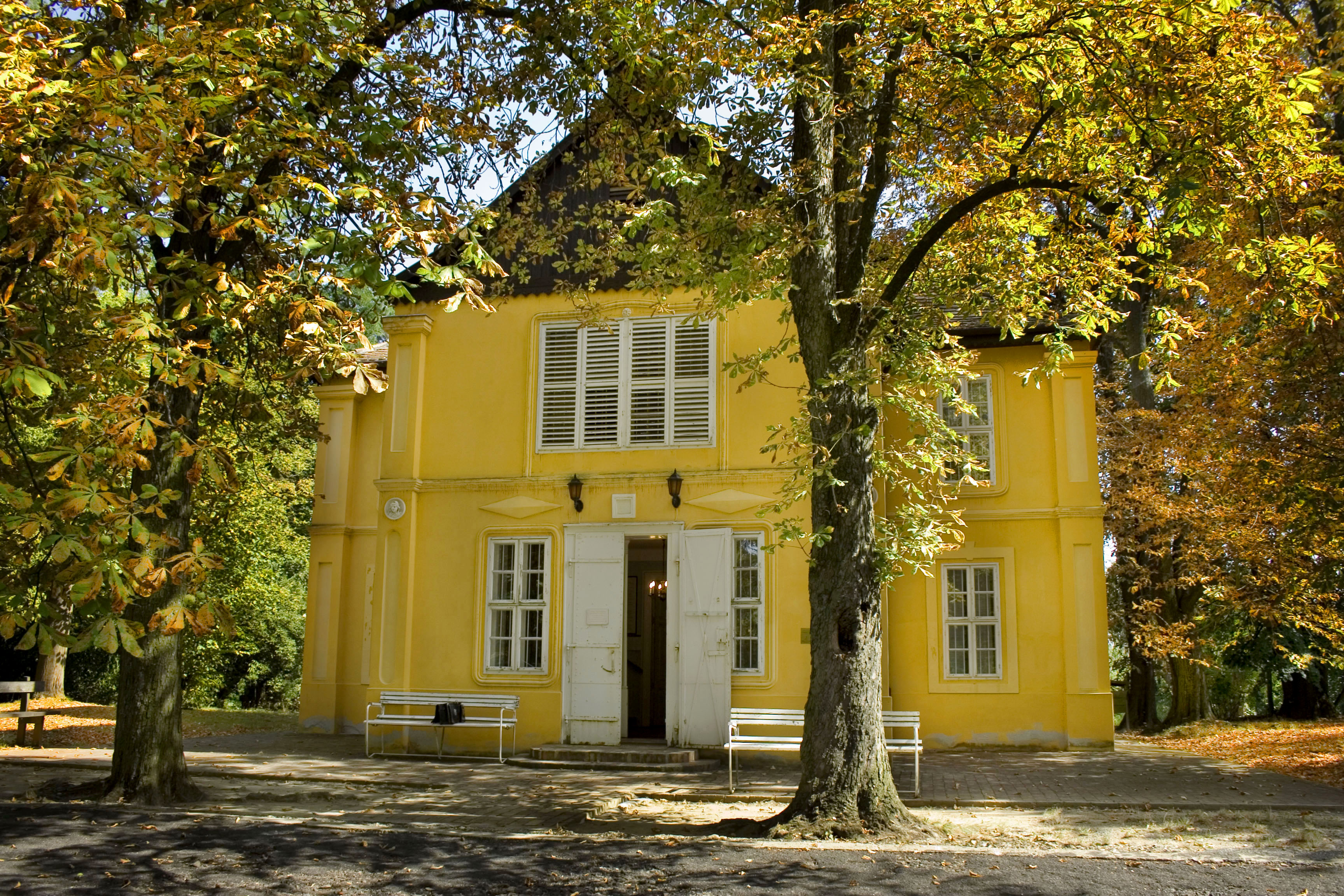
A Rippl-Rónai Emlékmúzeum a Rómahegyen

- Vaszary Képtár (a Somogyi Képtár utódja, 1996-ban alapították, főként kortárs művészek időszaki kiállításainak ad otthont)
- Vaszary Emlékház (Vaszary János festőművész állandó kiállítása)
- Kaposszentjakabi Bencés Apátság
- Rippl-Rónai Emlékmúzeum
- Somogyi Sportmúzeum
- Ásványkiállítás
- Somogy Vármegyei Levéltár
- Steiner-gyűjtemény (öntöttvas kályhák, falikutak, keresztek, háztartási tárgyak)[60]
- Bádogos ipartörténeti kiállítás
- Babavilág (porcelánbabák gyűjteménye)
- Somogy Kereskedelme Anno (régmúlt idők kereskedelmi relikviái)
- Bors-Honty Emlékszoba
- Kaposfüredi Galéria és Szoborpark
- Vasúti Emlékmúzeum – Kapostüskevár (Verebélÿ László Vasúttörténeti Egyesület Közhasznú Szervezet)

### Főbb programok, állandó rendezvények
- Kaposvári Tavaszi Fesztivál
- Rippl-Rónai Fesztivál (2014 előtti neve: Festők Városa Hangulatfesztivál)[61]
- Kaposfest – Nemzetközi Zenei és Művészeti Fesztivál (korábban: Kaposvári Nemzetközi Kamarazenei Fesztivál)
- Farsangoló Kaposvár (korábban: Dorottya Napok), Kaposvár Dombjai Farsangi Félmaraton futóverseny[62]
- Szentjakabi Nyári Esték
- Nemzetközi lovasíjászverseny a Kassai-völgyben (Kaposvár közelében)
- Káposztás Ételek Gasztronómiai Fesztiválja (Kaposfüred városrészben)
- Kaposvári Mézfesztivál (2007 óta minden szeptemberben)[63]
- Országos Nóta- és Népdaléneklési Verseny
- Nemzetközi Ifjúsági Sportfesztivál (2013-ban kézilabdával és kosárlabdával, később röplabdával is bővült)[64]
- A Csiky Gergely Színház előadásai
- A Roxínház Kaposvár előadásai
- A Déryné Vándorszíntársulat műsorai
- Bábszínházi előadások
- A Somogy Táncegyüttes műsorai
- Kaposvári Állattenyésztési Napok (KÁN)
- Kaposvári Advent
- Miénk a város!
- Kaposvári Egyetemi Napok (KEN)
- Az Együd Árpád Kulturális Központ rendezvényei

## Városarculati stratégia

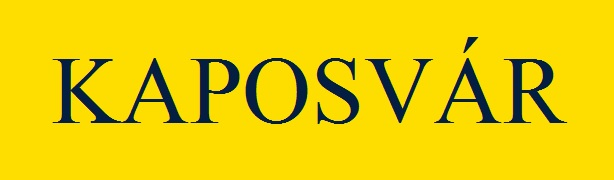
Kaposvár városarculatának színei

2016-ban Kaposvár a magyar városok közül elsőként egységes városmárkázási, városarculati stratégiát dolgozott ki, amelynek lényege, hogy a település megpróbálja magát minél több helyen ugyanazokat a színeket és jelképeket használva megjeleníteni. Ezen új stratégia szerint Kaposvár logója a Kossuth tér négy legfontosabb épületének stilizált alakjából kialakított K betű, a város fő színei pedig az élénk sárga és a sötétkék: ezekben a színekben készülnek reklámplakátok, üdvözlő és útba igazító táblák, ezeket a színeket használja az önkormányzat hivatalos dokumentumain, és ilyen például az új Kaposvár Kártya is.

## Nevezetességek

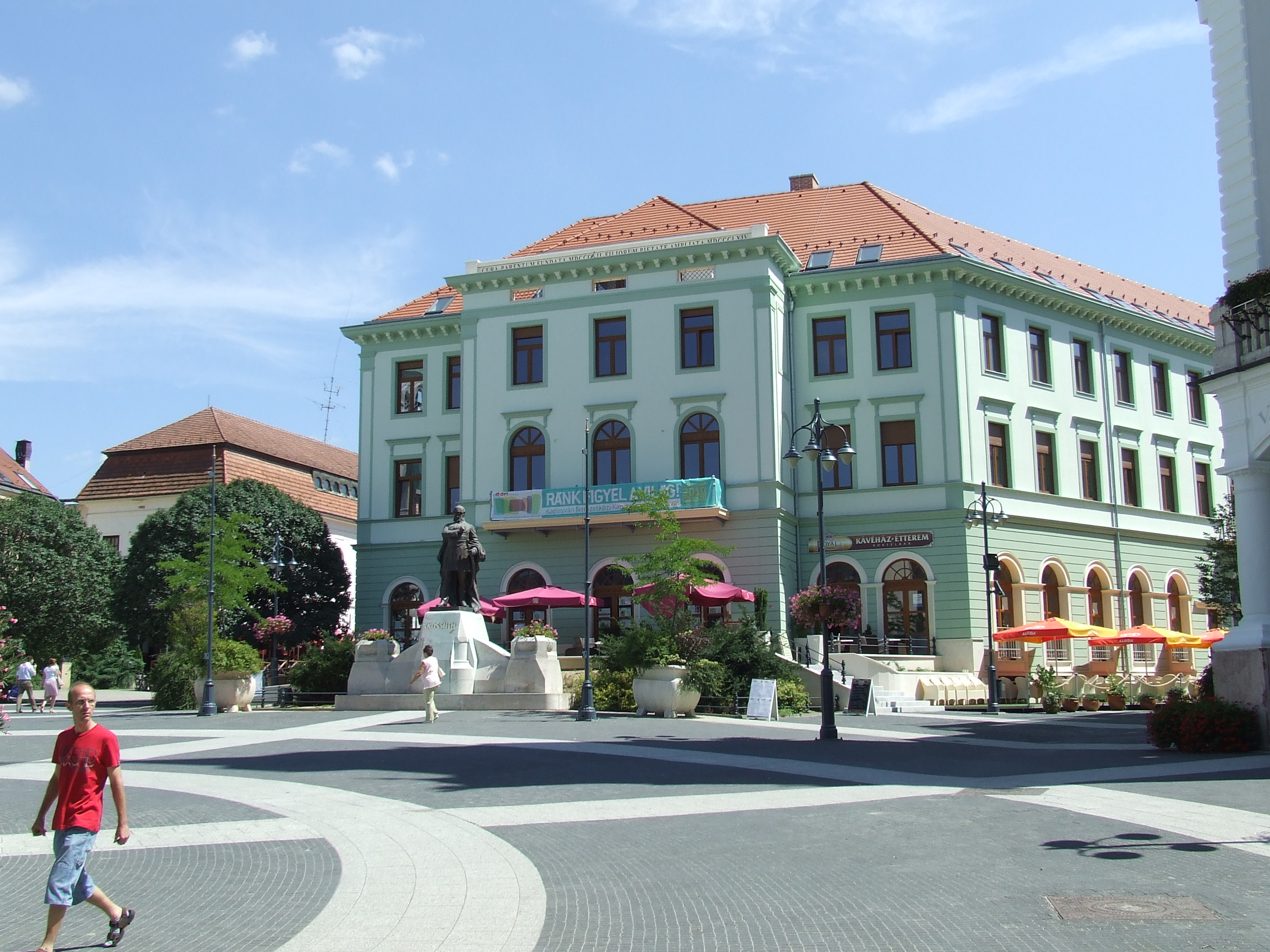
A volt Pénzügyi Palota a Kossuth téren

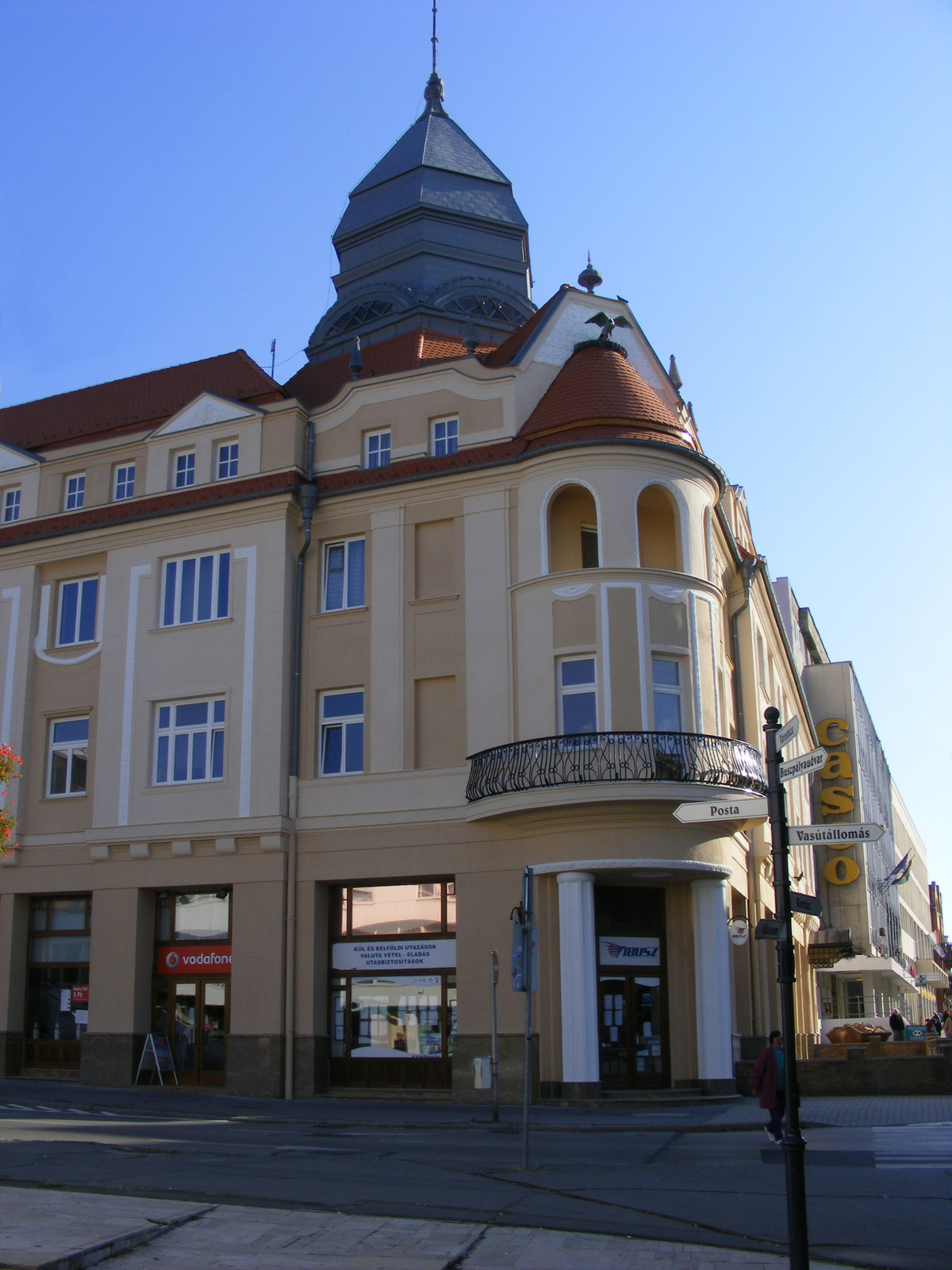
A Hotel Dorottya**** a Széchenyi téren

### Lakóházak, paloták
- Anker-ház (1913)
- Bereczk-ház, más néven Csipkerózsikás ház (1887)
- Erzsébet-ház
- Kemény-palota (1904)
- Vidor-palota

### Középületek
- A kórház első épülete (1846) – jelenleg informatikai központ
- Csiky Gergely Színház (1911)
- Dorottya-ház (18. század)
- Hotel Dorottya (1911) – szecessziós szállodaépület
- Arany Oroszlán Gyógyszertár (1774) – eleinte barokk stílusú, később romantikus stílusúra átalakítva
- Igazságügyi palota (1907)
- Postapalota (1926)
- Városháza (1904)
- Vármegyeháza (1832)
- Zárda (1873)
- Az egykori polgári fiúiskola épülete (1832)
- Festetics-kastély (Toponár) (18. század) – jelenleg általános iskola

### Szobrok, emlékművek[67]

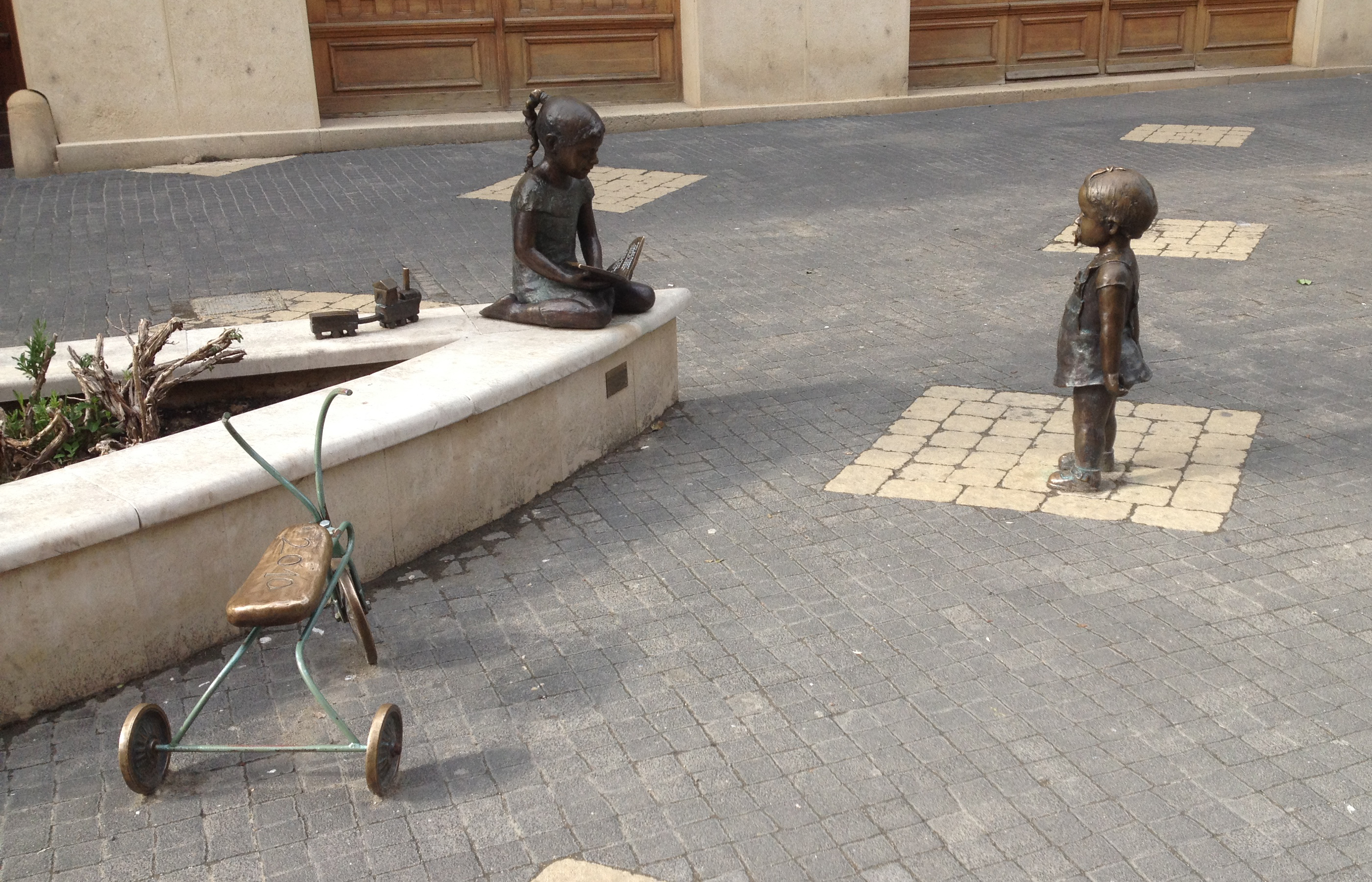
Játszó gyerekek (Szabó Éva és Sörös Rita alkotása, 2010, anyaga bronz)

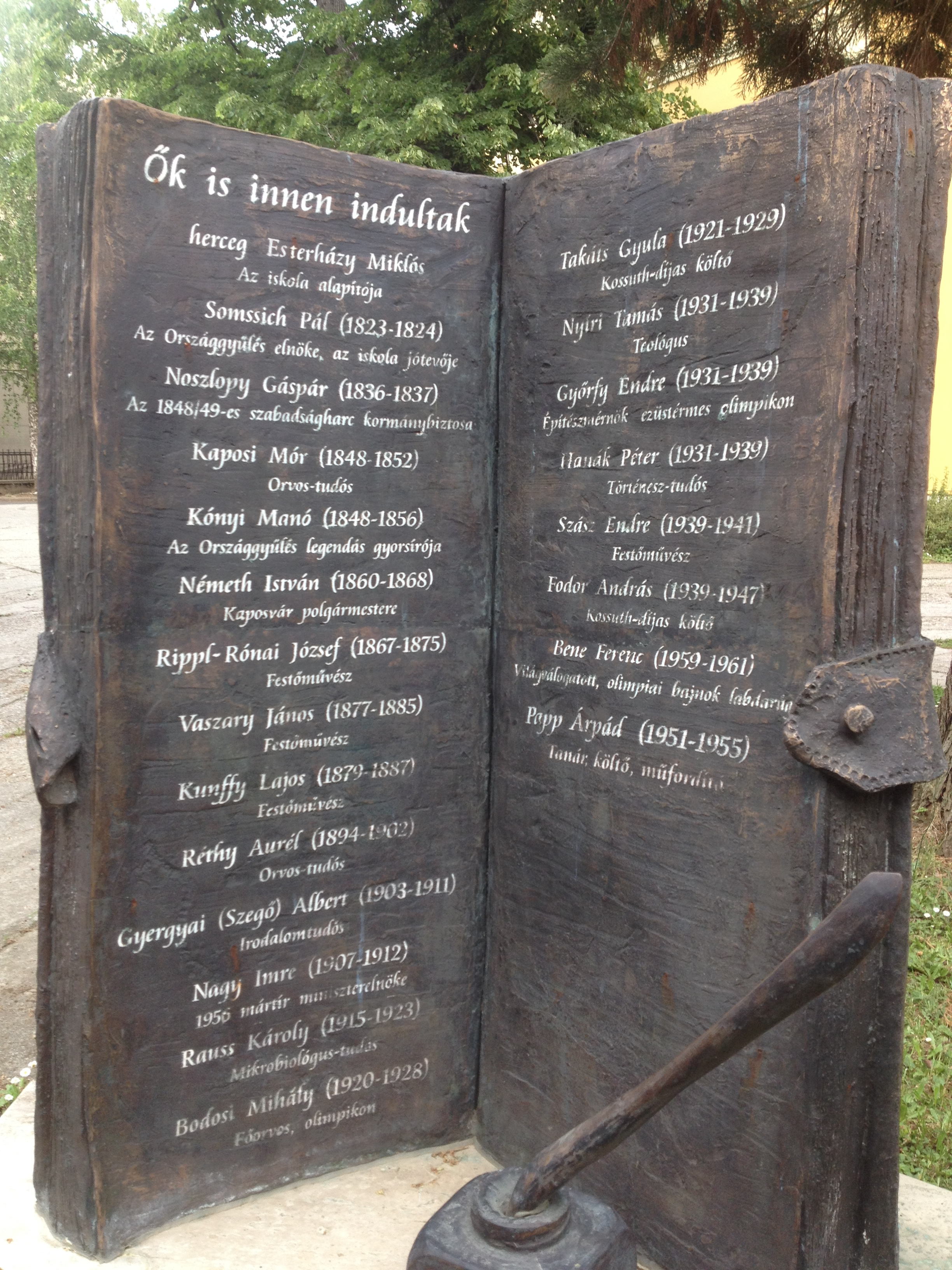
Díszkönyv (Szabó Éva és Sörös Rita alkotása, 2010, anyaga bronz)

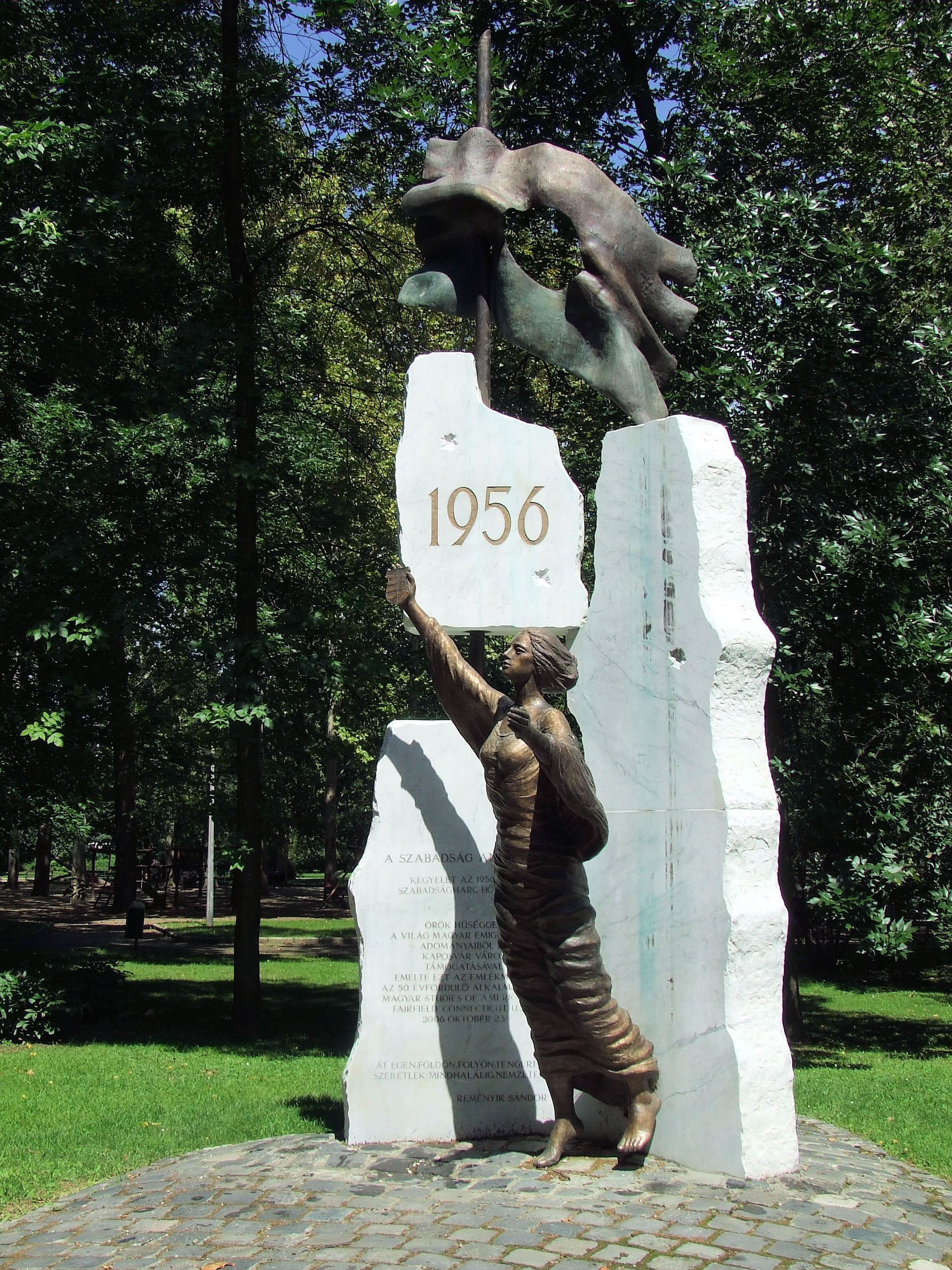
A szabadság angyala c. szobor a Berzsenyi parkban

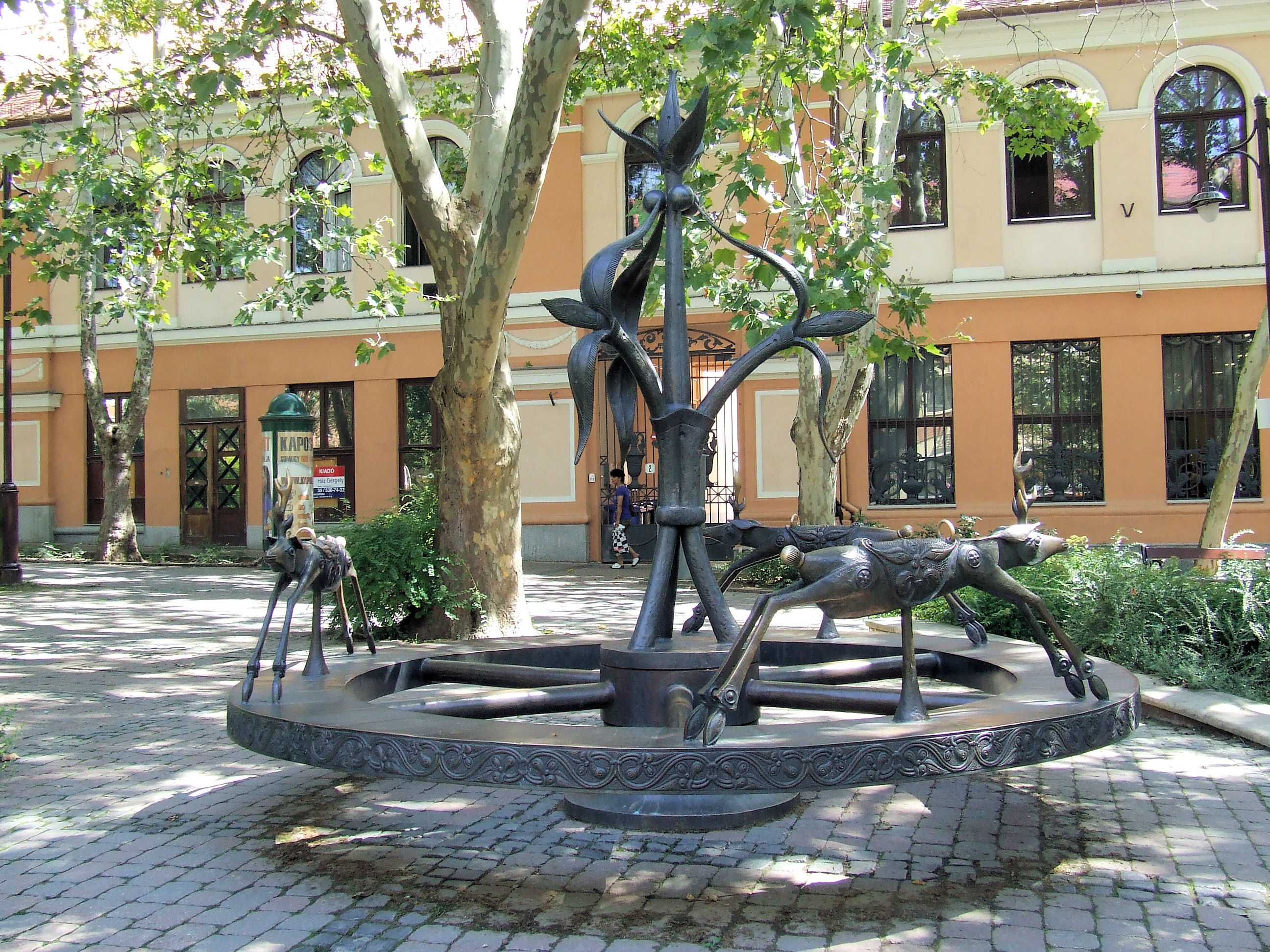
Napkerék c. szobor az Európa parkban

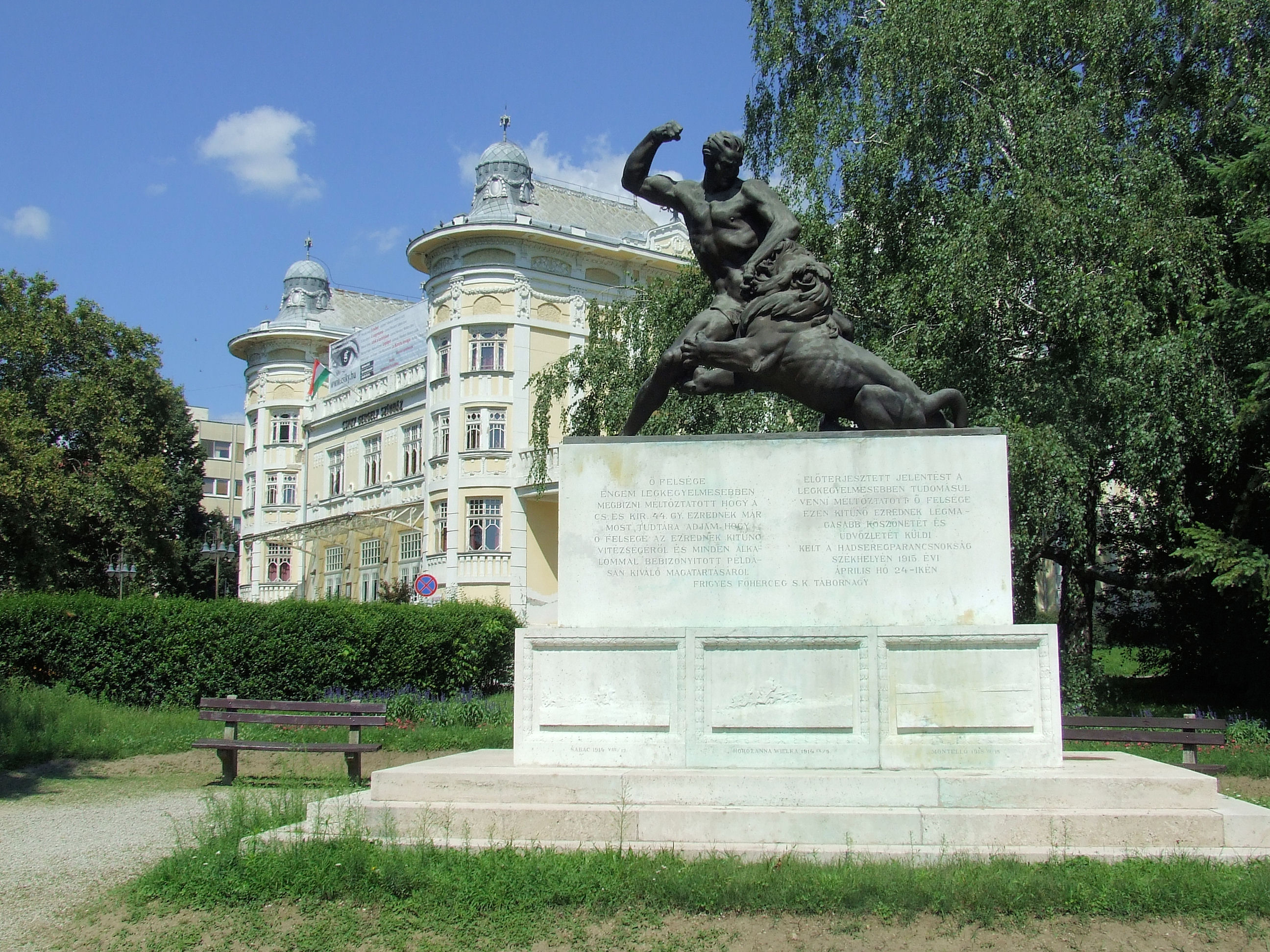
A 44-es gyalogezred emlékműve a színháznál

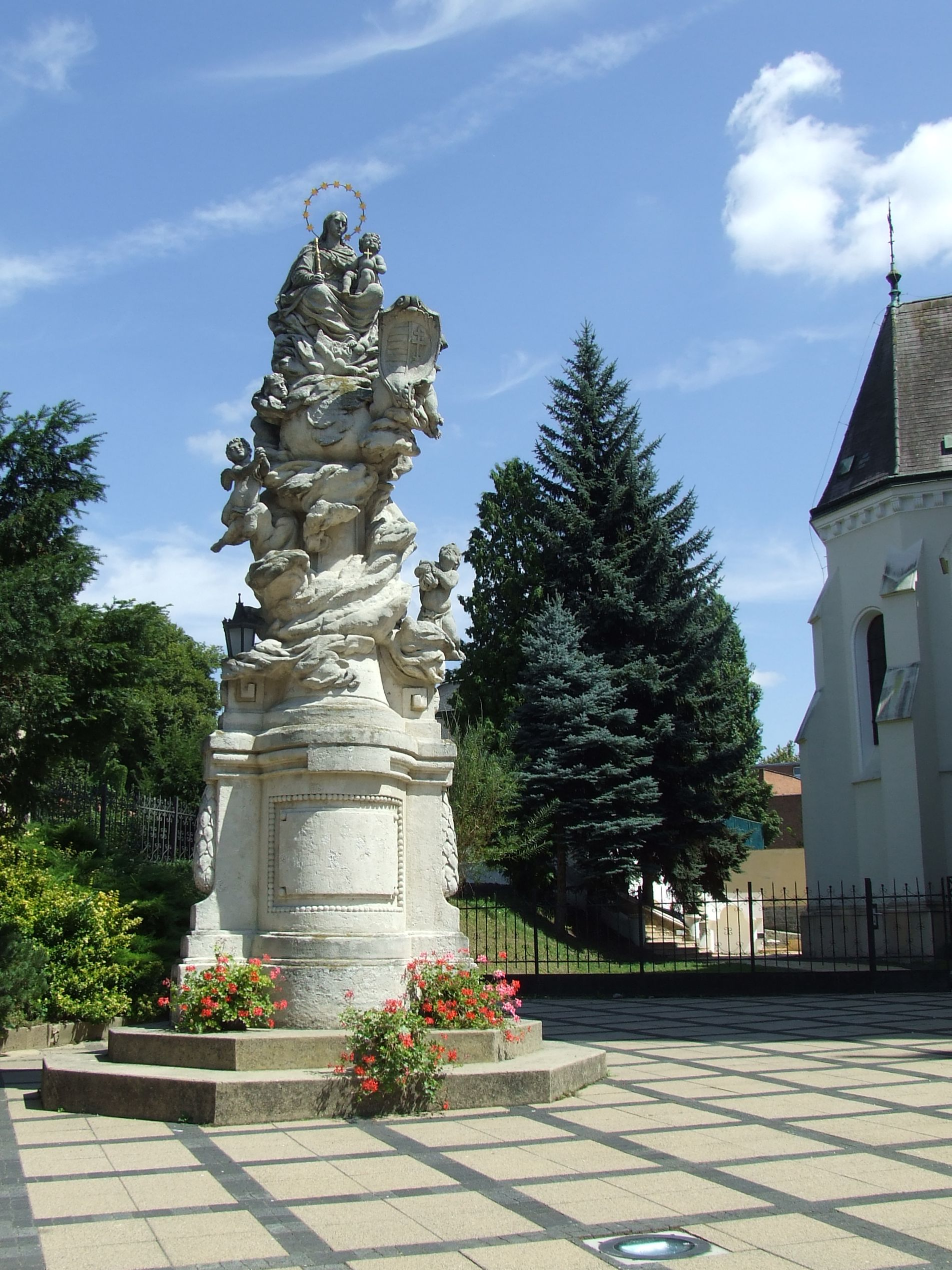
A műemlék Mária-oszlop a székesegyháznál

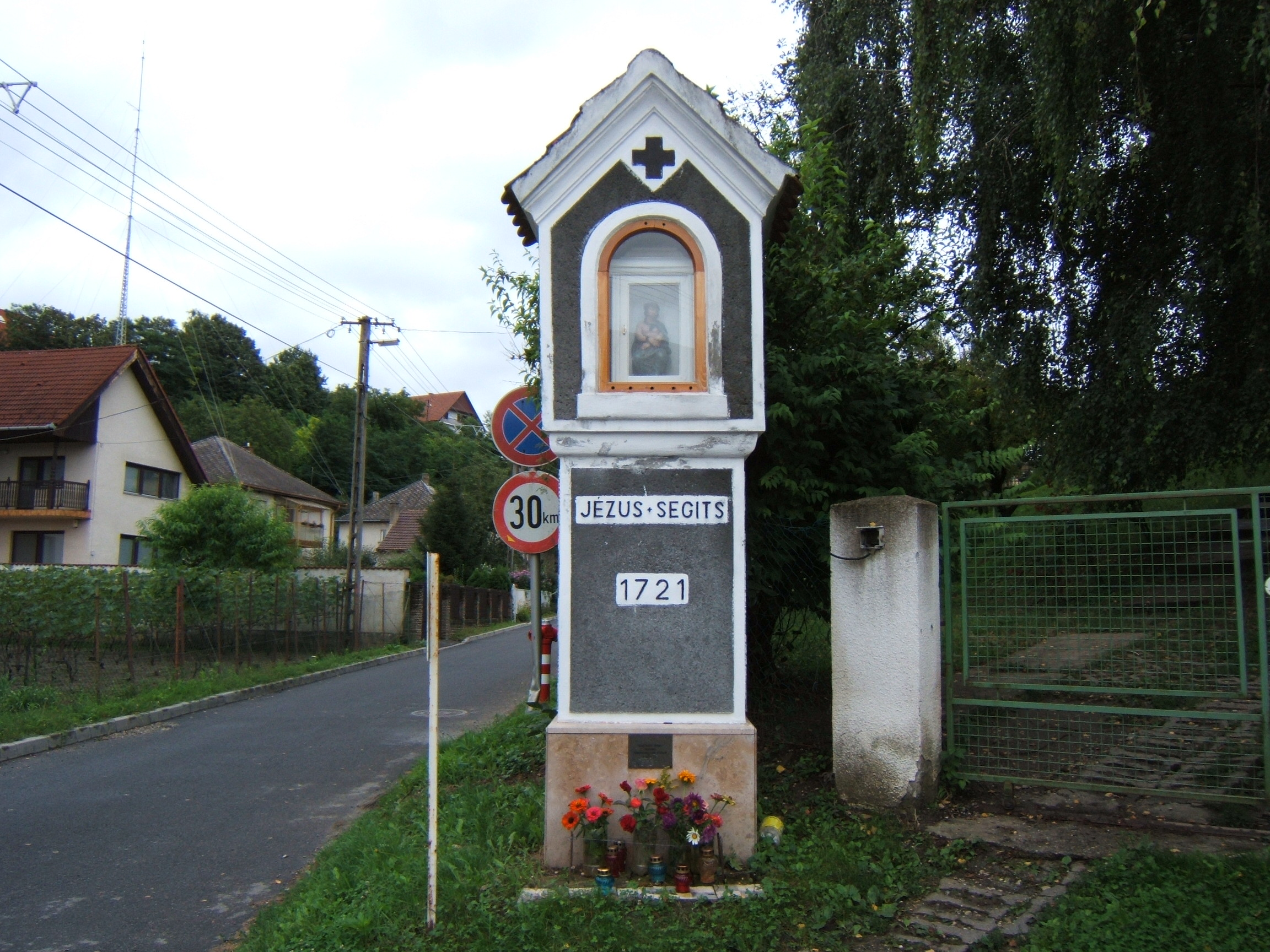
Gugyuló Jézus szobra a Rómahegy lábánál

- Takáts Gyula mellszobra (2020), Takáts Gyula tér
- Áldozati oltár (Kling József alkotása, 2011, anyaga gránit), Csokonai utca (Agóra előtt)
- Rippl-Rónai József mellszobra (Horváth Balázs alkotása, 2011, anyaga bronz), Rippl-Rónai-villa
- Üvegkocka (Sörös Rita alkotása, 2010-2011, anyaga üveg), Dr. Kaposváry György utca
- Floretin (Weeber Klára alkotása, 2010, anyaga bronz), Szivárvány Kultúrpalota előtt
- Játszó gyerekek (Szabó Éva és Sörös Rita alkotása, 2010, anyaga bronz), Ady Endre utca 10. előtt
- Lamping emlékoszlop (Horváth Balázs alkotása, 2010, anyaga bronz), Szivárvány Kultúrpalota előtt
- Rippl-Rónai József és Ady Endre találkozása (Gera Katalin alkotása, 2010, anyaga bronz), Ady Endre utca 2.
- Medve gyermekkel (Putnoki Sándor alkotása, 2010, anyaga gipsz, cizellált üvegkerámia), Toponár, Mikes Kelemen utca
- Díszkönyv (Szabó Éva és Sörös Rita alkotása, 2010, anyaga bronz), Táncsics Mihály Gimnázium
- Trianon (Párkányi-Raab Péter alkotása, 2010, anyaga kő), Berzsenyi park (délkeleti sarok)
- Rippl-Rónai József (Trischler Ferenc alkotása, 2009, anyaga bronz), Fő utca 15.
- Tótágas (Weeber Klára alkotása, 2008, anyaga bronz), Európa park
- Bene Ferenc (Sörös Rita alkotása, 2007, anyaga bronz), Cseri utca 14.
- Szabadság Angyala – 56-os emlékmű (Gera Katalin alkotása, 2006, anyaga kő, bronz), Berzsenyi park (délnyugati sarok)
- II. világháborús emlékmű (Horváth-Béres János alkotása, 2006, anyaga fa), Szentjakabi park
- Kereszt (Farkas Ibolya alkotása, 2006, anyaga kő és vas), Nádasdi utca
- Életfa (Gera Katalin alkotása, 2006, anyaga bronz), Városliget
- Flórián szobor (Schrammel Imre alkotása, 2004, anyaga kő), Teleki utca – Városház utca saroképület teteje
- Somogyi sportolók emlékműve (Kling József alkotása, 2003, anyaga mészkő), Városliget
- Napkerék (Bors István alkotása, 2000, anyaga bronz), Európa park
- Kakasmandikó (Horváth-Béres János alkotása, 2000, anyaga fa), Csokonai utca 3. (Kormányhivatal előtt)
- Erdei ciklámen (Horváth-Béres János alkotása, 2000, anyaga fa), Uránia Csillagvizsgáló (Egyenesi út)
- Fejedelem (Kling József alkotása, 1998 (avatás éve 2009), anyaga márvány, mészkő és gránit), Csokonai utca
- Nagy Imre szobra (Paulikovics Iván alkotása, 1996, anyaga bronz), Nagy Imre park, Csokonai utca
- Anya gyermekével (Kling József alkotása, 1996, anyaga kő), Festetics Karolina Óvoda, Toponári út 49.
- Emlékszobor az iskola 75 éves jubileumára (Csikós Nagy Márton alkotása, 1994, anyaga fa), Munkácsy Mihály Gimnázium
- Vasúti felüljáró emlékműve (Borbás Gábor alkotása, 1994), Gilice utca
- Kopjafa a doni hősi halottak és áldozatok emlékére (Csikós Nagy Márton alkotása, 1993, anyaga fa és kő), Nagy Imre park (Csokonai utca)
- Kopjafa az 1956-os somogyi mártírok emlékére (Fábián Lajos alkotása, 1993, anyaga fa), Nagy Imre park
- II. világháborús emlékmű (Fusz György alkotása, 1993, anyaga kerámia), 2015-ben a Jókai ligetből a Hősök temploma mellé helyezték át[68]
- Égtájak szoborkompozíció (Bors István alkotása, 1993, anyaga bronz), Kaposvári Egyetem
- Kaposi Mór emlékmű (Kampf József alkotása, 1992, anyaga kő, bronz), Kaposi Mór Vármegyei Kórház udvara
- Kopjafa az 1956-os somogyi mártírok emlékére (Gerbera István alkotása, 1990, anyaga fa), Nagy Imre park
- Széchenyi István szobra (Borbás Tibor alkotása, 1990, anyaga bronz), Széchenyi tér
- Turulmadár (Torm János alkotása, 1990), Táncsics Mihály Gimnázium
- Bárczi Gusztáv domborműve (Trischler Ferenc alkotása, 1989, anyaga bronz), Bárczi Gusztáv utcai Speciális Iskola, Bárczi utca 1.
- Térplasztika (Kecskeméti Sándor alkotása, 1988, anyaga kő), Füredi út 49-51 mellett
- Négy évszak (Bors István alkotása, 1985 (avatás éve 2010), anyaga bronz), Noszlopy utca (szökőkutak)
- Játszó gyerekek szoborcsoport (Szabolcs Péter alkotása, 1984, anyaga bronz), Kinizsi-lakótelep
- Táncsics emlékére (Bors István alkotása, 1983), Táncsics Mihály Gimnázium
- Kopjafa a gimnázium elhunyt diákjai és tanárai emlékére (Csikós Nagy Márton alkotása, 1983, anyaga fa), Táncsics Mihály Gimnázium
- Diákok szobor (Trischler Ferenc alkotása, 1983, anyaga bronz), Munkácsy Mihály Gimnázium
- Sellő szobor (Ispánky József alkotása, 1978, anyaga kő), Virágfürdő
- Alakoskodó (Bors István alkotása, 1977 (avatás éve 2008), anyaga kő és bronz), Kossuth tér (Noszlopy utca felől)
- Csokonai Vitéz Mihály mellszobra (Fritz János alkotása, 1977, anyaga bronz), Fő utca 1.
- Centenáriumi emlékmű (Varga Imre alkotása, 1975, anyaga beton és fém), Cseri park
- Zrínyi Ilona mellszobor (Mikus Sándor alkotása, 1975, anyaga kő), Zrínyi iskola, Pázmány Péter utca 32/b
- Noszlopy Gáspár mellszobra (Jenzer Frigyes alkotása, 1975, anyaga bronz), Noszlopy Gáspár Közgazdasági Szakközépiskola, Szent Imre utca 2.
- Fekvő nő (Hajdú Sándor alkotása, 1974, anyaga kő), Gróf Apponyi Albert köz
- Tavasz (Bors István alkotása, 1974, anyaga bronz), Városháza lépcsőháza, Kossuth tér 1.
- Emlékoszlop és centenáriumi emléktábla (1973, anyaga beton), Cseri park
- Emlékmű az I. és II. világháború hősi halottainak tiszteletére (Kling József alkotása, 1973, anyaga fa), Noszlopy Gáspár Közgazdasági Szakközépiskola, Szent Imre utca 2.
- Anya gyermekével (Matzon Ferenc alkotása, 1973, anyaga kő), Füredi utca 76. óvoda
- Fodor József szobra (Ispánki József alkotása, 1971, anyaga bronz), Fodor József tér
- Vaszary János mellszobra (Weeber Klára alkotása, 1971, anyaga bronz), Zárda utca – Bajcsy-Zsilinszly utca sarok
- Rákóczi Ferenc mellszobra (Németh Kálmán alkotása, 1969, anyaga kő), Rákóczi iskola, Kanizsai utca 67.
- Kévekötő (Kucs Béla alkotása, 1968, anyaga kő), Tompa M. utca (Cseri úti ABC előtt)
- Anyaság szobor (Kiss Nagy András alkotása, 1966), Virágfürdő
- Ülő nő (József Bálint alkotása, 1965, anyaga kő), Csokonai utca 4. (megyei könyvtár előtt)
- Nő hárfával – Múzsa (Marton László alkotása, 1963, anyaga kő), Rákóczi tér
- Pihenő munkások szoborcsoport (Kiss István alkotása, 1963, anyaga kő), Kossuth Lajos utca 1-9
- Petőfi Sándor szobra (Stadler József alkotása, 1963, anyaga kő), Toponári Általános Iskola, Toponári út 62.
- Lány virággal (Kárpáti Anna alkotása, 1962), Rákóczi iskola, Kanizsai utca 67.
- Fésülködő nőalak (Varga Miklós alkotása, 1962, anyaga kő), Kaposi Mór Vármegyei Kórház
- Gárdonyi Géza mellszobra (Varga Miklós alkotása, 1961, anyaga bronz), Madár utcai iskola, Madár utca 16.
- Petőfi Sándor mellszobor (Balogh Jenő alkotása, 1955, anyaga kő), Petőfi Sándor Óvoda, Petőfi utca 20.
- Csiky Gergely mellszobra (Ispánky József alkotása, 1955, anyaga kő), Csiky Gergely Színház
- Petőfi Sándor szobra (Ispánky József alkotása, 1954, anyaga bronz), Petőfi Sándor tér
- Loyolai Szent Ignác szobra (1947, anyaga kő), Szent Imre-templom bejárata, Szent Imre utca
- Németh István, a városépítő polgármester szobra (Ispánky József alkotása, 1939, anyaga bronz), Berzsenyi park (északkeleti sarok)
- Berzsenyi Dániel mellszobra (Fetter Károly alkotása, 1936, anyaga bronz), Berzsenyi park
- Csik Ferenc mellszobra (Lányi Emő alkotása, 1936), Virágfürdő
- Herkules szobor – a 44-es gyalogezred emlékműve (Jálics Ernő alkotása, 1932, anyaga bronz), Rákóczi tér
- Medgyessy Ferenc szobrai (Medgyessy Ferenc alkotása, 1913, anyaga kő), Rippl-Rónai-villa kertje
- Időjelző házikó (Horváth Andor alkotása, 1913), Kossuth tér
- Kossuth Lajos szobra (Kopits János alkotása, 1911, anyaga bronz), Kossuth tér
- Katonai hősi emlékmű 1866-69 (Lang Lajos és Decker Krisztián alkotása, 1872, anyaga kő), Berzsenyi park
- Fa harangláb és kőkereszt (XIX. sz., anyaga fa és kő), Ózaranypuszta
- Nepomuki Szent János (1793, anyaga kő), Toponár, Kemping utca. A barokk stílusú szobrot a földesúri Festetics család állíttatta,[69] 1976 óta műemlék (törzsszám: 8717; azonosító: 7940). A településen Festetics Kristóf felesége, Szegedy Judit már – feltehetően házasságuk 1737-es megromlása előtt – is állíttatott szobrot a szentnek, ahonnan 1803 körül Szentlászlóra került, ma is ott áll.[70]
- Rokokó Mária oszlop (1770, anyaga kő), Kossuth tér
- Szent Rókus (1766, anyaga kő), Arany János tér
- Nepomuki Szent János (1742, anyaga kő), Kossuth tér
- Gugyuló Jézus (1721, anyaga fa), Városháza lépcsőháza, Kossuth tér 1.
- Szent Vendel (XVIII. század, anyaga kő), Toponár (templom előtt)
- Szent Flórián (XVIII. sz. második fele, anyaga kő), Toponár, Orci úti elágazás
- Hősi halottak emlékműve, a Hősök temploma előtt, Mindszenty tér
- Csikós Nagy Márton szobrai (anyaga fa és kő), Pipacs utca
- Tabernákulum oszlop a Gugyuló Jézus szobor másolatával, Béla Király utca – Csalogány utca kereszteződése

### Szökőkutak, ivókutak, díszkutak[71]

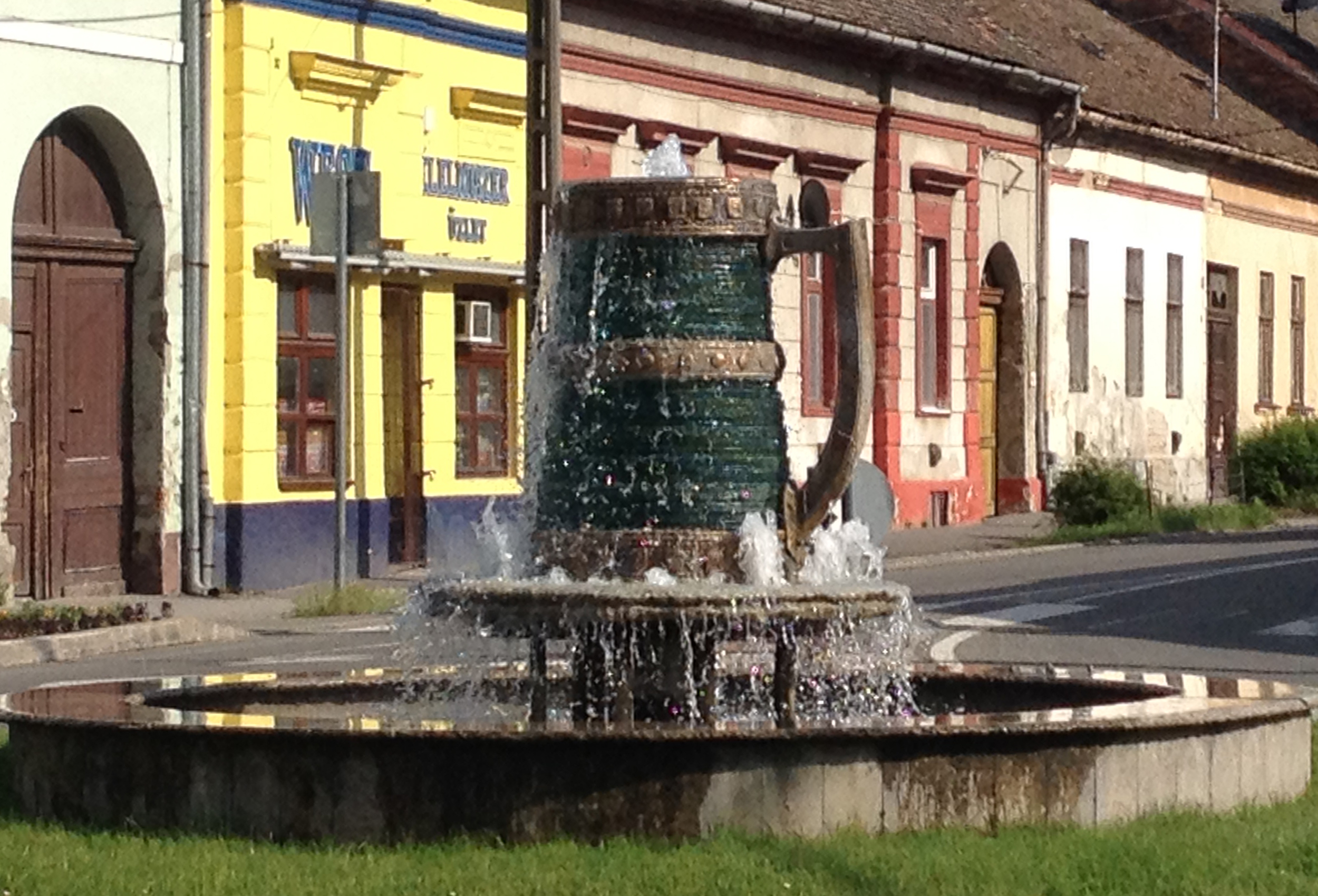
Söröskorsó (Szabó Éva és Sörös Rita alkotása, 2009, anyaga bronz és üveg)

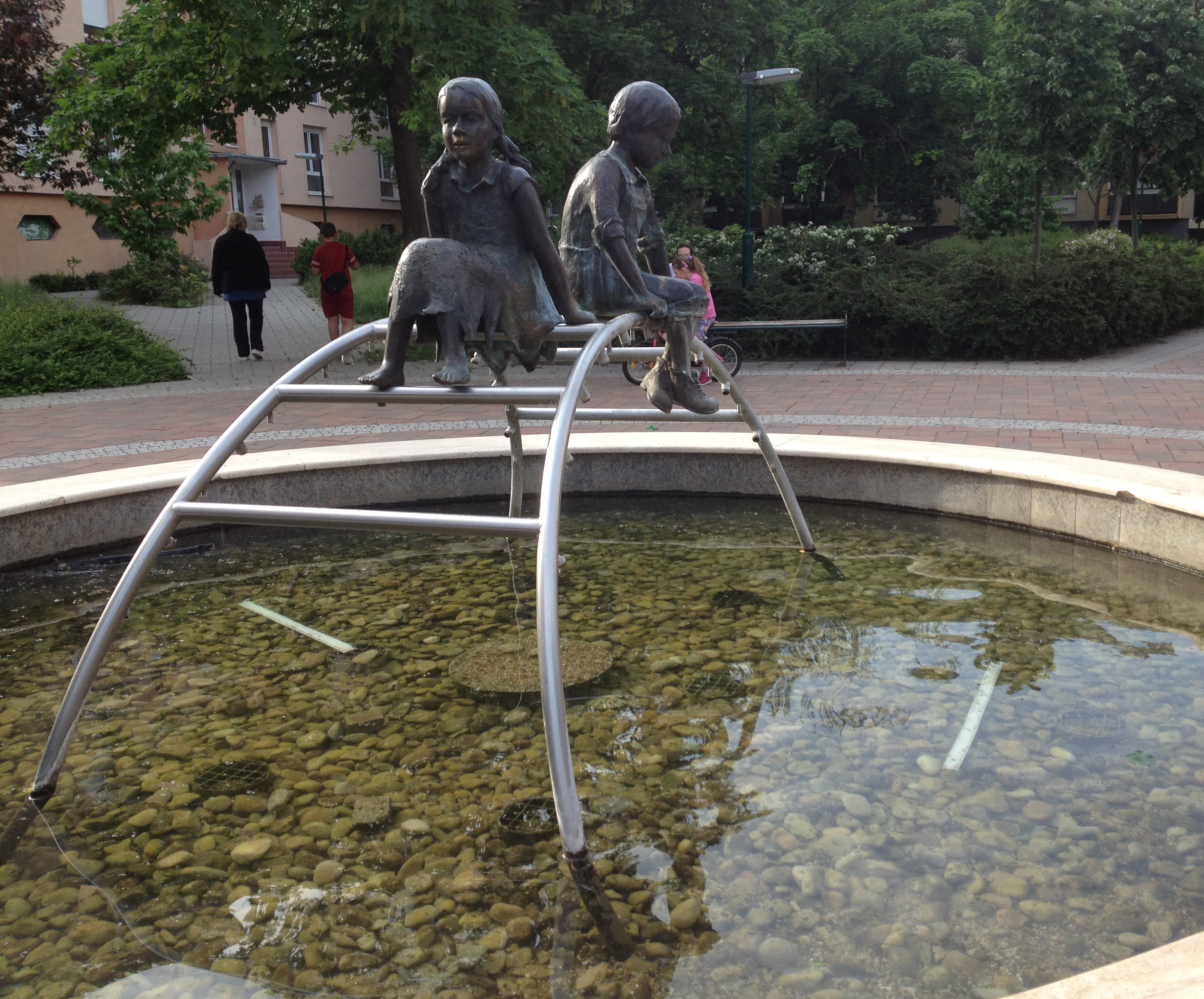
Kréta és Majoranna (Szabó Éva és Sörös Rita alkotása, 2008, anyaga bronz és krómacél)

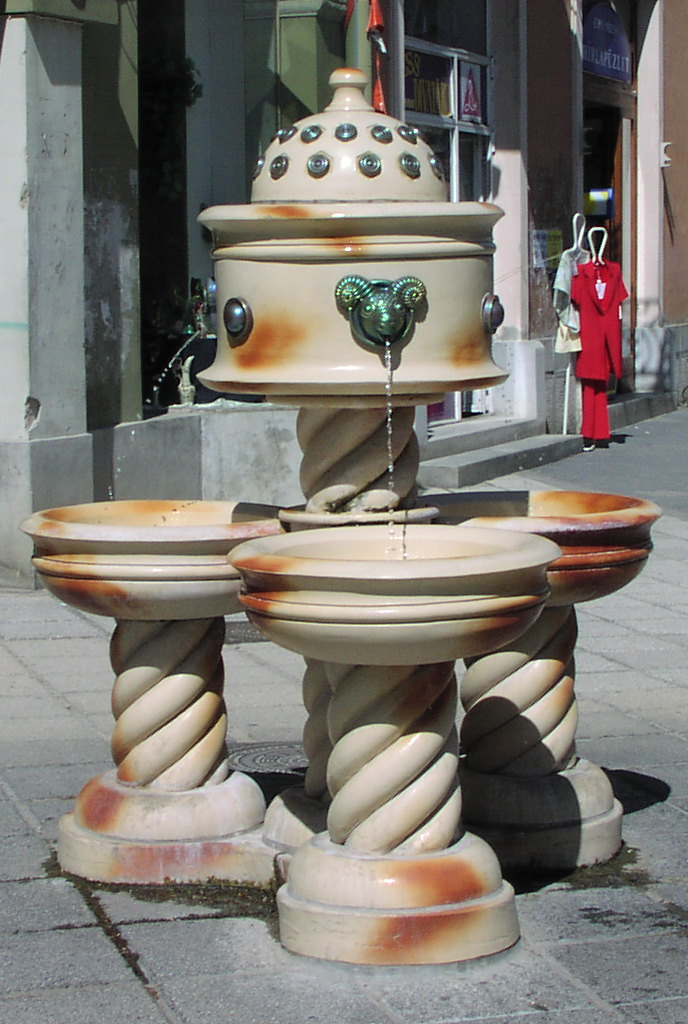
A Zsolnay-kút a Fő utcán

- Söröskorsó (Szabó Éva és Sörös Rita alkotása, 2009, anyaga bronz és üveg), Zrínyi-Bartók utca kereszteződése
- Noszlopy utcai körforgalom (L. Balogh Krisztina alkotása, 2009), Áchim András és Noszlopy utcák kereszteződése
- Kréta és Majoranna – mászóka (Szabó Éva és Sörös Rita alkotása, 2008, anyaga bronz és krómacél), Béke-Füredi lakótelep
- Raktár utcai körforgalom (2008), Füredi és Raktár utcák kereszteződése
- Plaza (2008, anyaga fém), Berzsenyi utca 1/3
- Szarvas üzletház (2007, anyaga kerámia), Petőfi tér 1-3.
- 56-os kaposfüredi emlékmű (Kling József alkotása, 2006, anyaga kő), Kaposfüred
- Vízgömb – szökőkút (2006), Béke-Füredi lakótelep
- Arany János téri szökőkút (2005), Arany János tér
- Kossuth téri szökőkutak (Ripszám János alkotása, 2003, anyaga marokkói mészkő), Kossuth tér
- Kossuth téri ivókút (Ambrus Éva, 2003, anyaga kerámia), Kossuth tér
- Bethlen téri szökőkút (2002, anyaga kő), Bethlen tér
- Zsolnay díszkút (2001, anyaga kerámia), Berzsenyi park
- Úszó díszkút (2001), Városliget
- Európa parki szökőkút (2000, anyaga marokkói mészkő), Európa park
- Kerámia szökőkút (Matola Magda és Adamis Gusztáv alkotása, 1997), Berzsenyi utca 11.
- Bajcsy-Zsilinszky utcai szökőkút (1993), Bajcsy-Zsilinszky utca 28.
- Anna utcai ivó díszkút (Gera Katalin alkotása, 1990, anyaga bronz és kő), Anna utca 6.
- Zsolnay ivókút (Fürtös György alkotása, 1988, anyaga kerámia), Fő utca 21.
- Panka díszkút (Weeber Klára alkotása, 1986, anyaga bronz és kő), Nemzetőr sor
- Tündérrózsa díszkút (Gera Katalin alkotása, 1983, anyaga kő), Színház park
- Honvéd utcai díszkút (Z. Soós István alkotása, 1974, anyaga fém és kerámia), Honvéd utca 57.
- Fiú hallal (Farsang György alkotása, 1962), Kaposi Mór Vármegyei Kórház
- Rippl-Rónai kút (Medgyessy Ferenc alkotása, 1950, anyaga kő), Rippl-Rónai tér
- Szent István kútja (Bory Jenő alkotása, 1938), a Nagyboldogasszony-székesegyház Kossuth tér felőli oldalán
- Vízesés (1933), Színházpark
- Díszkút táncospárokkal (Akt Gyula alkotása, 1913, anyaga majolika és pirogránit), Csiky Gergely Színház előtt
- PTE-EK-KKK I. (Weeber Klára alkotása, anyaga kő), Szent Imre utca 14/b
- PTE-EK-KKK II. (Weeber Klára alkotása), Szent Imre utca 14/b
- Szentjakabi apátság (Kling József alkotása), Várdomb 1.

### Templomok, imaházak, plébániák
- Római katolikus

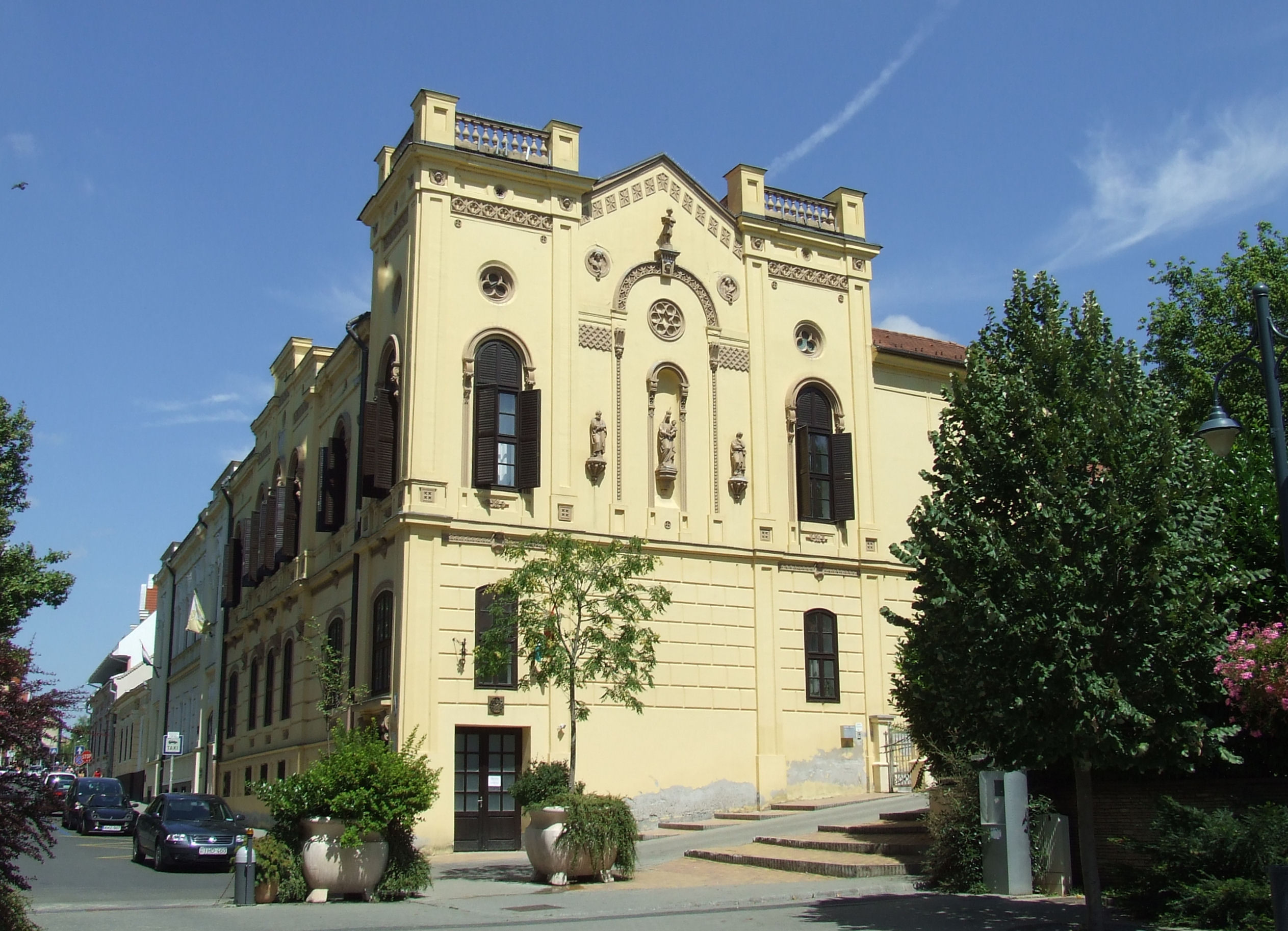
A Püspöki Palota és a Nagyboldogasszony Római Katolikus Gimnázium

  - Nagyboldogasszony-székesegyház (1885–1886)
  - Szent Imre-templom (1912)
  - Jézus Szíve plébánia (Hősök temploma) (1927)
  - Szent Margit-Szent József plébánia (két templom tartozik hozzá az Északnyugati városrészben és a Béke-Füredi lakótelepen: a Szent Margit- és a Szent József-templom)
  - Kálvária-kápolna (Donner) (1893)
  - Szent Kereszt plébánia (Donner)
  - Kaposfüredi templom
  - Kaposhegyi barokk kápolna (18. század második fele)
  - Szentháromság-templom (Toponár, barokk műemlék)
  - Ivánfahegyi Szent Donát-kápolna (barokk, 18. század első fele)
  - Rómahegyi kápolna (1906)
  - Lonkahegyi kápolna (1897)
  - Kecelhegyi kápolna (1904)
  - Szűz Mária utolsó földi lakhelyének, az efezusi háznak a másolata Kaposfüreden[72]
- Evangélikus templom (1929)
- Református templom (1907)
- Kaposvári Zsidó Hitközség
- Adventista Egyház Kaposvári Gyülekezete
- Baptista Gyülekezet – Békevár imaház (1997)
- Jehova tanúi
- Hit Gyülekezete
- Keresztény Advent Közösség – Bibliaház
- Metodista Egyház Kaposvári Gyülekezete
- Őskeresztyén Apostoli Egyház
- Az utolsó napok szentjeinek Jézus Krisztus egyháza

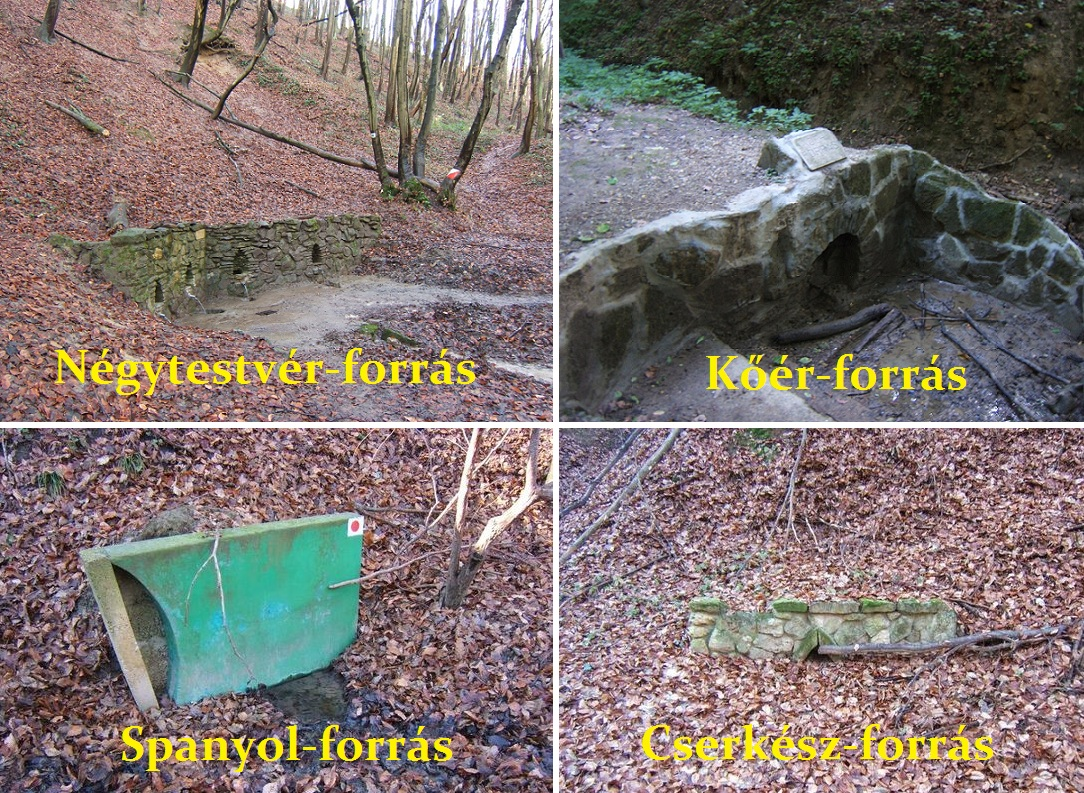
Néhány forrás Kaposvár területén

### Egyéb nevezetességek

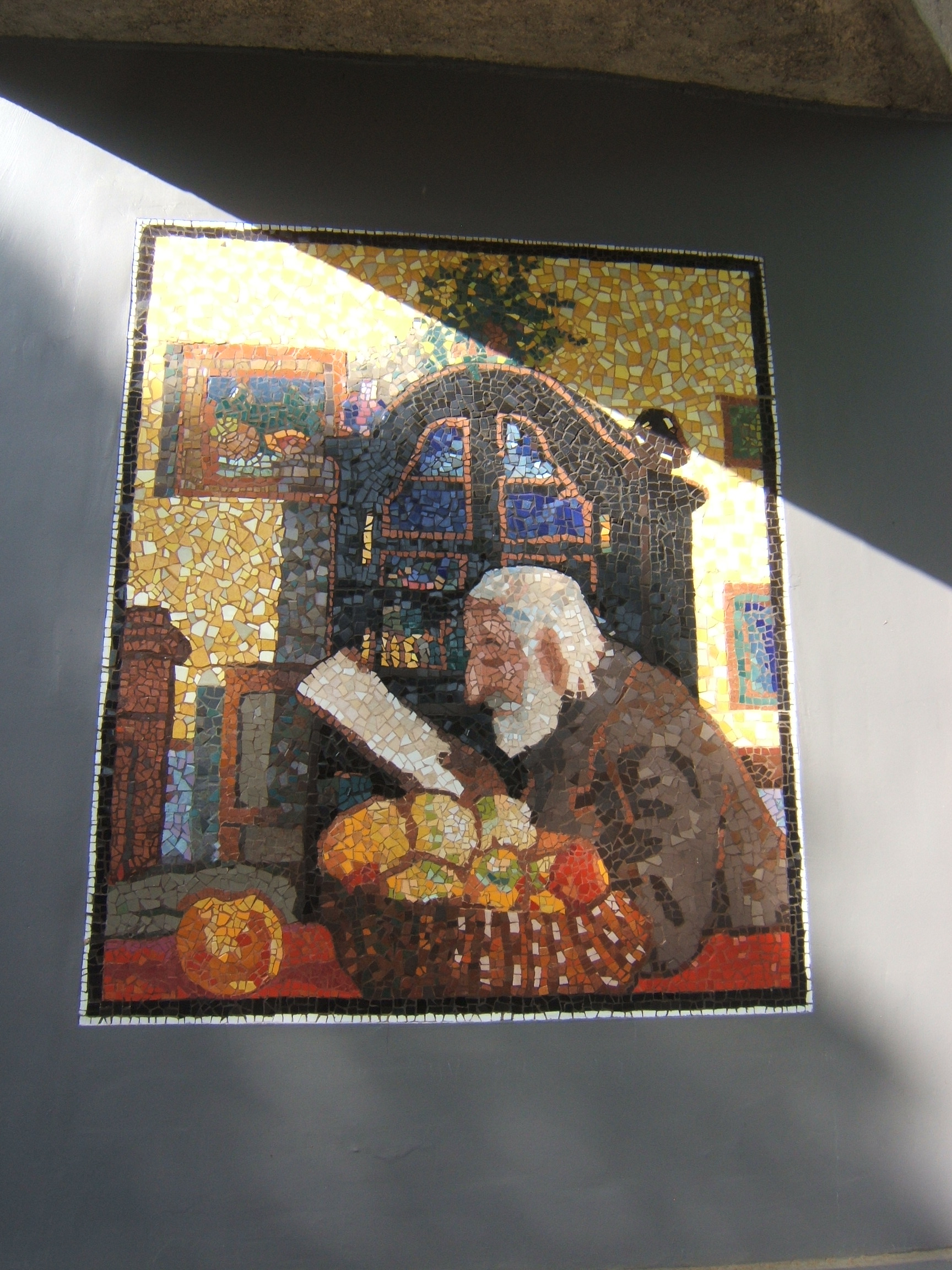
Mozaik egy Szent Imre utcai ház falán

- Pannon Lovasakadémia – lovas világversenyek helyszíne
- Virágfürdő – élményfürdő, uszoda és gyógyfürdő
- Fa harangláb és kőkereszt a 19. századból – műemlék Zaranypusztán
- Rippl-Rónai József festményei alapján a városban több épület falára is köztéri mozaikokat helyeztek el. Az elsőt 2023-ban készítették, és a Somssich és a Szent Imre utca kereszteződésénél levő házra került fel,[73] 2024-ben pedig a Vármegyeháza keleti falát is így díszítették.[74]

## Sport

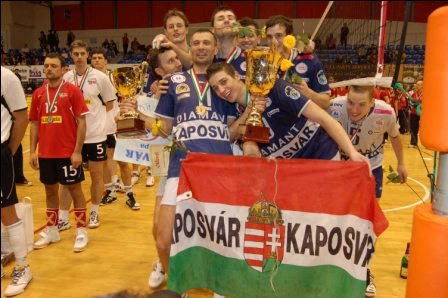
A kaposvári röplabdacsapat 2010-es kupagyőzelme

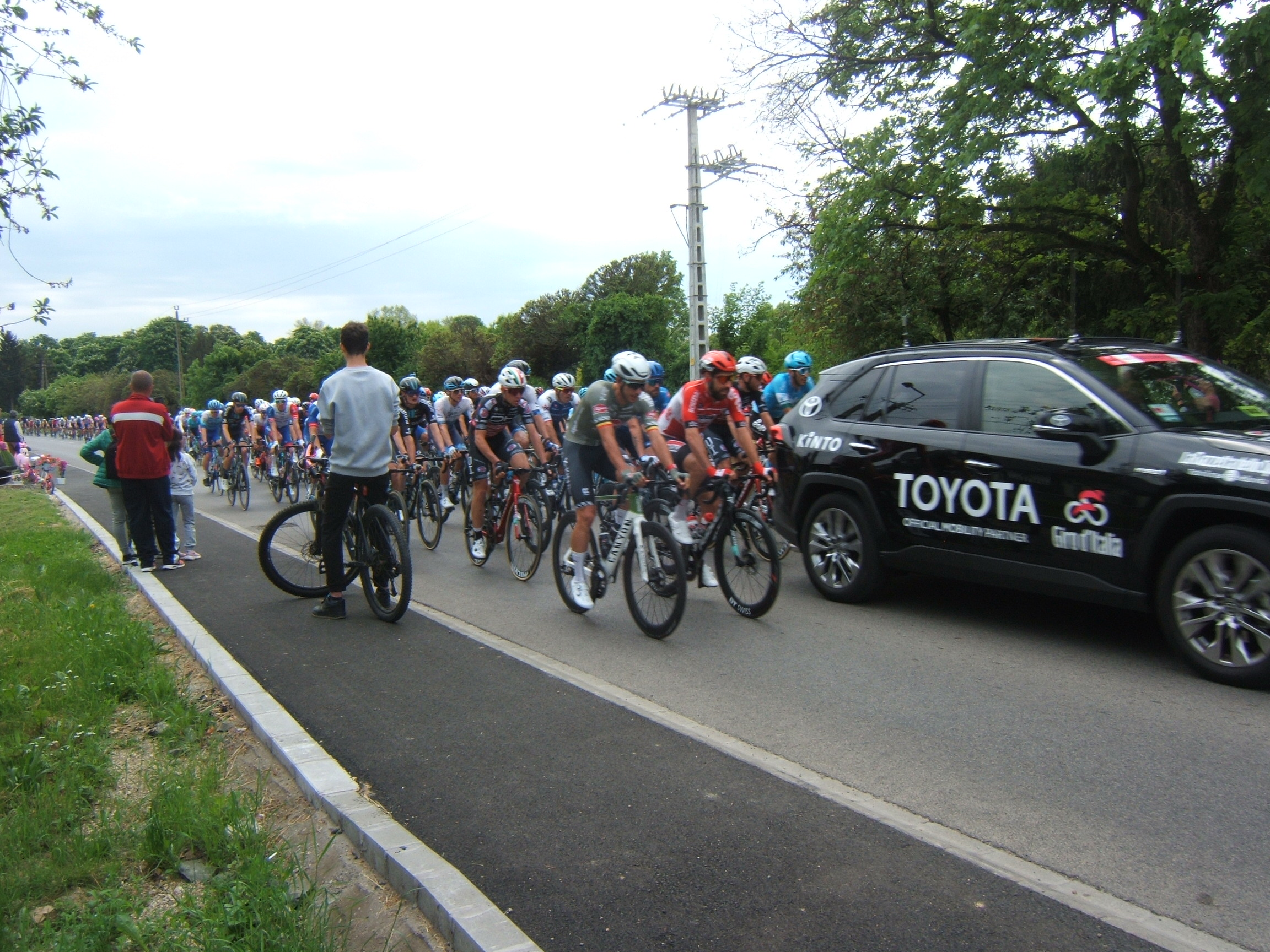
A 2022-es Giro d’Italia Kaposváron (Jutai út)

Kaposvár sportélete sokrétű, a megyeszékhely a Nemzet Sportvárosa és a Lovassportok települése címekkel is büszkélkedhet. A várost körbefogják a lovasbázisok, ahol lovassportokat oktatnak, Európa-szintű versenyeket rendeznek évente több alkalommal. Az ország legnagyobb alapterületű fedett lovardája működik a Kaposvári Egyetemhez tartozó Pannon Lovasakadémián. A város legnagyobb sportlétesítménye a Rákóczi Stadion, amely a helyi elsőosztályú futballcsapatnak is otthont ad; valamint a Kaposvár Aréna, a Kaposvári Városi Sportcsarnok és Létesítményei (ahol a Kaposvári Sportközpont és Sportiskola, illetve a Kaposvári Jégcsarnok is működik) és a Csik Ferenc Versenyuszoda. A városban kiemelkedő az uszonyosúszók sporttevékenysége is, az Adorján SE egyesület két világbajnokot nevelt ki.
2022-ben Kaposvárról indult a Giro d’Italia világhírű kerékpárverseny harmadik szakasza.

### Sportcsapatok
Az alábbi táblázat Kaposvár jelentős sportcsapatait tartalmazza:
| Sportág          | Egyesület neve                    | Bajnoki osztály                            | Honlap                                                                       |
| Férfi labdarúgás | Kaposvári Rákóczi FC              | NB II (másodosztály)                       | rakoczifc.hu                                                                 |
| Férfi labdarúgás | Toponár SE                        | Megye I (negyedosztály)                    | toponarse.atw.hu Archiválva 2009. február 3-i dátummal a Wayback Machine-ben |
| Férfi kosárlabda | Kaposvári KK                      | Másodosztály                               | kaposkosar.hu Archiválva 2020. november 26-i dátummal a Wayback Machine-ben  |
| Férfi kosárlabda | Meló Diák KK                      | NB I/B – Nyugati csoport (másodosztály)    |                                                                              |
| Férfi röplabda   | Fino Kaposvár SE                  | NB I (első osztály)                        | Fino Kaposvár                                                                |
| Férfi vízilabda  | Kaposvári VK                      | OB I (első osztály)                        | kapospolo.hu                                                                 |
| Női röplabda     | MCM-Diamant Kaposvári Egyetem     | NB I (első osztály)                        | bittkaposvar.uw.hu                                                           |
| Női kézilabda    | Kaposvári Kézilabda SE            | NB II – Délnyugati csoport (harmadosztály) | kkse.uw.hu Archiválva 2007. november 3-i dátummal a Wayback Machine-ben      |
| Kajak-kenu       | Kaposvári Vízügyi SC              |                                            |                                                                              |
| Amerikai futball | Kaposvár Golden Fox               | Divízió II                                 | goldenfox.hu                                                                 |
| Jégkorong        | Kaposvár Hoki Club SE             | NAJB                                       | khc.fw.hu                                                                    |
| Teke             | Investment Közutasok Kaposvári TK | Positive Adamsky Szuperliga                |                                                                              |

## Média

### Televíziók
- Kapos Televízió
- Somogy Televízió

### Rádiók
- Retro Rádió – 89,0 MHz
- Rádió Most – 91,2 MHz
- Mária Rádió – 93,1 MHz[77]
- Kossuth Rádió – 96,7 MHz
- Karc FM – 97,5 MHz
- Rádió 1 – 99,9 MHz
- Magyar Katolikus Rádió – 102,6 MHz

### Újságok
- Kapos Est
- Kapos Extra
- Lokál Extra
- Made in Kaposvár
- Somogyi Hírlap
- Szuperinfó

### Hírportálok
- 74nullanulla
- KaposPont
- Kaposvár Híradó
- Kaposvár Most
- Kaposvár Online
- SONLINE

## Híres emberek

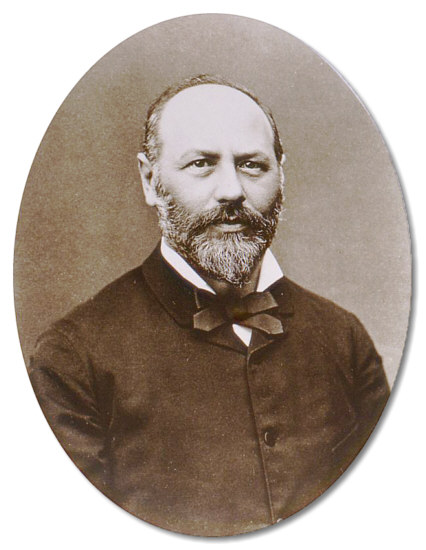
Kaposi Mór

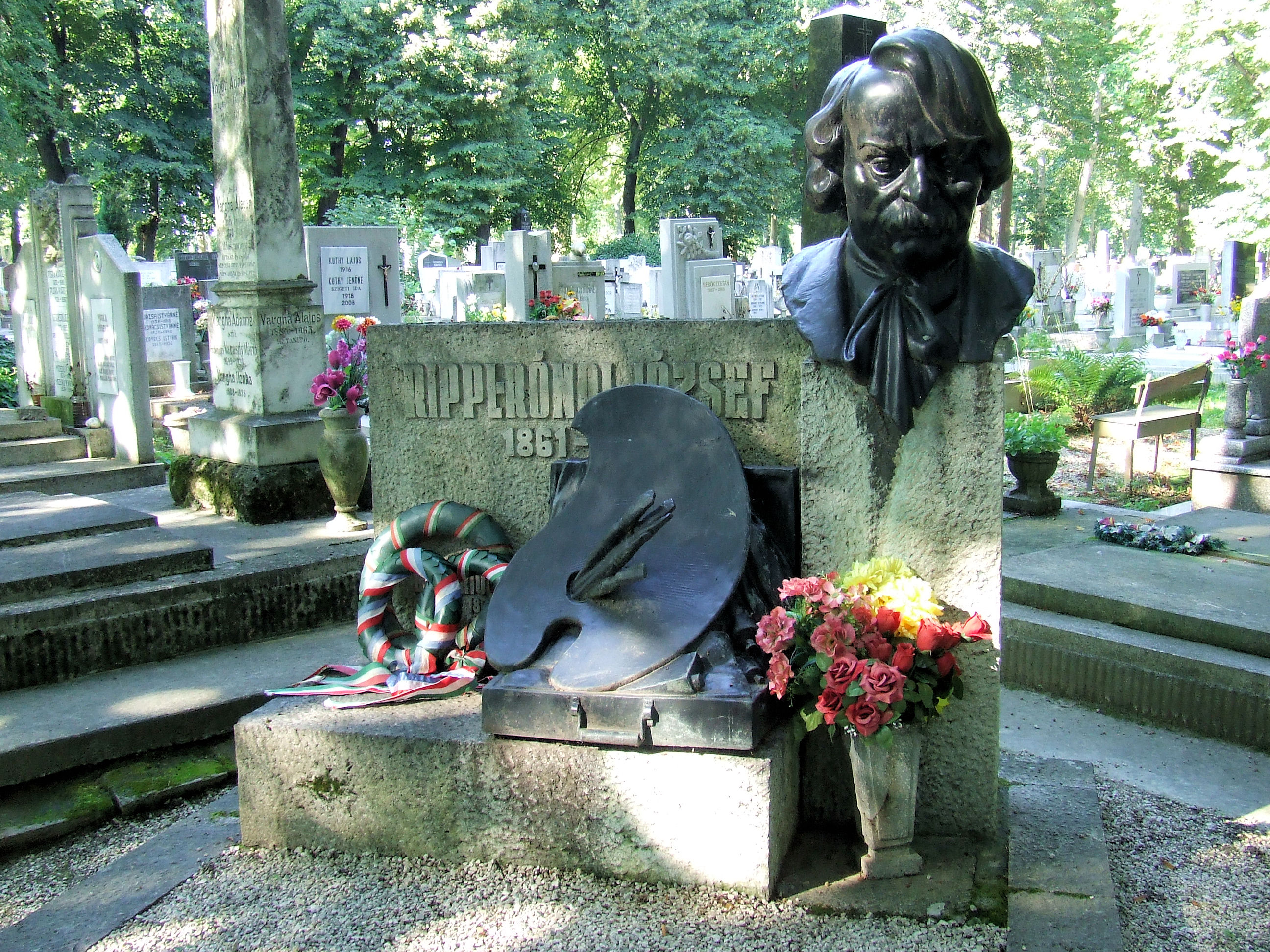
Rippl-Rónai József sírja a Keleti temetőben

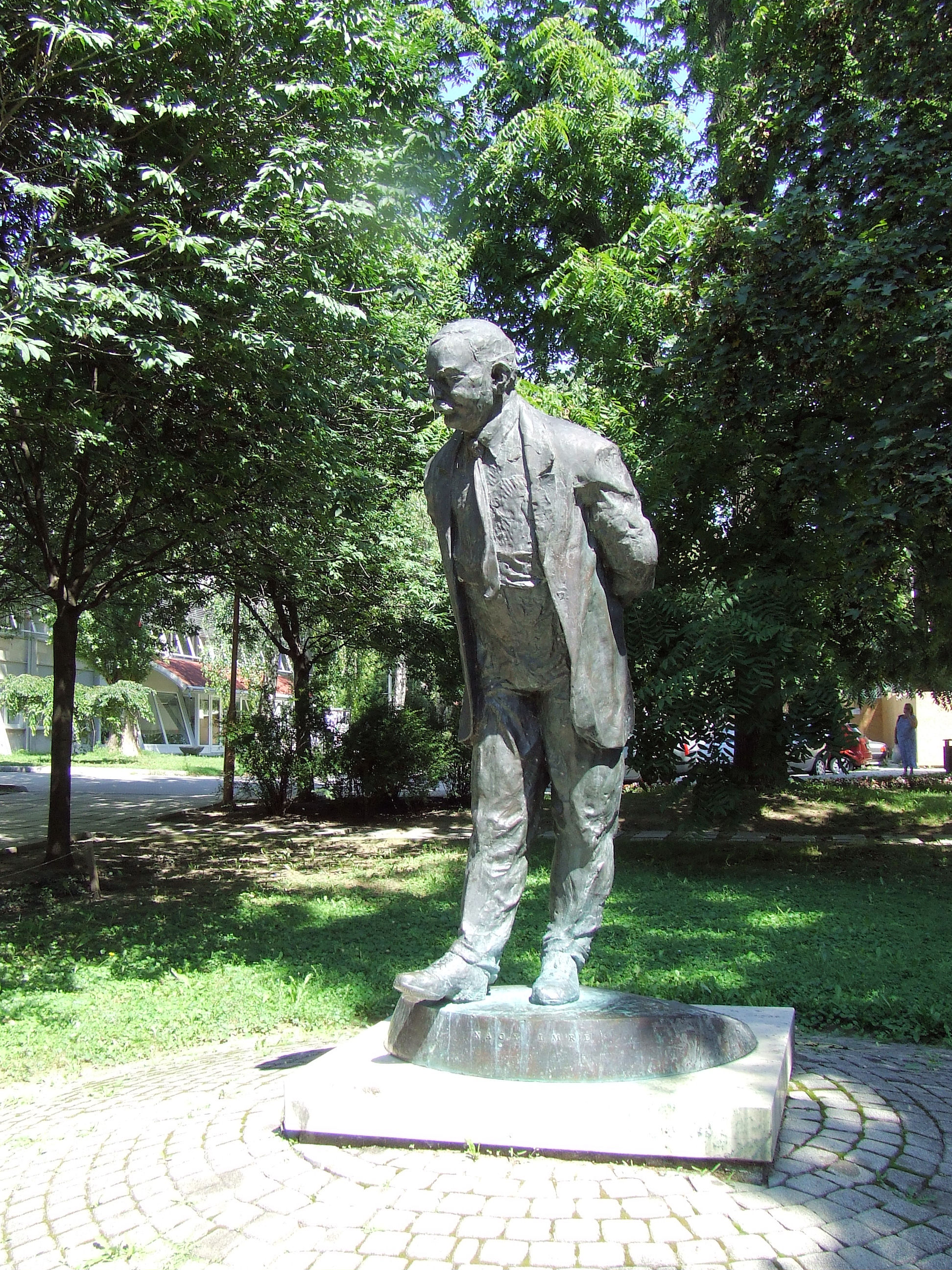
Nagy Imre volt miniszterelnök szobra

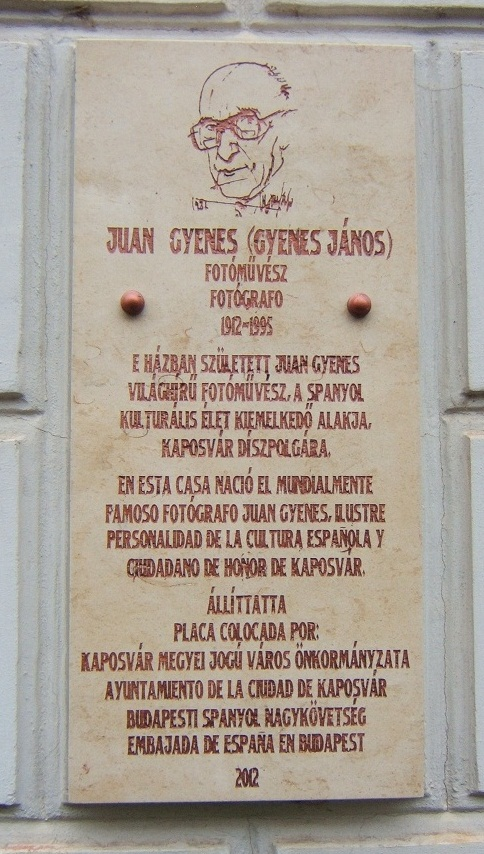
Juan Gyenes emléktáblája a szülőházán

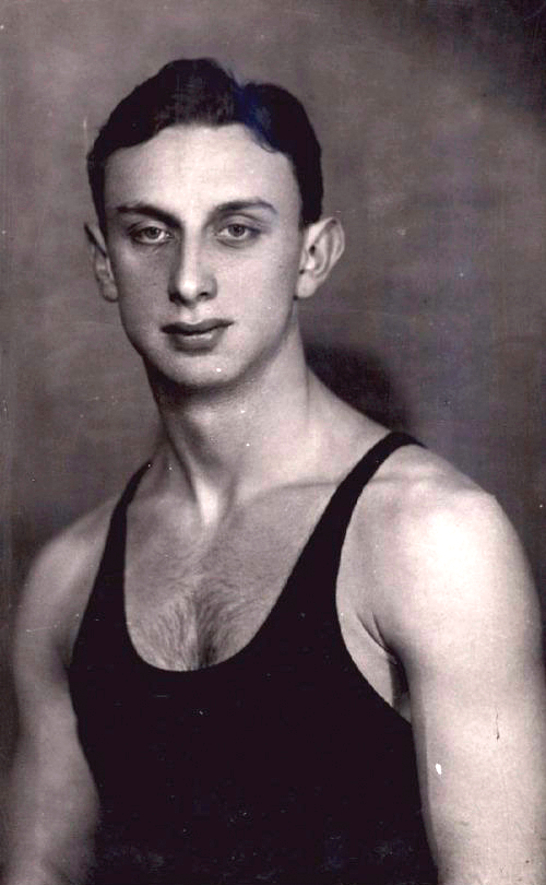
Csik Ferenc olimpiai bajnok úszó

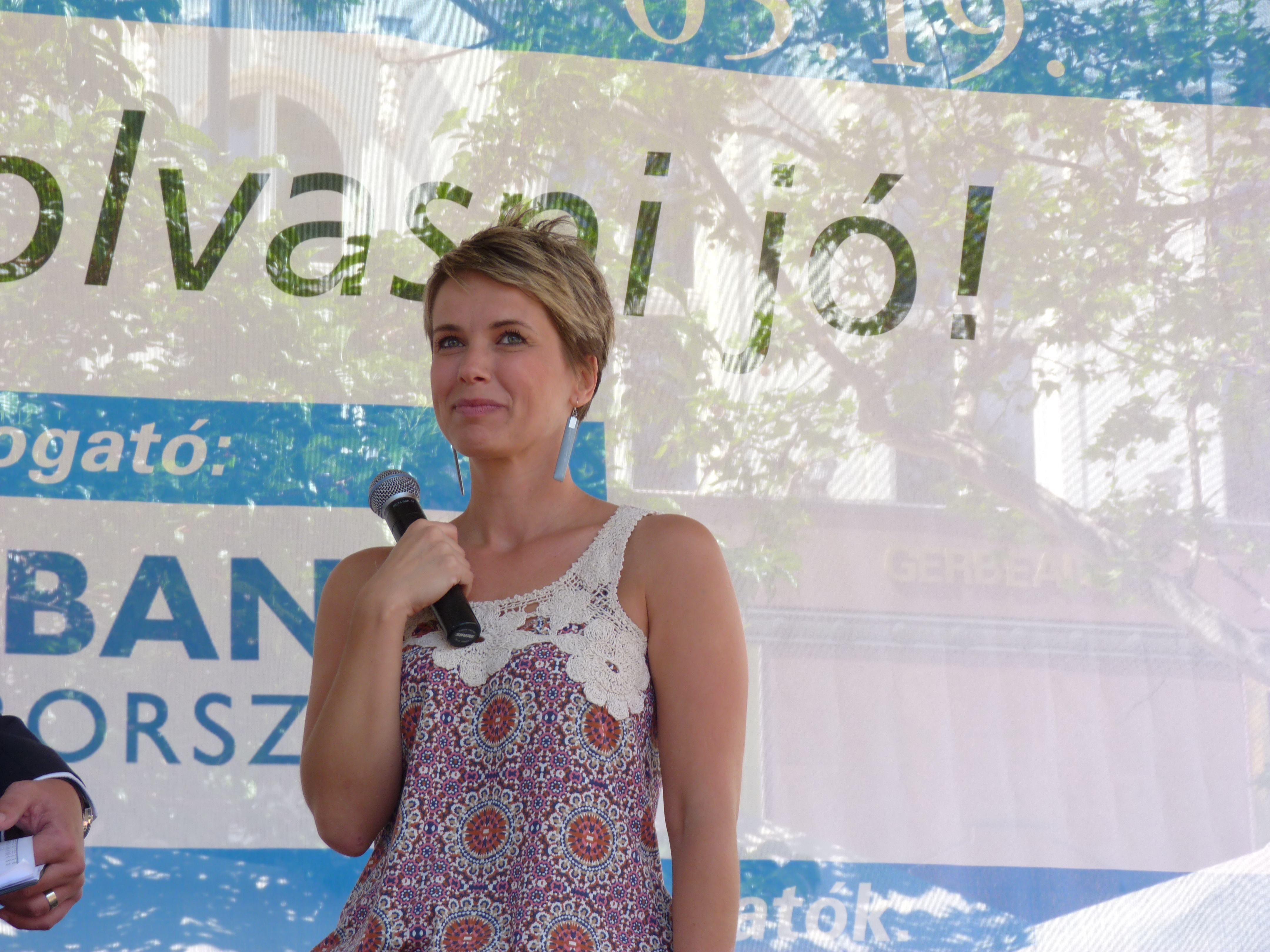
D. Tóth Kriszta a Sajtófesztiválon

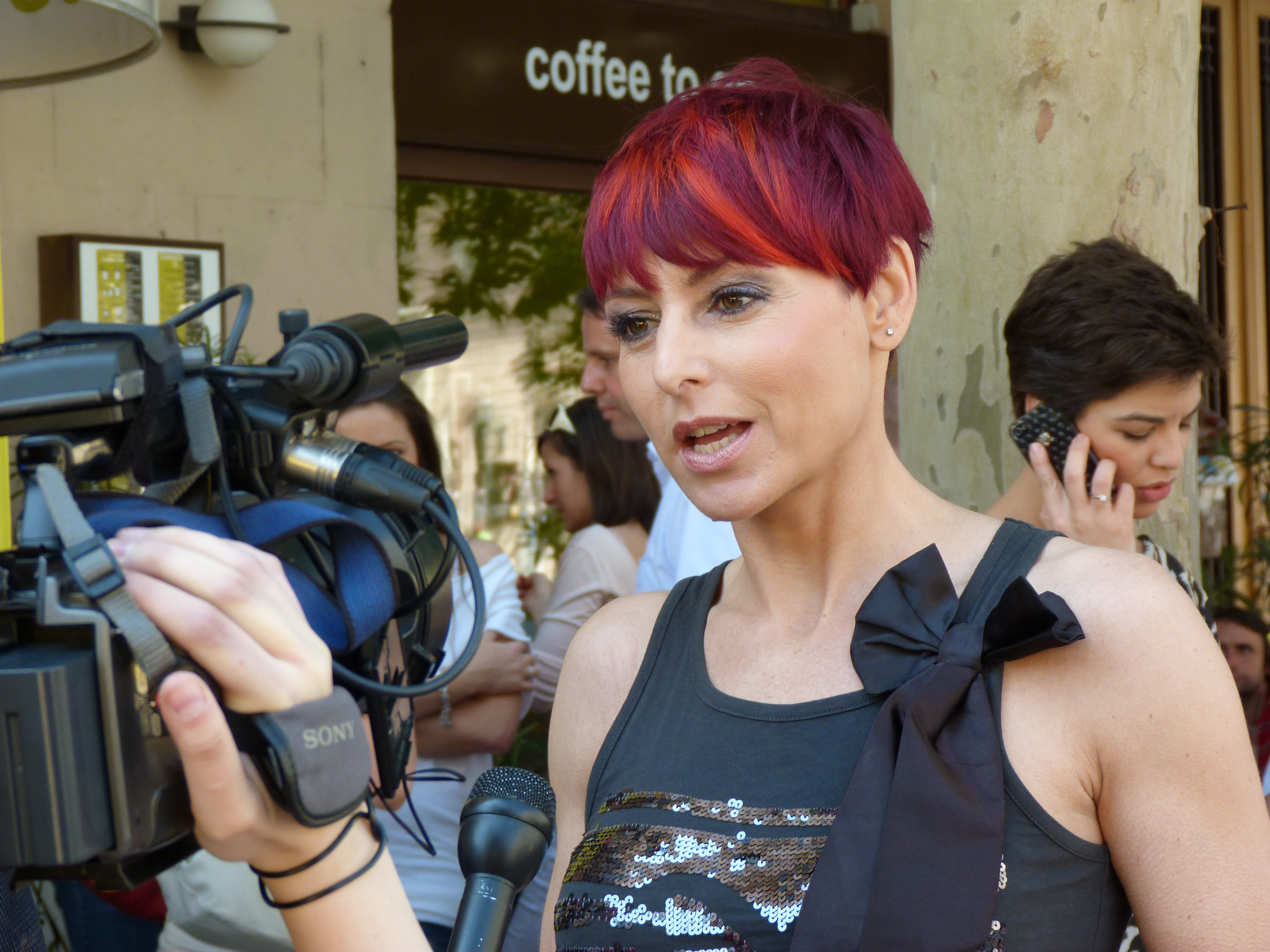
Erős Antónia

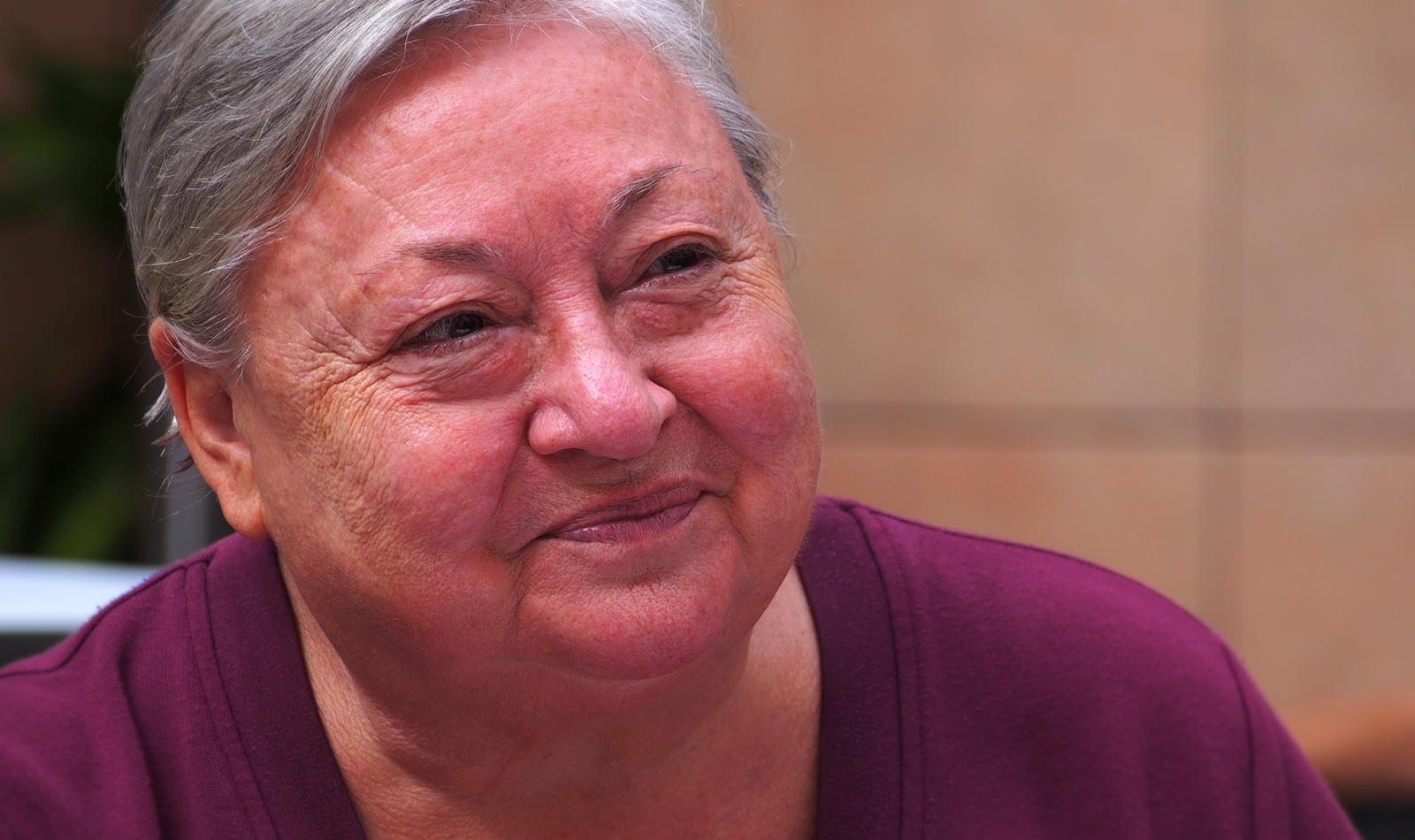
Molnár Piroska

### Kaposváron születtek
- 1800. február 2-án Abday Sándor színész
- 1805. május 23-án Záborszky Alajos ügyvéd, országgyűlési képviselő
- 1837. október 23-án Kaposi Mór bőrgyógyász, egyetemi tanár, a Kaposi-szarkóma első leírója
- 1842. október 9-én Kónyi Manó gyorsíró, publicista, az országgyűlés állandó gyorsíróhivatalának megszervezője 1865-ben Fenyvessy Adolffal
- 1861. május 23-án Rippl-Rónai József festőművész, grafikus
- 1864. szeptember 10-én Szalay Fruzina költő
- 1865. május 13-án Rippl-Rónai Ödön műgyűjtő, 1257 db-os hagyatéka 1990-től állandó kiállításon látható
- 1867. július 9-én Csillag Terka, született Stern Rézi magyar származású német színésznő.
- 1867. november 30-án Vaszary János festőművész, grafikus
- 1872. július 10-én[78] Sebestyén Károly, született Schosberger, színikritikus, irodalomtörténész, filozófiai író, műfordító; a Színművészeti Akadémia igazgatója (1928–1930), a Kisfaludy Társaság tagja (1929).
- 1874. április 4-én Marton Manó újságíró, szerkesztő, költő
- 1883. május 31-én Galimberti Sándor festőművész
- 1884. augusztus 7-én Réthi Aurél orvos, fül-orr-gégész, az orvostudományok doktora
- 1890. november 5. Ligeti Sándor, Auer  magyar szociológus, író, bankigazgató.
- 1893. szeptember 25-én Oszlányi Kornél vezérőrnagy, a Katonai Mária Terézia-rend Lovagkeresztjének és a Tiszti Arany Vitézségi Érem kitüntettje[79]
- 1894. május 23-án Somogyi Pál (1949-ig Steiner) költő, író.
- 1896. június 7-én Nagy Imre miniszterelnök, az 1956-os forradalom mártírja
- 1899. június 10-én Martyn Ferenc szobrász, festő, grafikus, illusztrátor és keramikus
- 1912. április 14-én Király Béla vezérezredes, Kaposvár első országgyűlési képviselője az 1-es választókörzetben, az MTA külső tagja
- 1912. október 21-én Juan Gyenes (Gyenes János), magyar származású fotóművész
- 1913. december 12-én Csik Ferenc olimpiai bajnok úszó
- 1915. január 17-én vitéz Merész László, Magyar Vitézségi Éremmel kitüntetett második világháborús hős[80]
- 1915. szeptember 4-én Lengyel Árpád olimpiai bronzérmes, Európa-bajnok úszó, jogász
- 1924. október 29. Haraszti János magyar állatorvos, egyetemi tanár, kutató, az MTA tagja
- 1929. augusztus 23-án Czibor Zoltán az Aranycsapat és a Barcelona labdarúgója
- 1931. május 9-én Kappéter István (1931-2021) pszichiáter, gyógypedagógus, ideg- elme- és pszichoterapeuta szakorvos, jövőkutató.

- 1932. május 6-án Bolvári Antal olimpiai bajnok vízilabdázó
- 1938. február 19-én Bors István Munkácsy Mihály-díjas szobrászművész
- 1943. március 11-én Lukáts Andor Kossuth- és Jászai Mari-díjas színész, rendező
- 1943. május 12-én Czipri Éva költő
- 1944. augusztus 1-jén Kemsei István költő
- 1944. szeptember 10-én Pogány Judit Kossuth-díjas színművész, a Nemzet Színésze
- 1945. augusztus 31-én Pfeffer Anna olimpiai ezüstérmes, világbajnok kajakozó
- 1948. április 1-jén Gyenesei István, magyar politikus, országgyűlési képviselő, önkormányzati miniszter
- 1953. március 26-án Frankl Péter matematikus, az MTA külső tagja
- 1955. május 26-án Kollár László vegyészmérnök, az MTA levelező tagja, egyetemi tanár
- 1956. június 25-én Németh György magyar ókortörténész, klasszika-filológus, az MTA doktora
- 1956. október 27-én Szita Károly magyar politikus (Fidesz–KDNP), a város polgármestere (1994–)
- 1960. október 3-án Ivancsics Ilona színművész
- 1961. május 22-én Faragó Béla zeneszerző
- 1965. április 18-án Rozsos Gábor költő
- 1967. szeptember 10-én Őszi Zoltán grafikus, illusztrátor
- 1969. január 20-án Molnár Csilla szépségkirálynő
- 1969. augusztus 5-én Ujláb Tamás színész
- 1970. május 27-én Varga Klári színésznő
- 1970. május 27-én Varga Zsuzsa színésznő
- 1971. február 28-án Homonnay Zsolt színész
- 1975. február 1-jén D. Tóth Kriszta, műsorvezető, újságíró, a közszolgálati televízió munkatársa
- 1976. március 10-én Szvath Tamás színész
- 1977. szeptember 20-án Waltner Róbert válogatott labdarúgó
- 1980. június 29-én Kiss Norbert világbajnok válogatott tekéző
- 1983. március 9-én ifj. Németh Kornél motokrosszversenyző
- 1984. október 9-én Szabó Kimmel Tamás színész, műsorvezető
- 1984. augusztus 1-én Király Róbert Belián siketlimpiai bajnok vízilabdázó
- 1984. december 8-án Jovánczai Zoltán magyar labdarúgó, csatár
- 1986. április 22-én Gyenesei Leila olimpikon
- 1991. február 24-én Kovács Zsófia világbajnok uszonyosúszó
- 1991. december 17-én Magyar Bálint válogatott röplabdázó
- 1993. március 4-én Koltai-Nagy Balázs színész

### Kaposváron éltek vagy élnek
- Ascher Tamás rendező
- Avar István válogatott labdarúgó
- Babarczy László rendező, színházigazgató, egyetemi tanár
- Básti Juli színművész
- Bene Ferenc olimpiai bajnok labdarúgó, a Kaposvári Rákóczi FC labdarúgó akadémiájának névadója
- Bernáth Aurél festőművész, grafikus, művészpedagógus, művészeti író
- Bezerédi Zoltán színművész, filmrendező
- Cey-Bert Róbert író, pszichoszociológus, ételtörténész, egyetemi tanár
- Csákányi Eszter színművész
- Csapó Virág színművész
- Csernák Árpád író, színész
- Csonka Ibolya színésznő
- Csorba József (Nagyszőlős, 1789. január 11. – Pest, 1858. november 23.) – orvos, Somogy vármegye főorvosa, ő létesítette Kaposváron a megyei kórházat, mely 1844-ben nyílt meg.
- Csurka László színművész, rendező
- Druzsin Ferenc irodalomtörténész
- Eörsi István író, költő, műfordító, publicista
- Eperjes Károly színművész
- Erős Antónia pedagógus, újságíró, műsorvezető
- Fekete István író
- Fésűs Éva meseíró
- Frankl József bőrgyógyász professzor, kandidátus, kutatóorvos, meseíró
- Gothár Péter filmrendező, forgatókönyvíró, egyetemi tanár
- Gönczi Ferenc tanító, néprajzkutató, a Rippl-Rónai Múzeum vezetője
- Gubás Gabi színművész
- Helyey László színművész
- Honty Márta iparművész, Bors István szobrászművész felesége
- Jordán Tamás színművész, rendező, színigazgató
- Kárász Róbert műsorvezető
- Kelemen József színész, rendező, egyetemi tanár
- Kisfaludy Atala költőnő, a Petőfi Társaság tagja
- Kokas Katalin hegedű- és brácsaművész
- Kolber István egykori miniszter, országgyűlési képviselő
- Koltai Róbert színművész
- Komáromi Gabriella irodalomtörténész
- Komor István rendező, színházigazgató
- Kristóf Katalin énekesnő
- Kulka János színművész
- Kunffy Lajos festőművész
- Lamperth Mónika egykori belügyminiszter, országgyűlési képviselő
- Lamping József építész
- Latinka Sándor kommunista politikus
- Lázár Kati színművész
- Litvai Nelli dramaturg, író, műfordító
- Lukáts Andor színművész, rendező, egyetemi tanár
- Majsai-Nyilas Tünde színművész
- Máté Gábor színművész, színházigazgató
- Mátrai Márta az Országgyűlés háznagya, országgyűlési képviselő
- Mihályi Győző színművész
- Mohácsi János rendező
- Molnár Piroska színművész
- Mucsi Sándor színész, magánénekes
- Olsavszky Éva színművész
- Parti Nagy Lajos költő, drámaíró, szerkesztő
- Pauer Gyula szobrász, látványtervező, képzőművész
- Pálfy Alice színművész
- Rátóti Zoltán színművész, színházigazgató
- Schwajda György színházigazgató
- Selmeczi György zeneszerző
- Šwierkiewicz Róbert Munkácsy Mihály-díjas grafikus, festő, szobrász
- Szabó Mónika karmester
- Szász Endre képzőművész
- Szentmártoni Béla amatőrcsillagász, az ALBIREO Amatőrcsillagász Klub megalapítója, róla nevezték el a 3427 Szentmártoni kisbolygót
- Szécsi Zoltán háromszoros olimpiai bajnok vízilabdázó
- Szokolay Ottó színművész
- Szvoboda Bence motokrosszversenyző
- Tordy Géza színművész, rendező
- Ungvári Károly festőművész
- Zsámbéki Gábor rendező, a Budapesti Katona József Színház alapító tagja

## Kaposvárhoz kötődő zenei együttesek

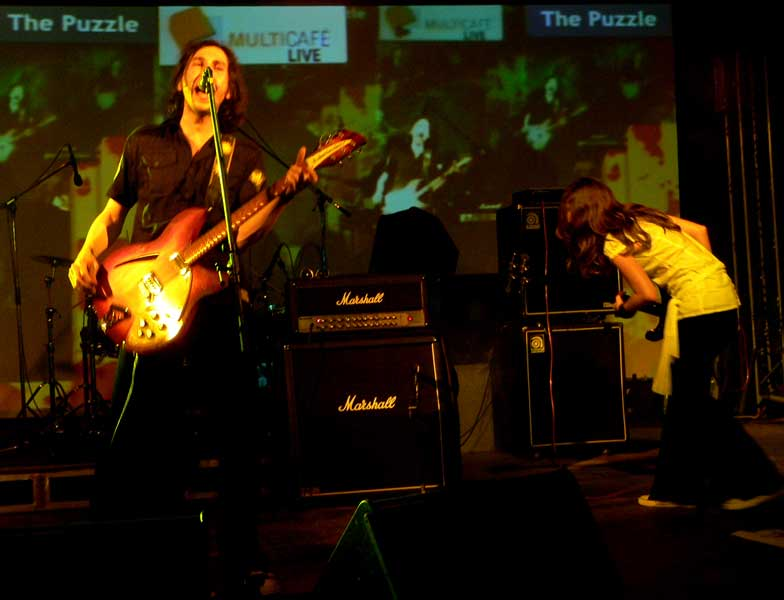
The Puzzle

- AD Studio
- Boys on the Docks
- Catfood
- Club Gangsters
- Éhező Apácák
- Első Emelet
- Gerebje
- Hellions
- Peron
- Punk-tum[81]
- Punnyadó Cefre
- Republic
- Sick Room
- Stream
- Sustain
- The Puzzle
- Vészkijárat
- Žagar

## Testvér- és partnervárosai
- Bath, Egyesült Királyság
- Cần Thơ, Vietnám[82]
- Csíkszereda, Románia
- Darhan, Mongólia
- Glinde, Németország
- Kapronca, Horvátország
- Mostar, Bosznia-Hercegovina
- Rauma, Finnország
- Saint-Sébastien-sur-Loire, Franciaország
- Schio, Olaszország
- Tver, Oroszország
- Üsküdar, Törökország[83]
- Villach, Ausztria

## Képek

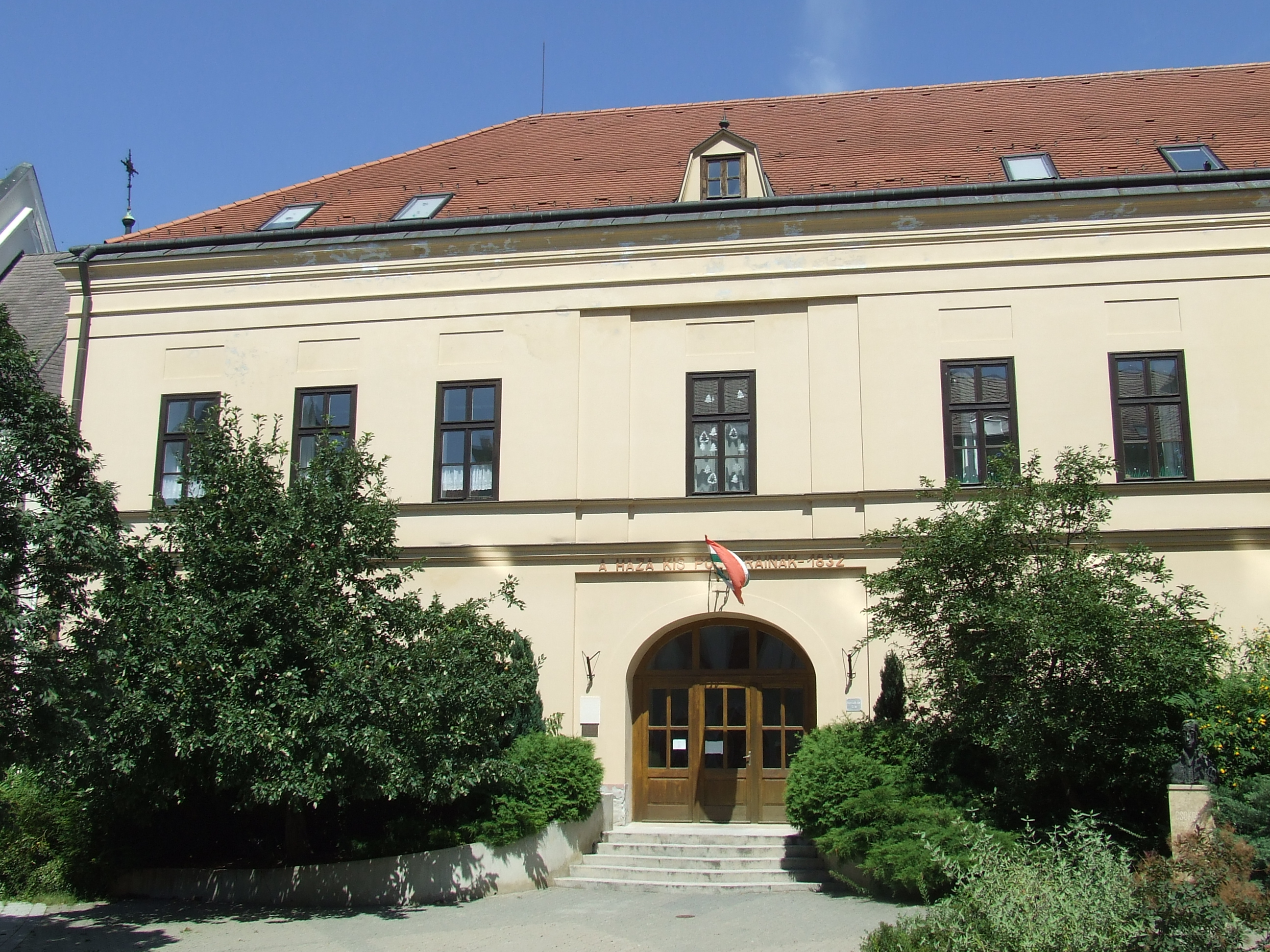
A „Haza kis polgárainak” emelt épület
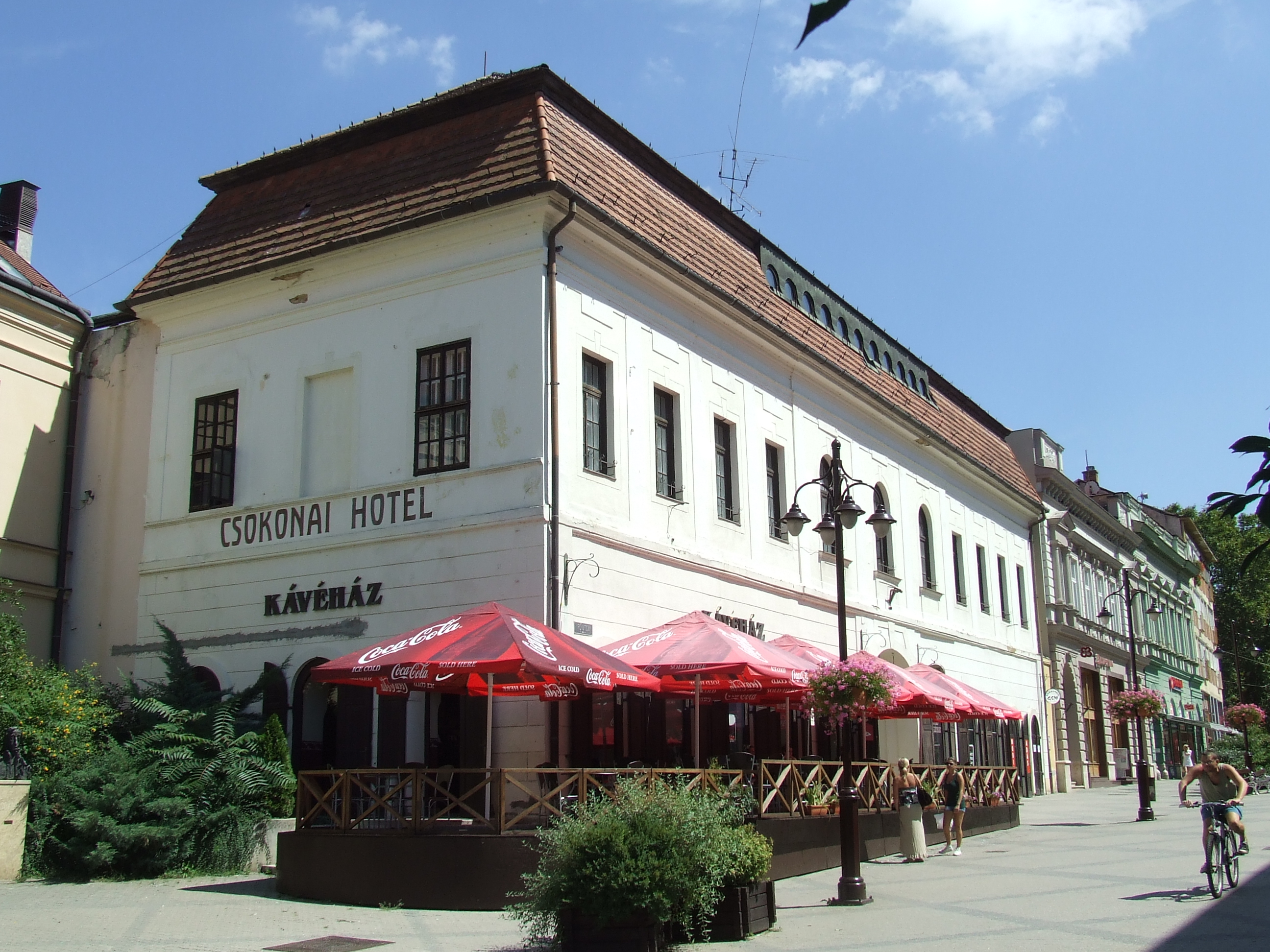
A Dorottya-ház a sétálóutca elején
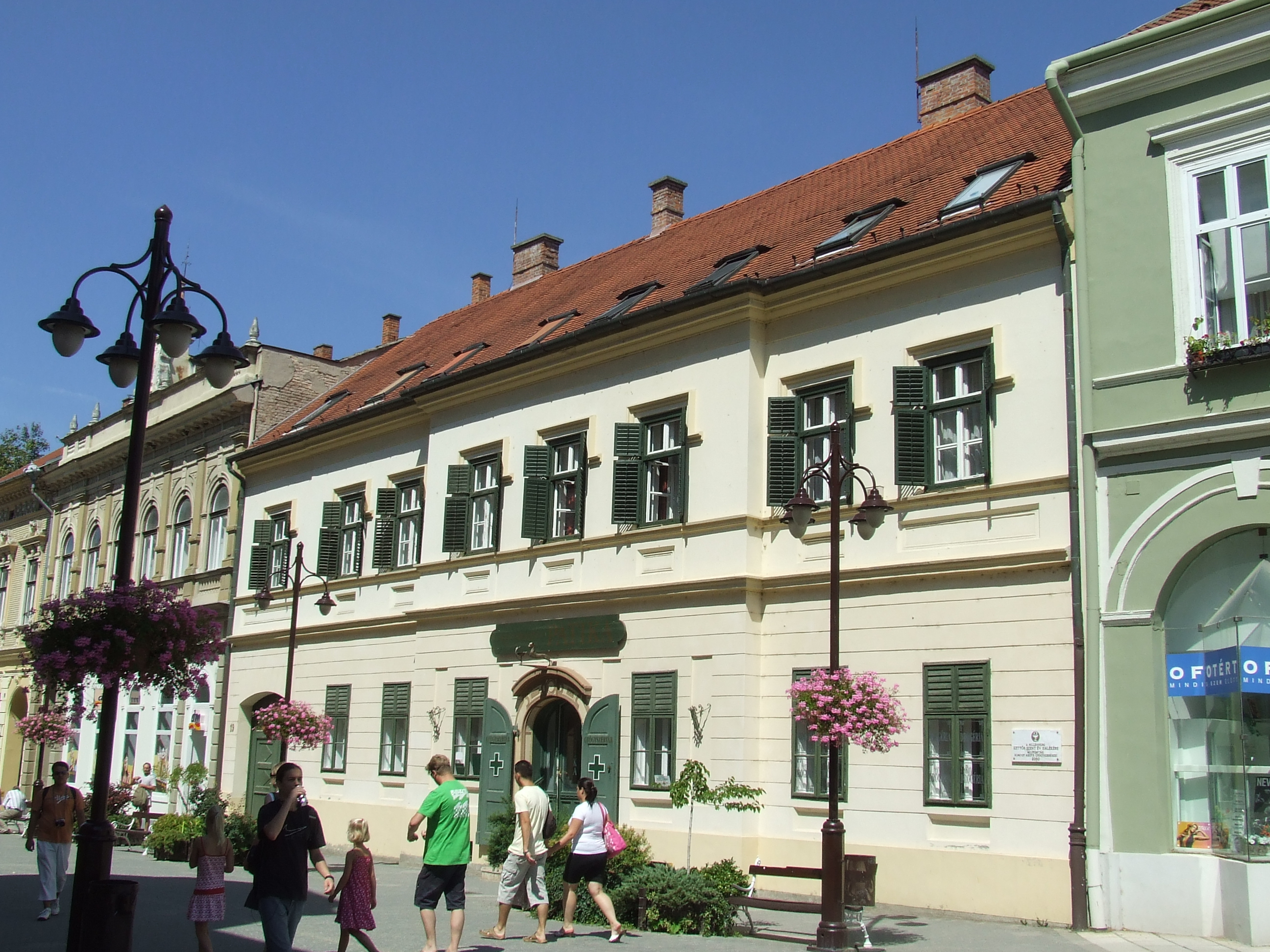
A sétálóutca
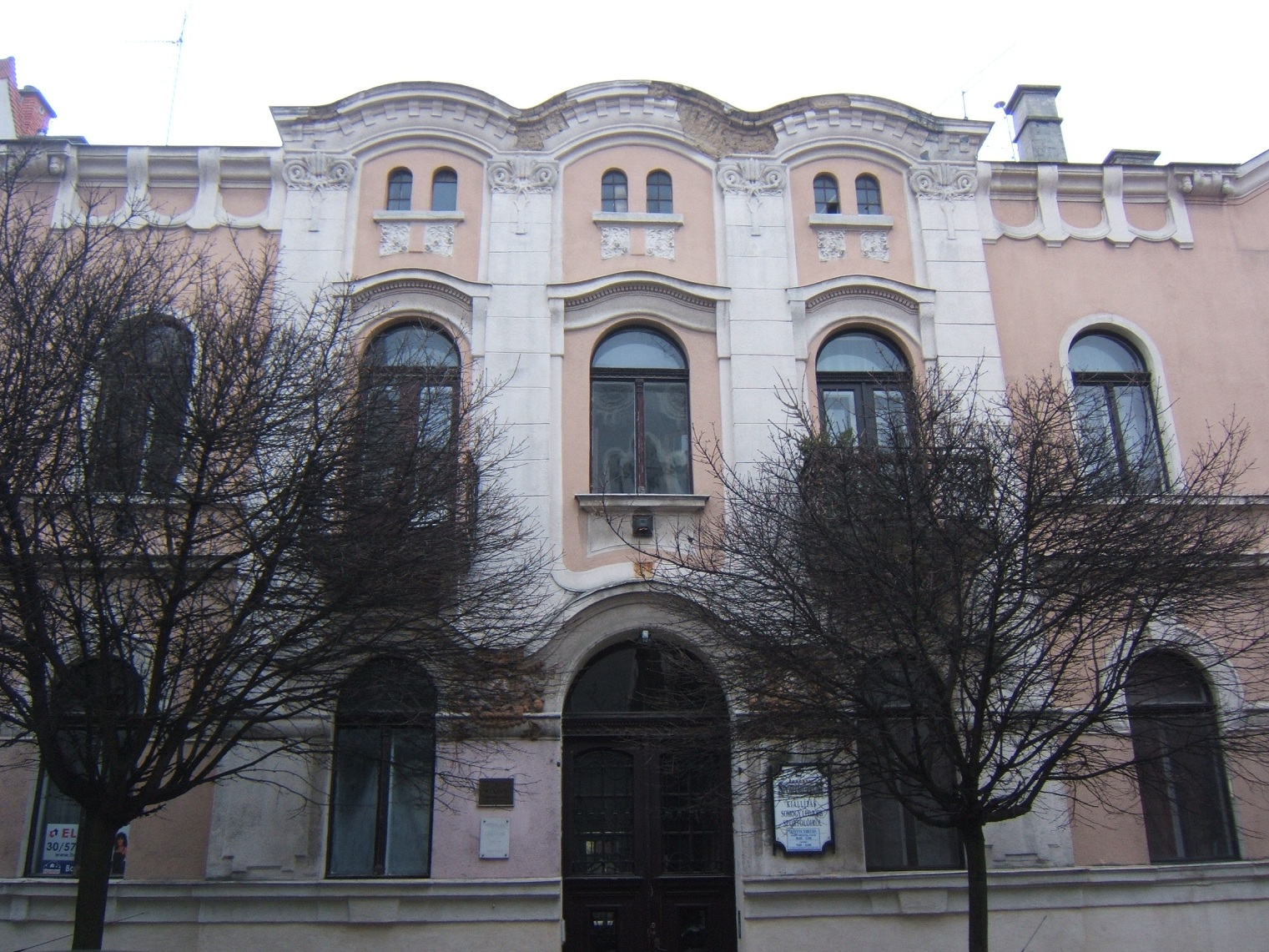
Jellegzetes belvárosi épület
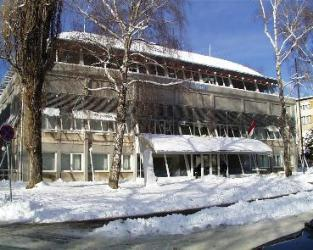
A Takáts Gyula Vármegyei Hatókörű Városi Könyvtár
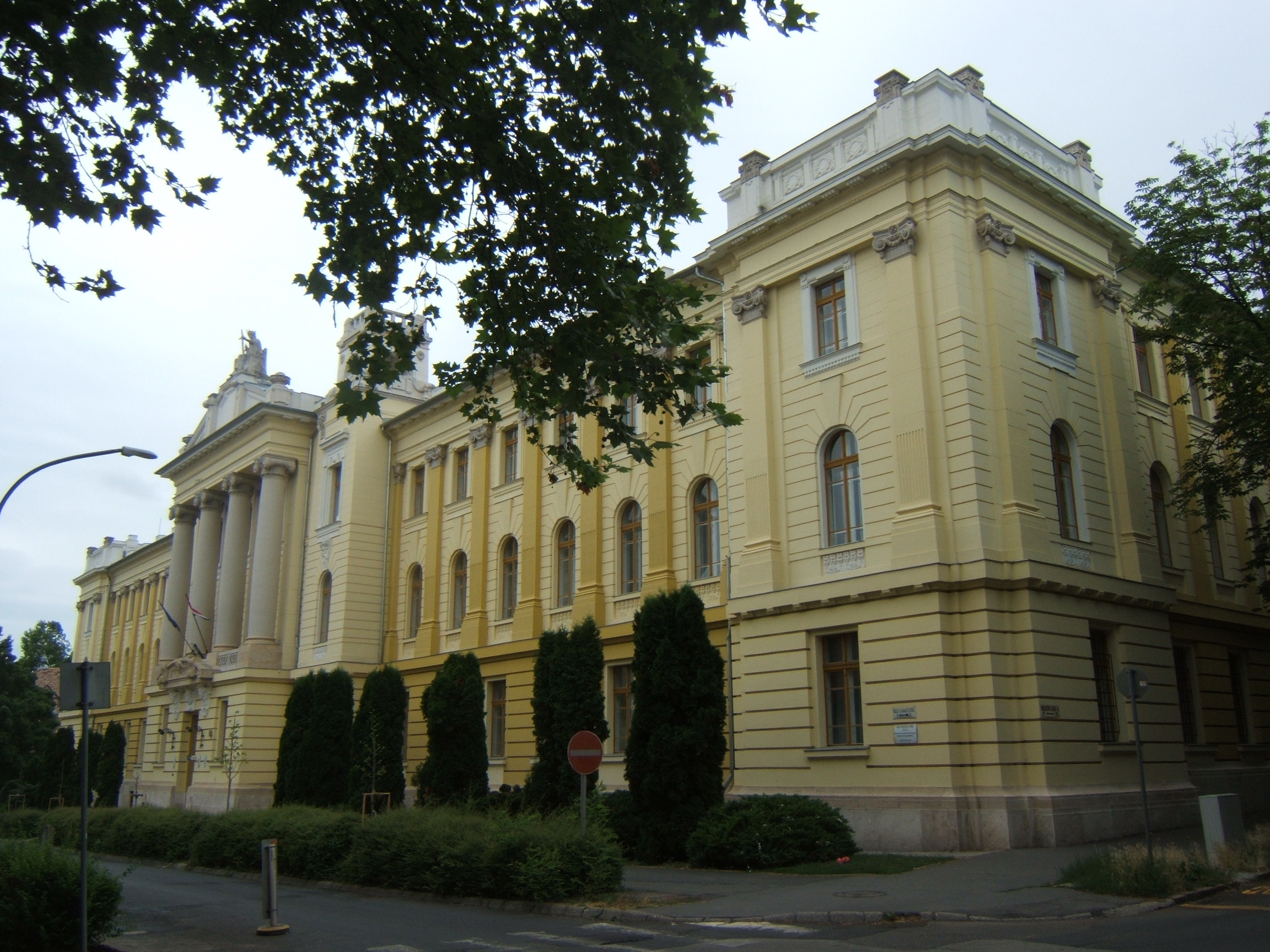
Az Igazságügyi palota
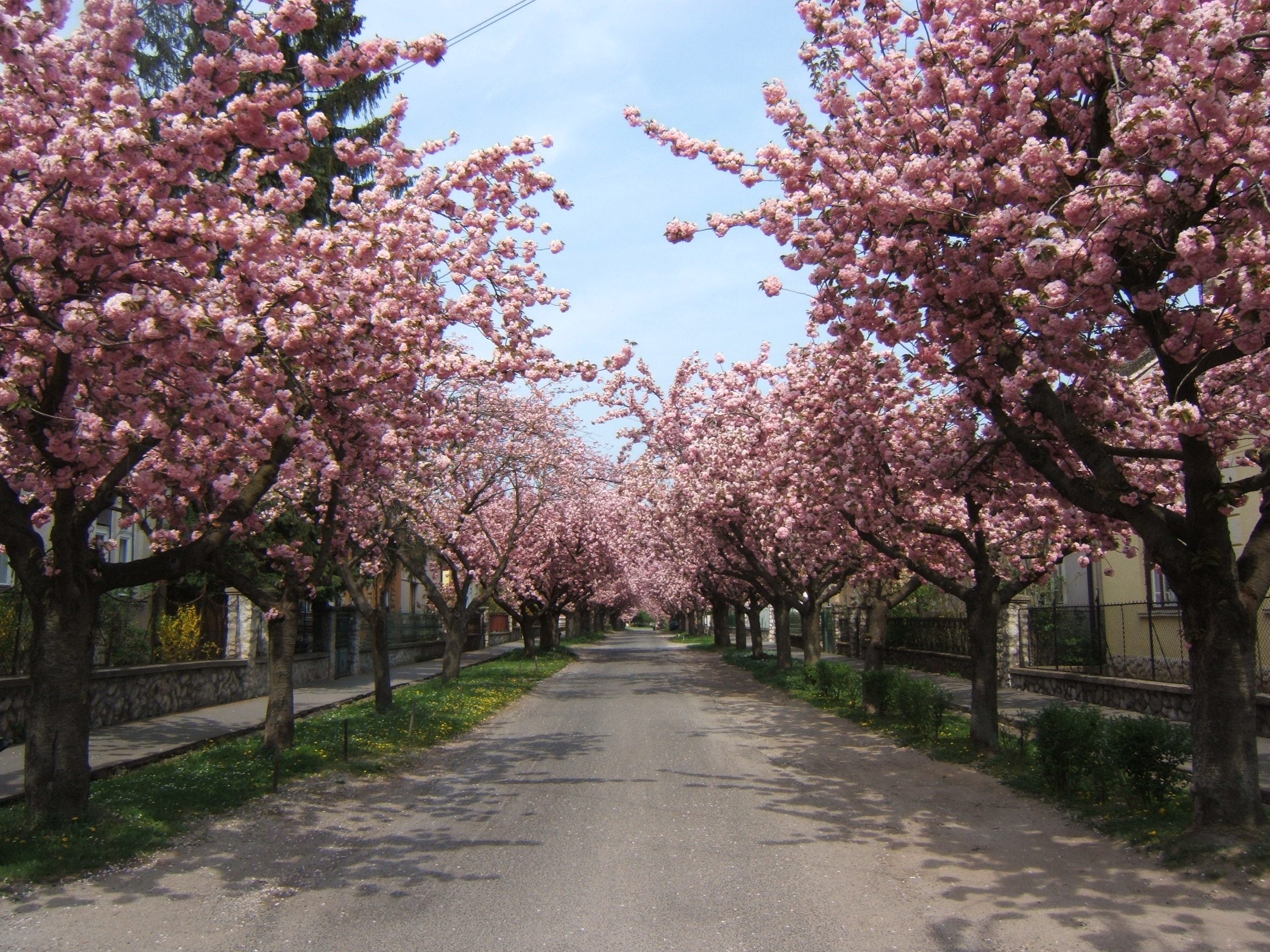
A Temesvár utca a Tisztviselőtelepen
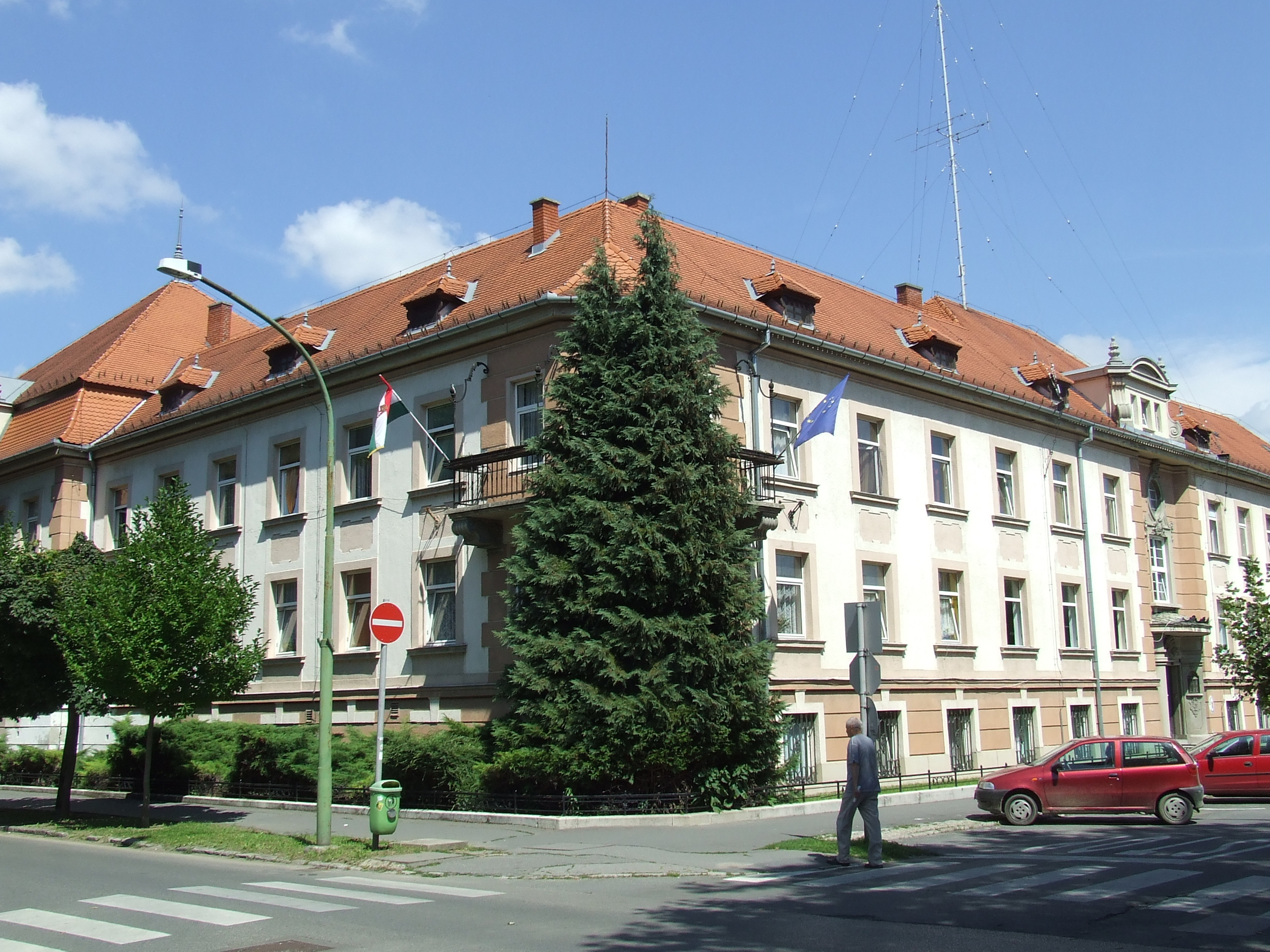
A Kaposvári Rendőrkapitányság épülete
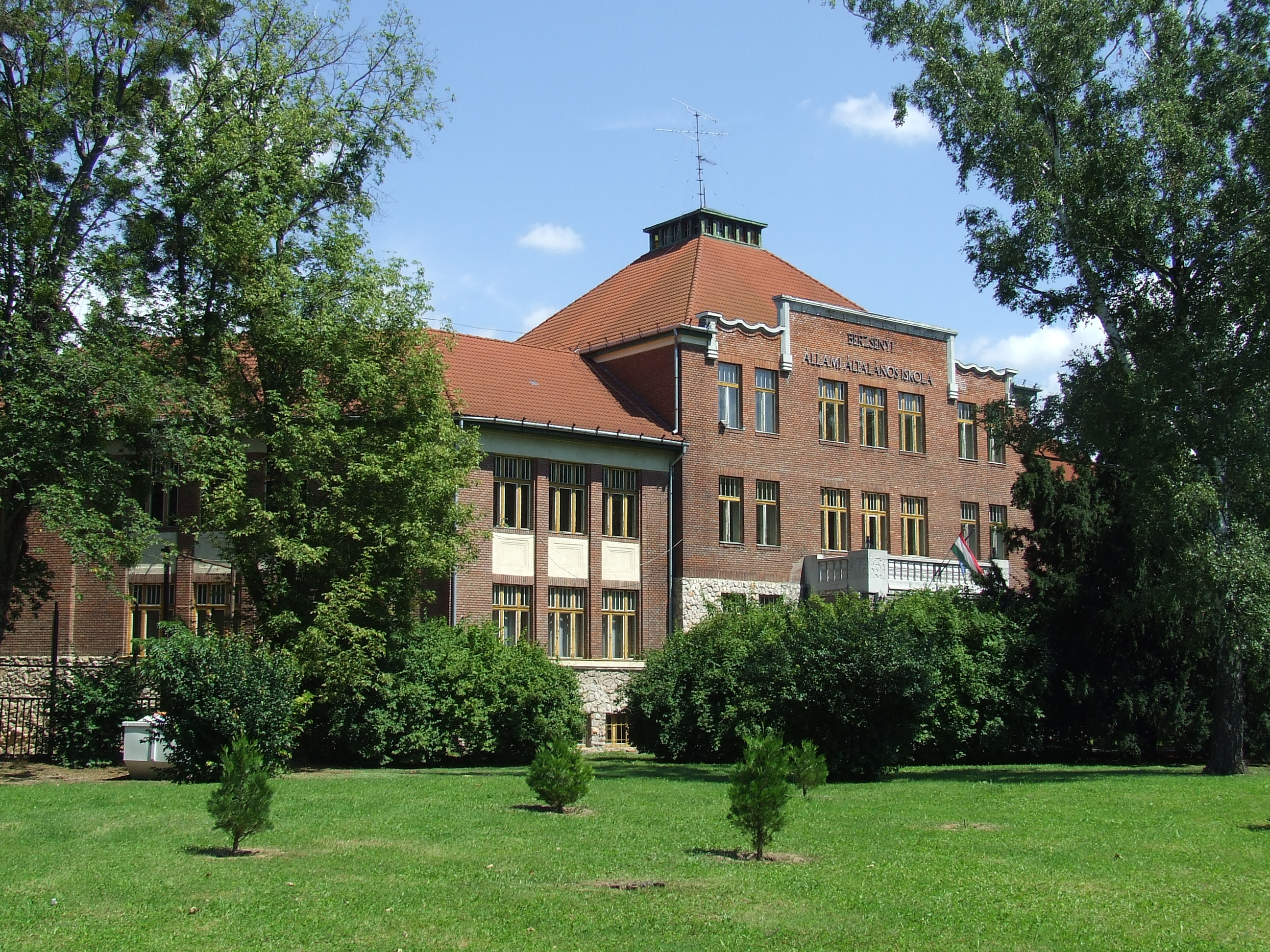
A Berzsenyi Dániel Általános Iskola
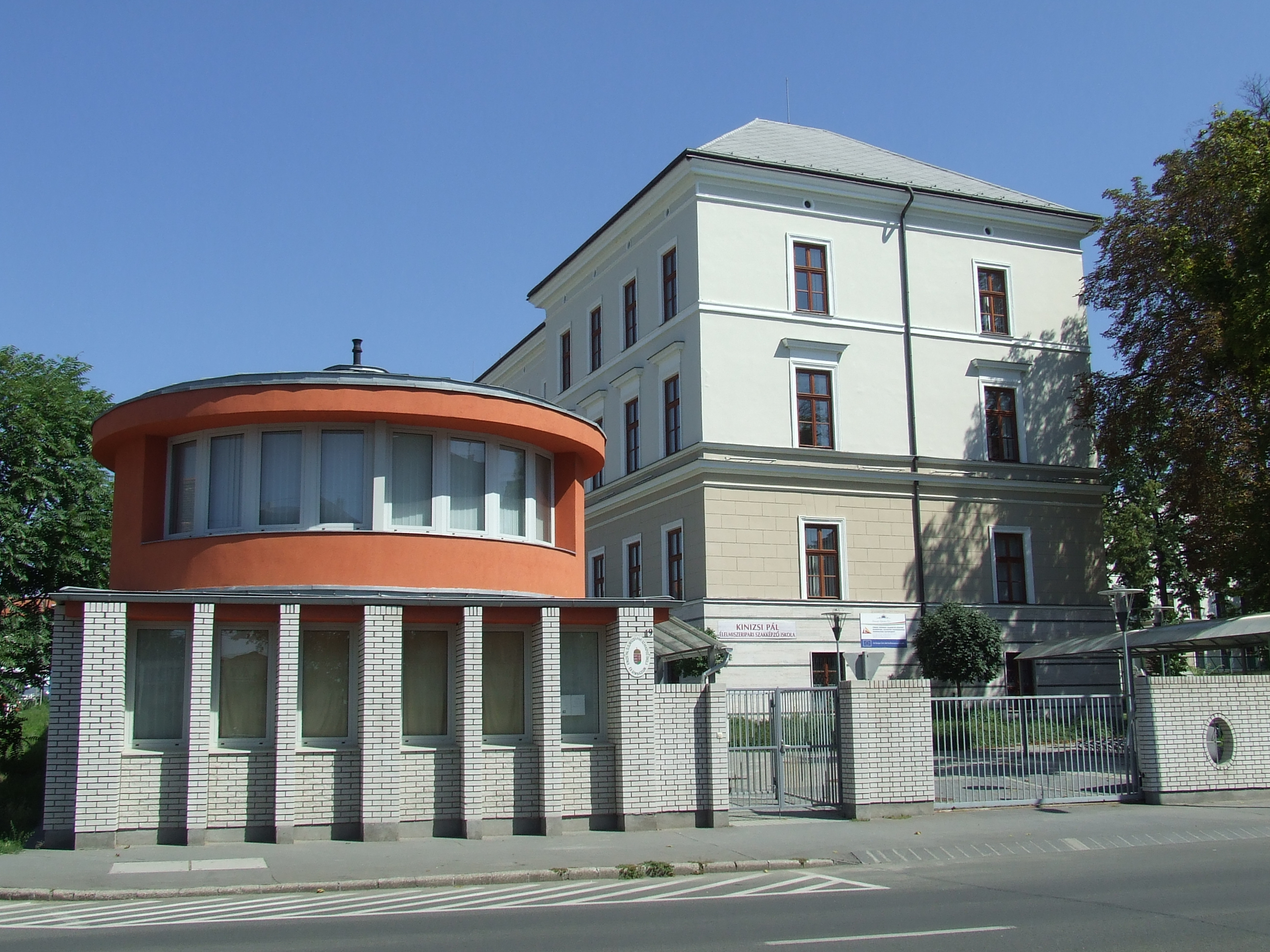
A Kinizsi Pál Élelmiszeripari Szakképző Iskola
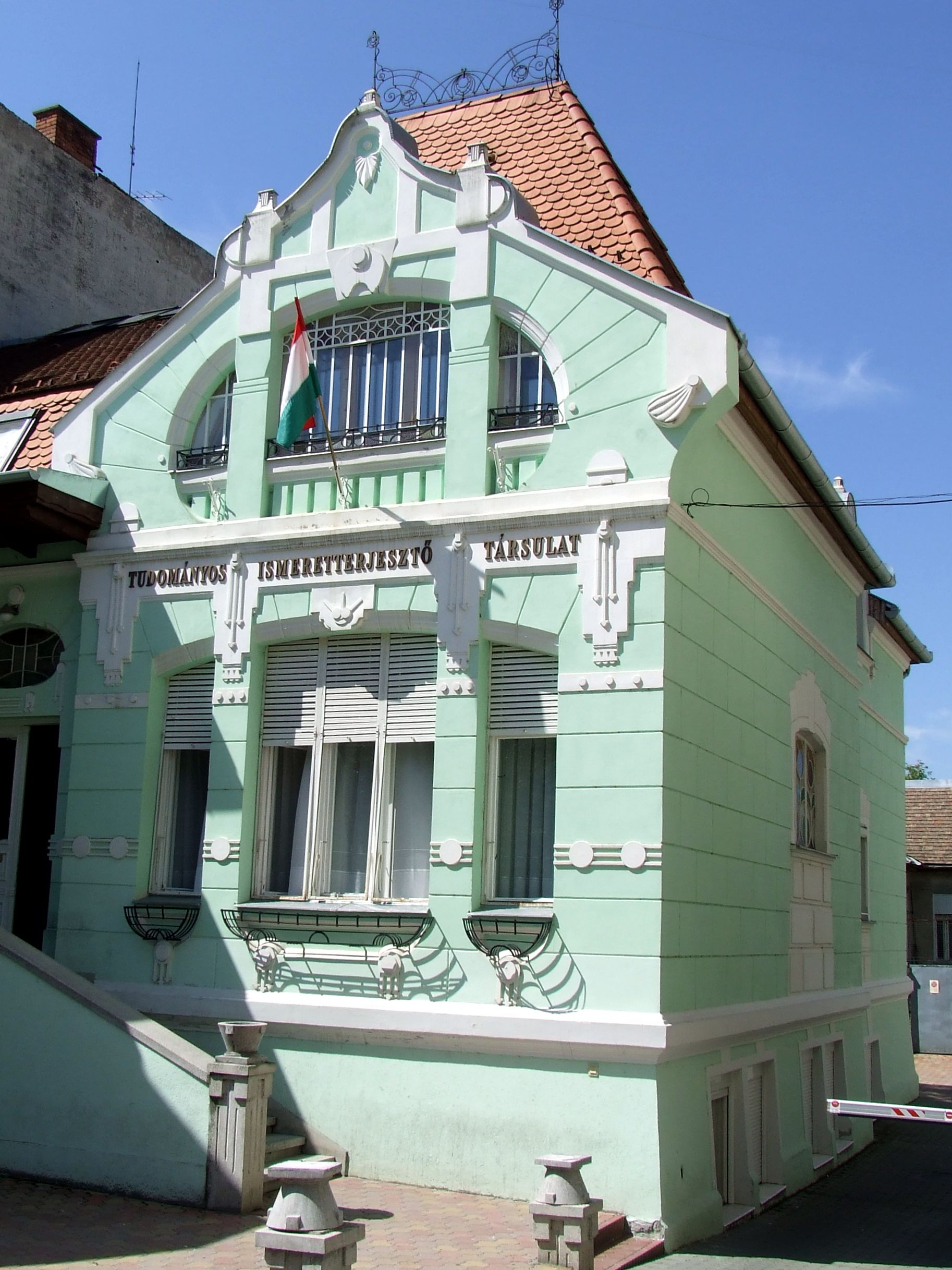
A Tudományos Ismeretterjesztő Társulat
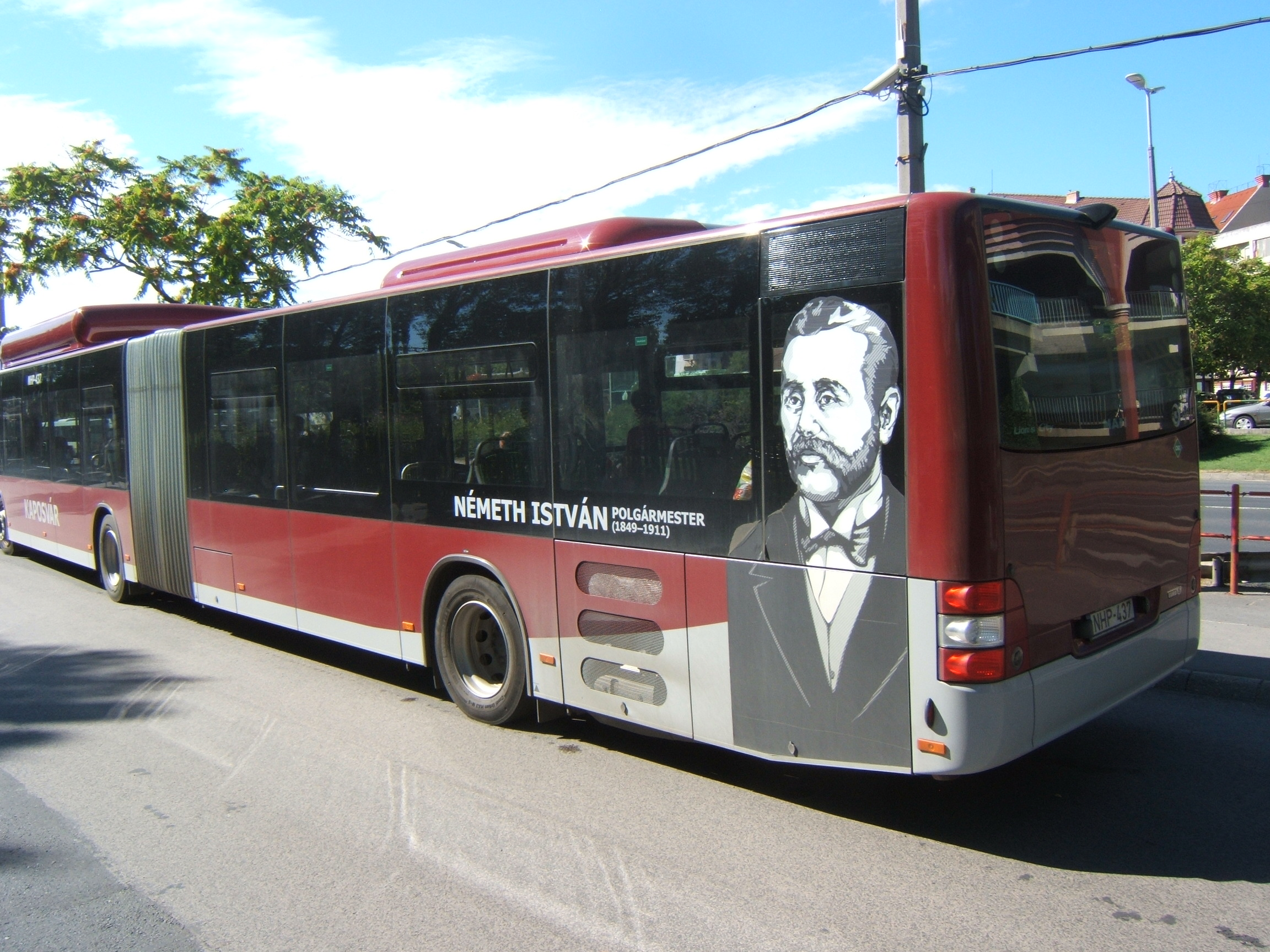
Egy helyi járatú autóbusz
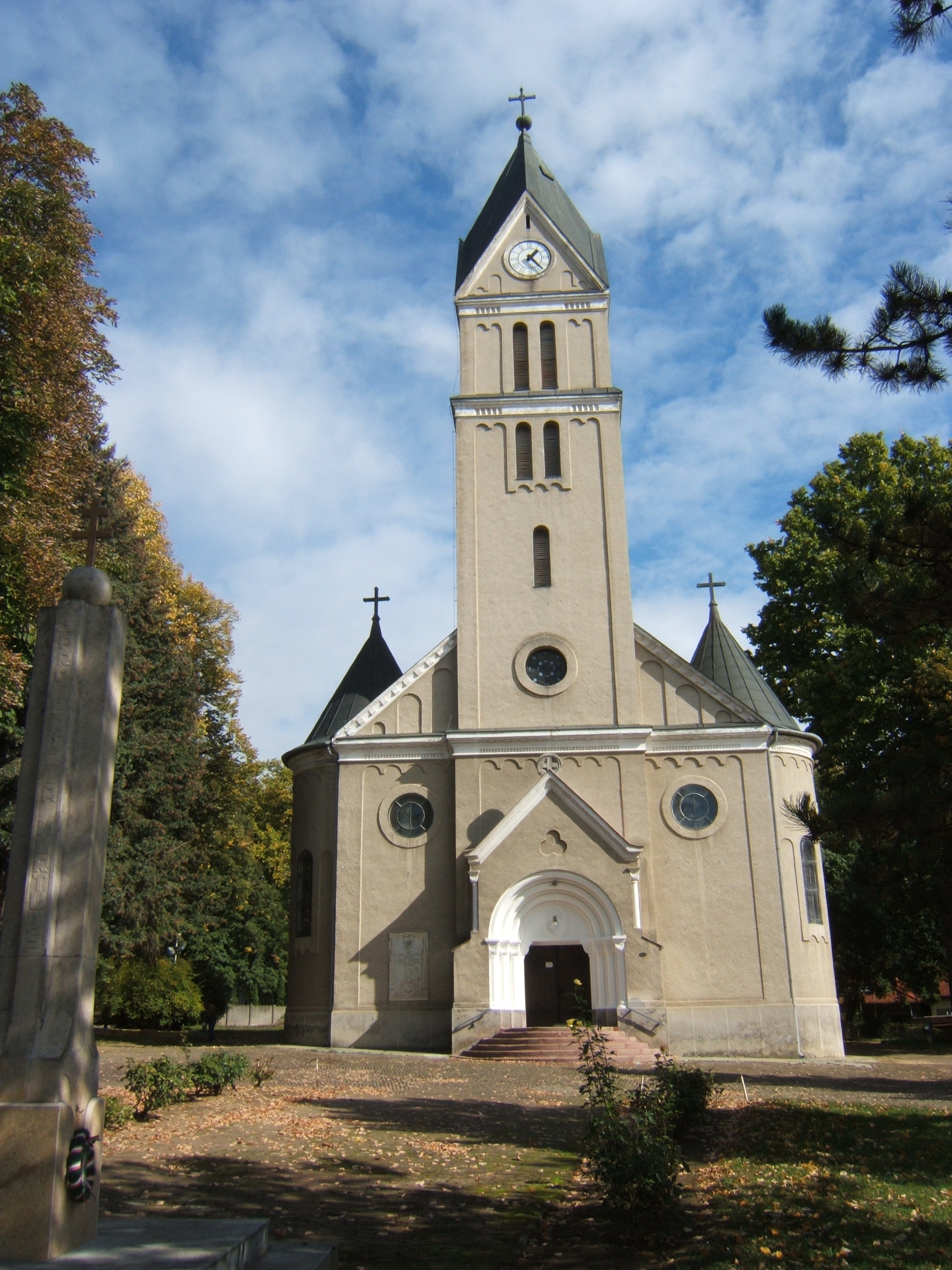
A Hősök temploma a Keleti városrészben
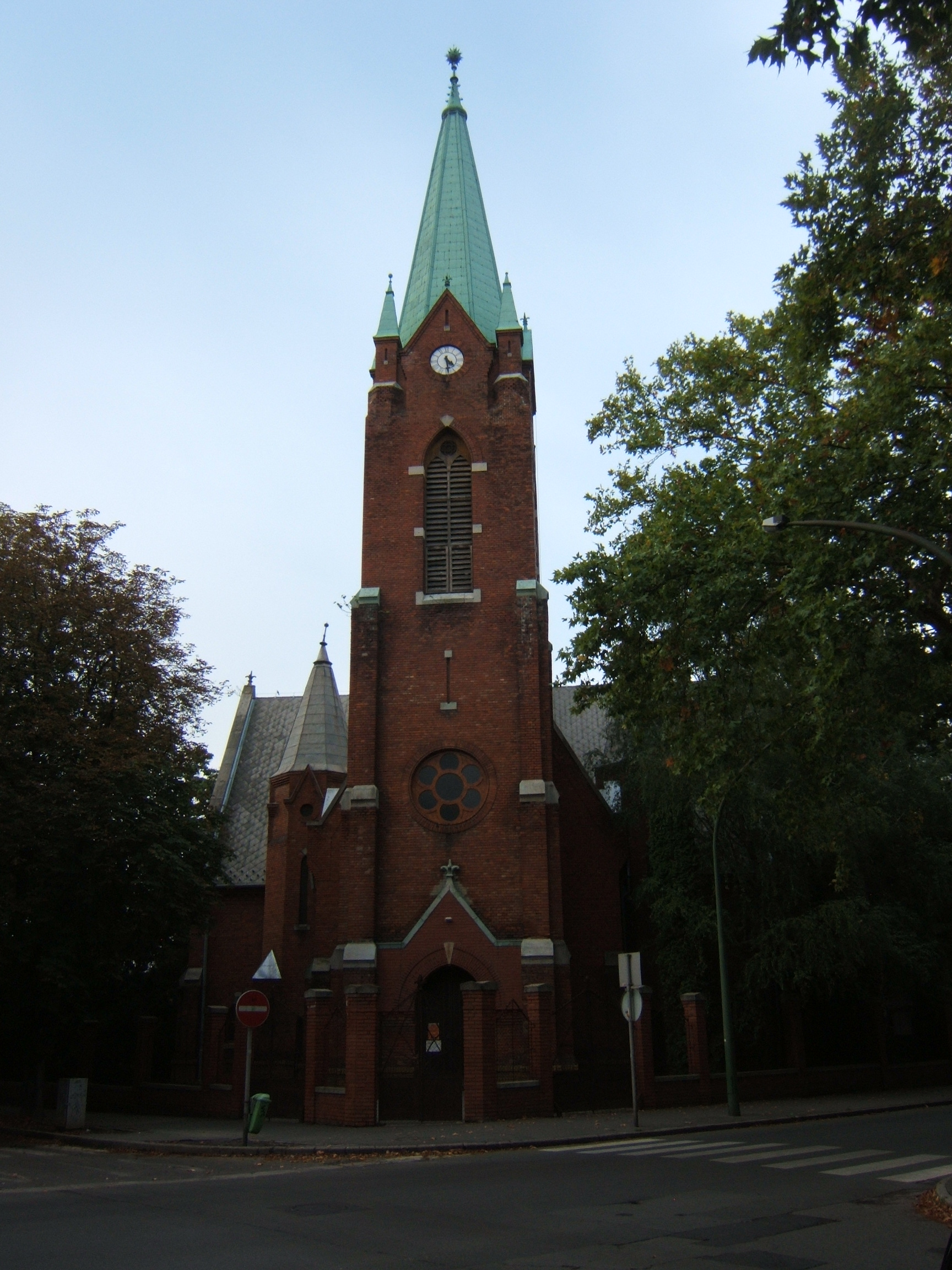
A református templom
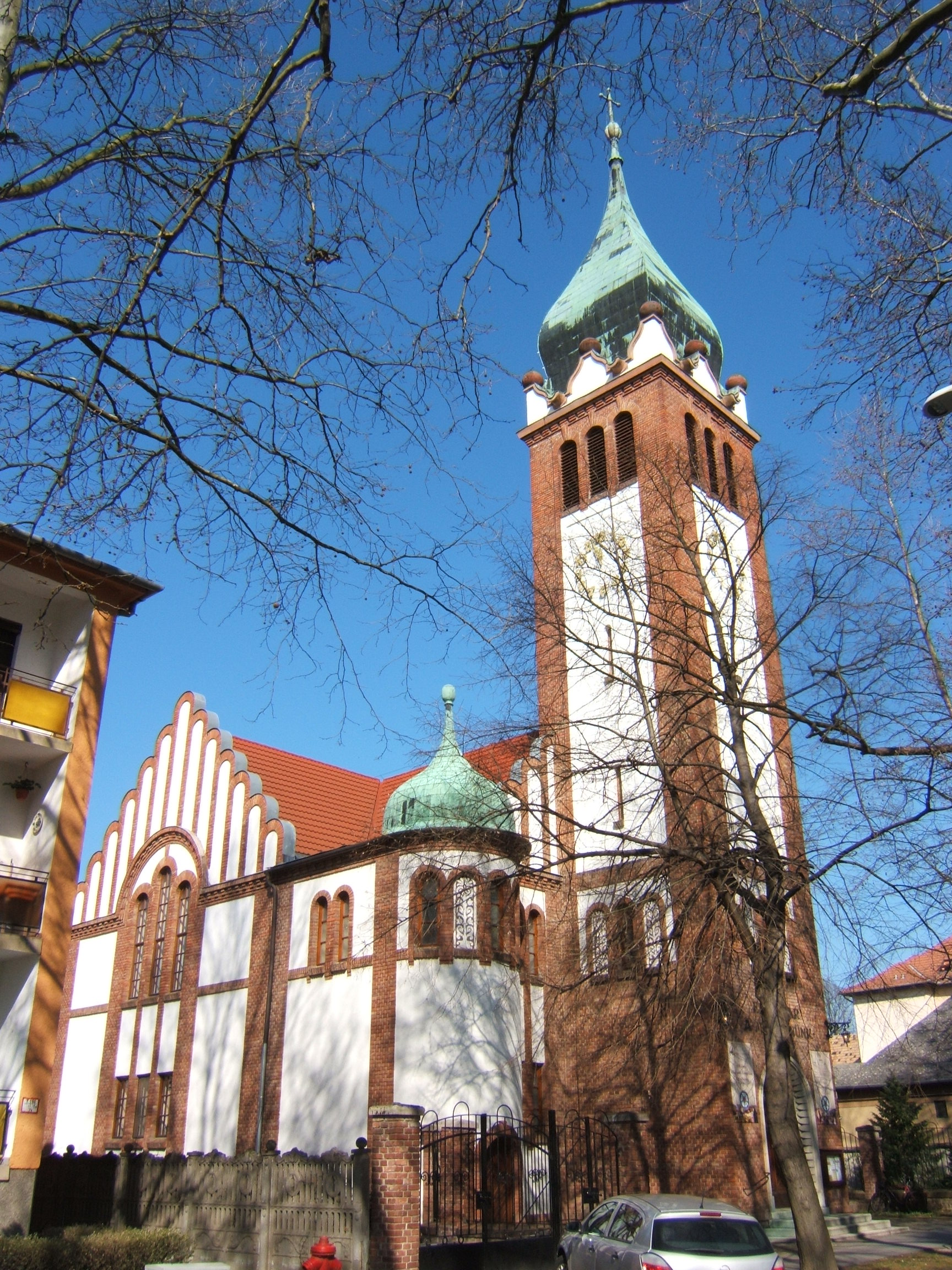
Az evangélikus templom
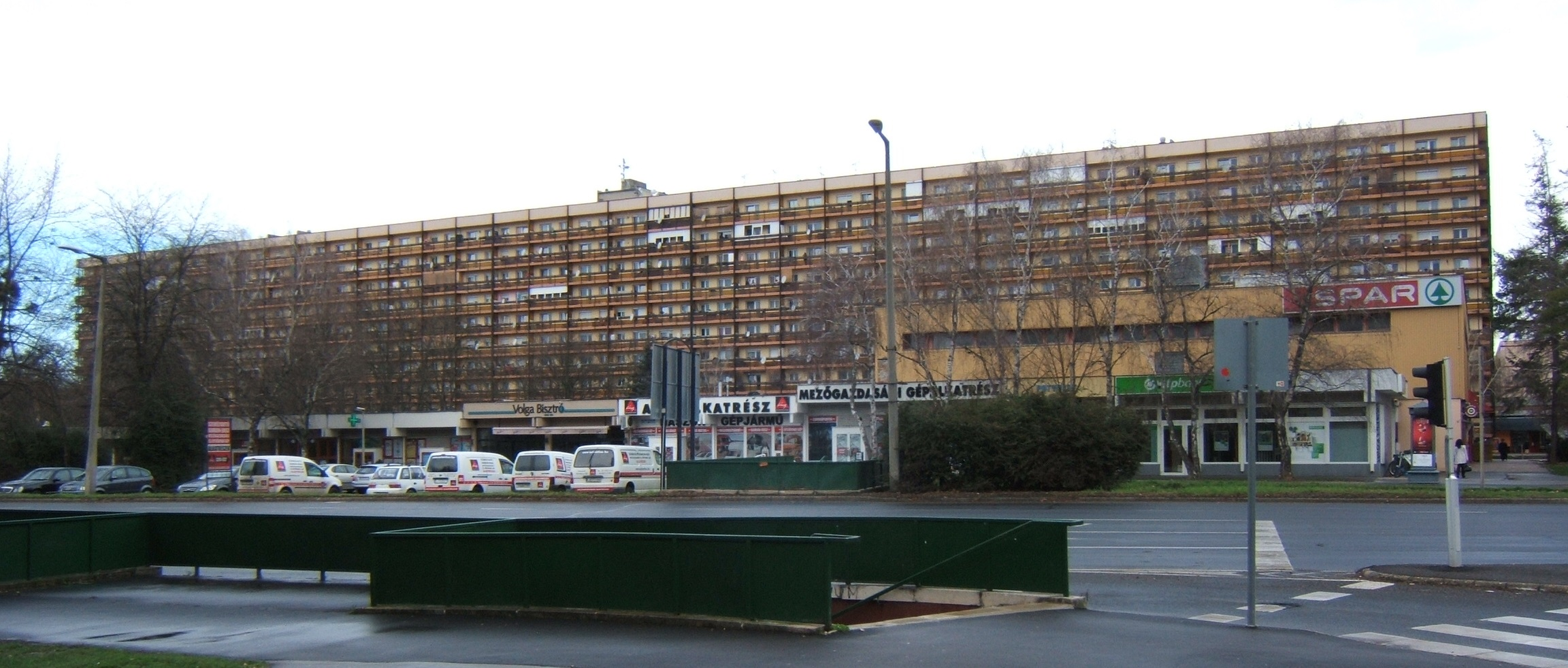
A Dunántúl legnagyobb lakóépülete, a 330 lakásos Sávház
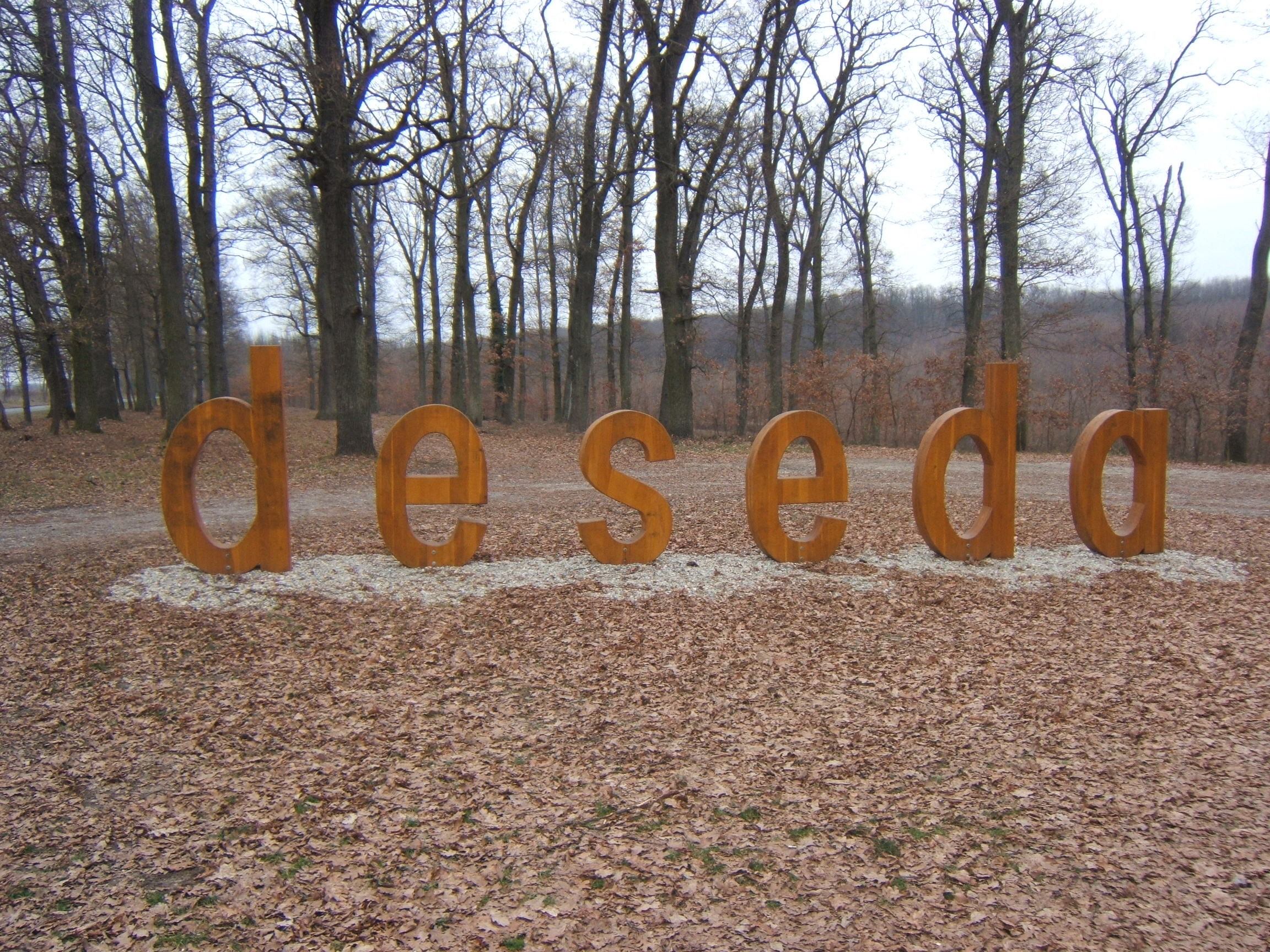
A Desedai Kalanderdő bejárata
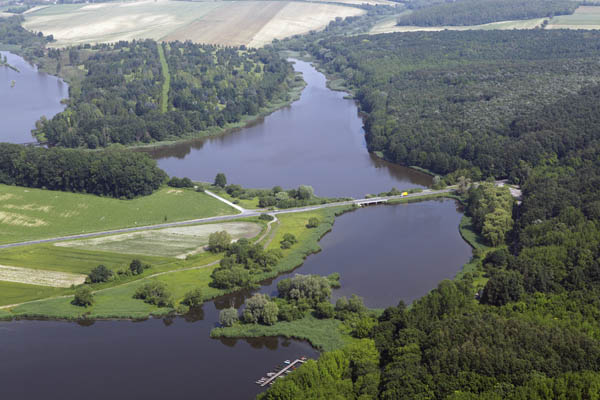
A Deseda madártávlatból